# Bains-les-Bains
Pour les articles homonymes, voir Bains (homonymie).
Bains-les-Bains est une ancienne commune française de Lorraine, située dans le département des Vosges, en région Grand Est. Le 1er janvier 2017, elle fusionne avec Harsault et Hautmougey pour former la commune nouvelle de La Vôge-les-Bains. Bains-les-Bains devient à cette date commune déléguée.
C'est une ville thermale française connue pour ses sources chaudes.

## Géographie

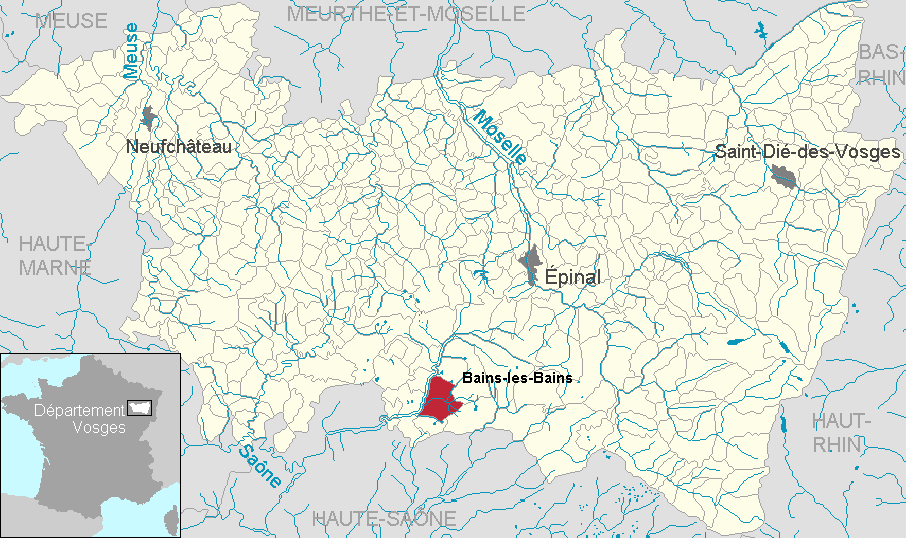

### Localisation
Au cœur de la Vôge, à 29 km au sud-sud-ouest d'Épinal.
C'est l'une des villes les plus septentrionales du bassin rhodanien.
Les villes les plus proches sont Plombières-les-Bains (23 km), Luxeuil (29 km), Vittel (49 km), Lure (50 km).

### Géologie et relief
Versant sud des monts Faucilles, le relief y est vallonné ; les altitudes les plus basses sont à l'ouest, où le canal de l'Est délimite les communes d'Hautmougey et de Fontenoy-le-Château.
Les principaux lieux-dits sont la Rappe, le Préverdot, les Fontenelles, le Raval…

### Voies de communications et transports

#### Voies routières
Commune située en bordure de la départementale 164, desservie par la route départementale 434.

#### Transports en commun
Commune desservie par le réseau Livo.

##### Lignes SNCF
- Gare de Bains-les-Bains

### Sismicité
La commune se trouve en zone de sismicité modérée.
Bains-les-Bains fut détruite en 1682 par un violent tremblement de terre. Cela explique l'absence de constructions antérieures au XVIIIe.

### Hydrographie et les eaux souterraines
Les eaux thermales.
Cours d'eau sur la commune ou à son aval :
- Bains se niche dans la vallée du Bagnerot, affluent de la rivière le Côney et sous-affluent de la Saône,
- Les ruisseaux s’écoulent difficilement, serpentant entre les mamelons boisés qui parsèment le territoire communal (le Bertramont, le Million…), et les étangs sont nombreux :
  - de Falvinfoing,
  - des Trémeures,
  - de L'homme mort.

Station d'épuration de 2800 Equivalent Habitants.

### Climat
Climat de la commune classé Cfb dans la classification de Köppen et Geiger.

## Toponymie

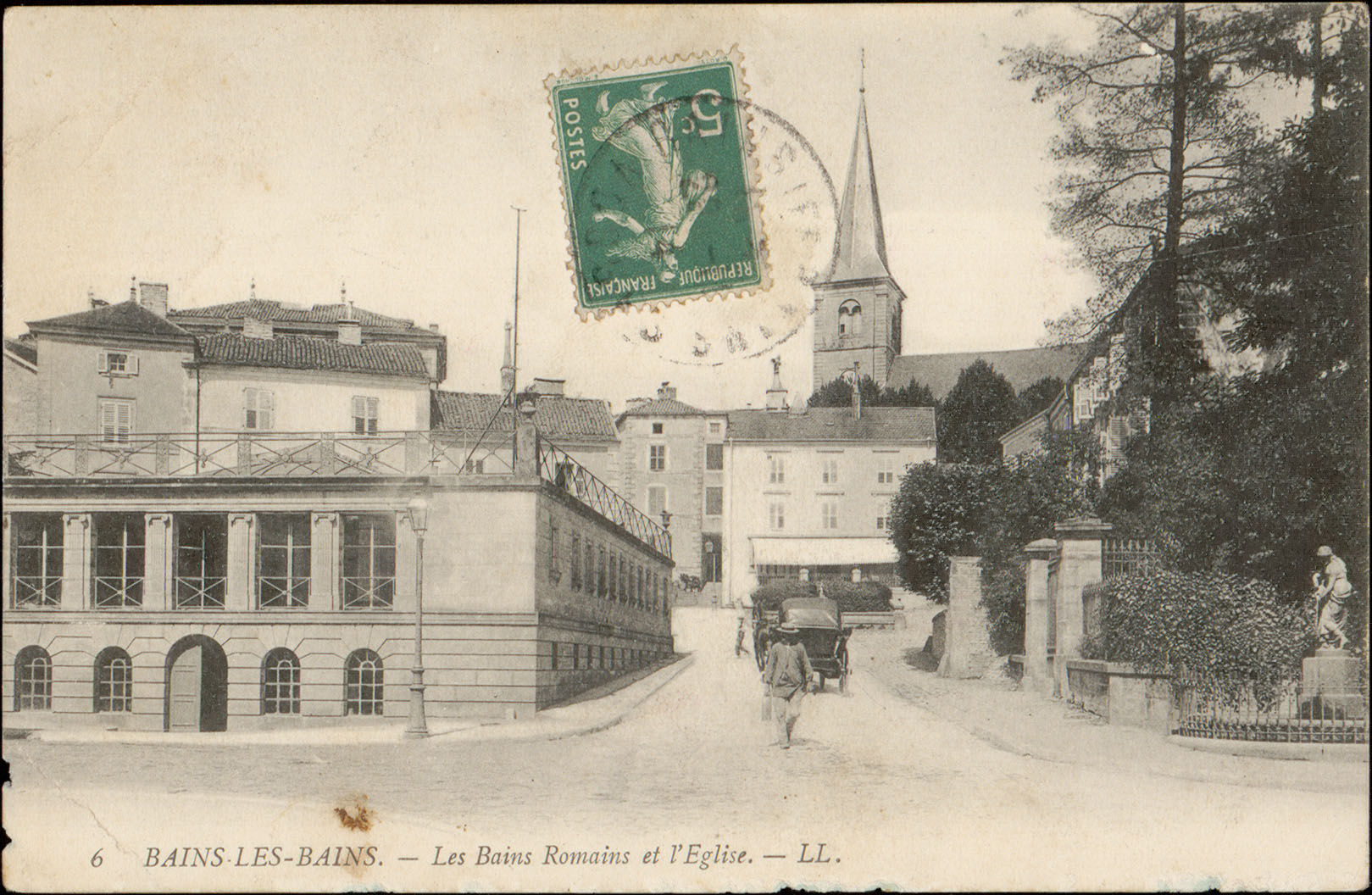
Ancienne carte postale de Bains-les-Bains, représentant les bains romains et l'église.

Bens (1233), Bainz (1238), Beins (1246), Bains (1294), Bain (1391), Baing (1493), Baings (XVIIe siècle), Balnea (1768)[réf. nécessaire].
Il s'agit d'un toponyme lié aux bains. « les-Bains » est un suffixe utilisé en français (de manière parfois officielle, parfois seulement touristique) pour les toponymes de certaines localités, généralement parce qu'elles accueillent une station thermale ou balnéaire.

## Histoire

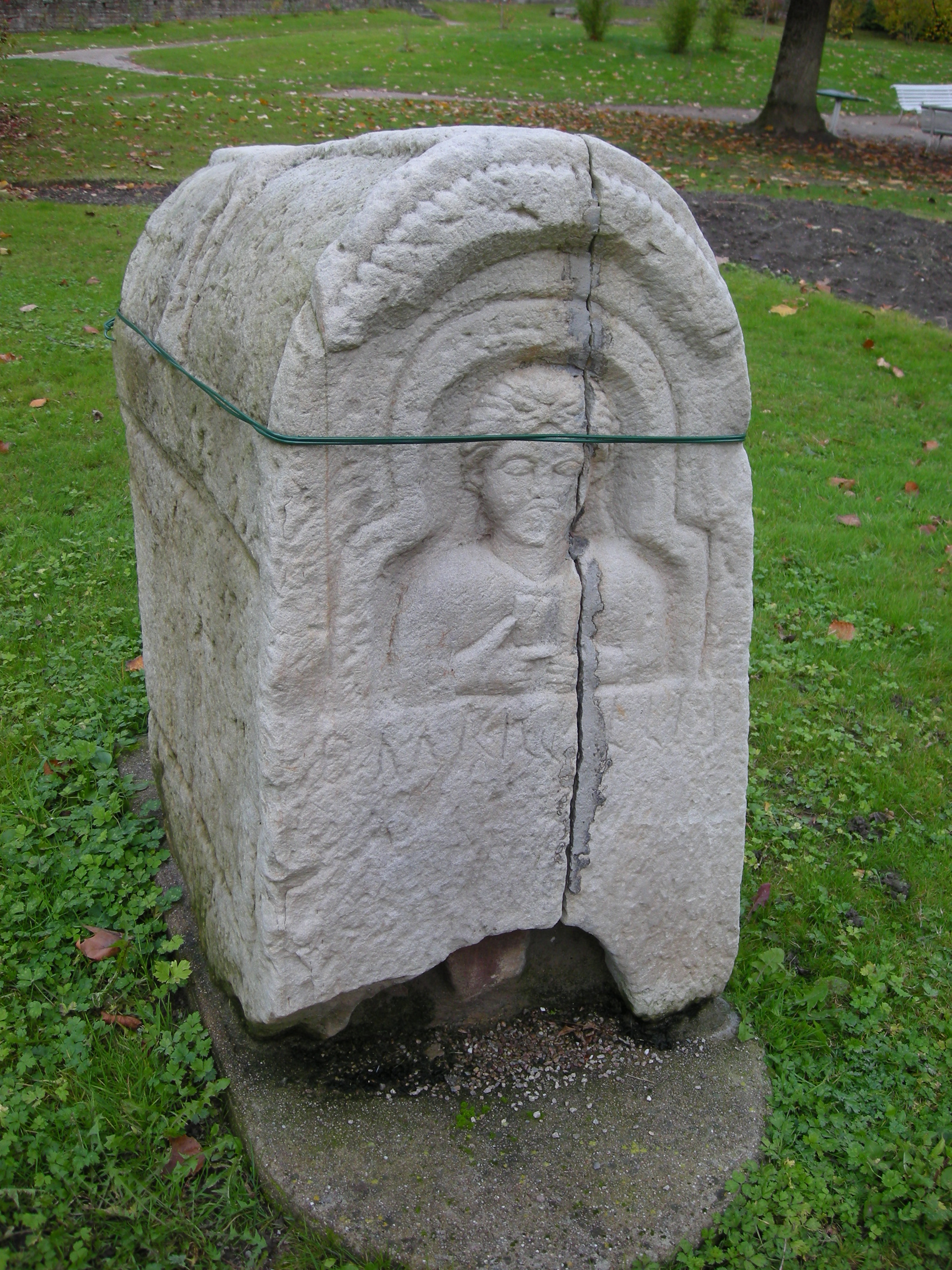
Stèle gallo romaine trouvée dans le Bagnerot.

Les sources minérales étaient déjà connues à l'époque gallo-romaine. Des colons romains ont vraisemblablement installé leur habitat à proximité des sources d’eaux chaudes. Lorsque l'on répara le bassin de la principale source, en 1752, on découvrit sous une colonne plus de 600 médailles grecques et romaines. Les eaux débitent 16 sources, à une température qui varie entre 31 et 53°. Le Bain romain, ou jaillissent les eaux les plus chaudes, occupe l'emplacement d'une piscine romaine.
Le toponyme de Bains est attesté au moins au XIe siècle ou au XIIe siècle. À l'époque moderne, la commune appartenait au bailliage de Remiremont. Son église, dédiée à saint Colomban,,,,, relevait du diocèse de Saint-Dié, doyenné de Remiremont. La cure était à la collation du chapitre de Remiremont et c'est la dame abbesse qui désignait le curé.
Bains-les-Bains aurait été détruit en 1682 par un tremblement de terre, ce qui expliquerait l'absence de constructions antérieures au XVIIIe. Il n'existe cependant pas de sources historiques décrivant l’événement localement mais la même année le séisme du 12 mai 1682 avait provoqué de gros dégâts dans les Vosges.
Avant la Révolution française, il existait deux villages distincts formant la communauté, celui de Bain et celui de Charmois devant Bain, à gauche du Bagnerot orthographié Baignerot.
Lors de sa création en 1790, le canton de Bains faisait partie du district de Darney. En l'an VIII, il fut rattaché à l'arrondissement de Mirecourt. Sa composition fut remaniée par l'arrêté consulaire du 19 vendémiaire an X et il fut rattaché par la loi du 11 avril 1821 à l'arrondissement d'Épinal.
Les eaux thermales de Bains furent déclarées d’intérêt public par arrêté impérial no 12365 du 9 janvier 1864,,.
Faisant suite à Bains-en-Vosges, l'appellation de Bains-les-Bains a été prescrite par décret du 9 septembre 1892.

## Politique et administration

### Budget et fiscalité 2016
En 2016, le budget de la commune était constitué ainsi :
- total des produits de fonctionnement : 1 322 000 €, soit 1 016 € par habitant ;
- total des charges de fonctionnement : 1 155 000 €, soit 887 € par habitant ;
- total des ressources d’investissement : 396 000 €, soit 304 € par habitant ;
- total des emplois d’investissement : 440 000 €, soit 338 € par habitant.
- endettement : 1 120 000 €, soit 860 € par habitant.

Avec les taux de fiscalité suivants :
- taxe d’habitation : 15,02 % ;
- taxe foncière sur les propriétés bâties : 20,83 % ;
- taxe foncière sur les propriétés non bâties : 40,92 % ;
- taxe additionnelle à la taxe foncière sur les propriétés non bâties : 0,00 % ;
- cotisation foncière des entreprises : 0,00 %.

Chiffres clés Revenus et pauvreté des ménages en 2014 : Médiane en 2014 du revenu disponible, par unité de consommation : 17 873 €.

### Intercommunalité
Après avoir été membre de la Communauté de communes du Val de Vôge, dissoute le 31 décembre 2016 elle a intégré la Communauté d'agglomération d'Épinal.

### Jumelages
- Bonndorf im Schwarzwald (Allemagne) depuis 1975.

## Population et société

### Démographie

#### Évolution démographique
Ses habitants sont appelés les Balnéens, jadis Benous, au sens de baigneurs.
L'évolution du nombre d'habitants est connue à travers les recensements de la population effectués dans la commune depuis 1793. À partir du 1er janvier 2009, les populations légales des communes sont publiées annuellement dans le cadre d'un recensement qui repose désormais sur une collecte d'information annuelle, concernant successivement tous les territoires communaux au cours d'une période de cinq ans. 
Pour les communes de moins de 10 000 habitants, une enquête de recensement portant sur toute la population est réalisée tous les cinq ans, les populations légales des années intermédiaires étant quant à elles estimées par interpolation ou extrapolation. Pour la commune, le premier recensement exhaustif entrant dans le cadre du nouveau dispositif a été réalisé en 2007,.
En 2014, la commune comptait 1 225 habitants, en évolution de −8,03 % par rapport à 2009 (Vosges : −1,74 %, France hors Mayotte : +2,49 %).
| 1793  | 1800  | 1806  | 1821  | 1831  | 1836  | 1841  | 1846  | 1856  |
| ----- | ----- | ----- | ----- | ----- | ----- | ----- | ----- | ----- |
| 1 823 | 1 790 | 1 883 | 2 031 | 2 407 | 2 509 | 2 562 | 2 608 | 2 546 |

| 1861  | 1866  | 1872  | 1876  | 1881  | 1886  | 1891  | 1896  | 1901  |
| ----- | ----- | ----- | ----- | ----- | ----- | ----- | ----- | ----- |
| 2 596 | 2 511 | 2 348 | 2 531 | 2 657 | 2 609 | 2 591 | 2 487 | 2 415 |

| 1906  | 1911  | 1921  | 1926  | 1931  | 1936  | 1946  | 1954  | 1962  |
| ----- | ----- | ----- | ----- | ----- | ----- | ----- | ----- | ----- |
| 2 384 | 2 344 | 1 926 | 1 851 | 1 653 | 1 618 | 1 732 | 1 694 | 1 537 |

| 1968  | 1975  | 1982  | 1990  | 1999  | 2007  | 2011  | 2014  | - |
| ----- | ----- | ----- | ----- | ----- | ----- | ----- | ----- | - |
| 1 547 | 1 548 | 1 527 | 1 466 | 1 415 | 1 339 | 1 241 | 1 225 | - |

### Enseignement
- École élémentaire publique[27].
- Collège et Lycée[28].

### Santé
- Professionnels et établissements de santé : Médecins, pharmacie[29].
- Maison de retraite les sentiers d'automne (Établissement d'hébergement pour personnes âgées dépendantes)[30].

### Cultes
Culte catholique. Paroisse Saint Colomban en Vôge. Diocèse de Saint-Dié.

## Économie

### Thermalisme médical et de bien-être

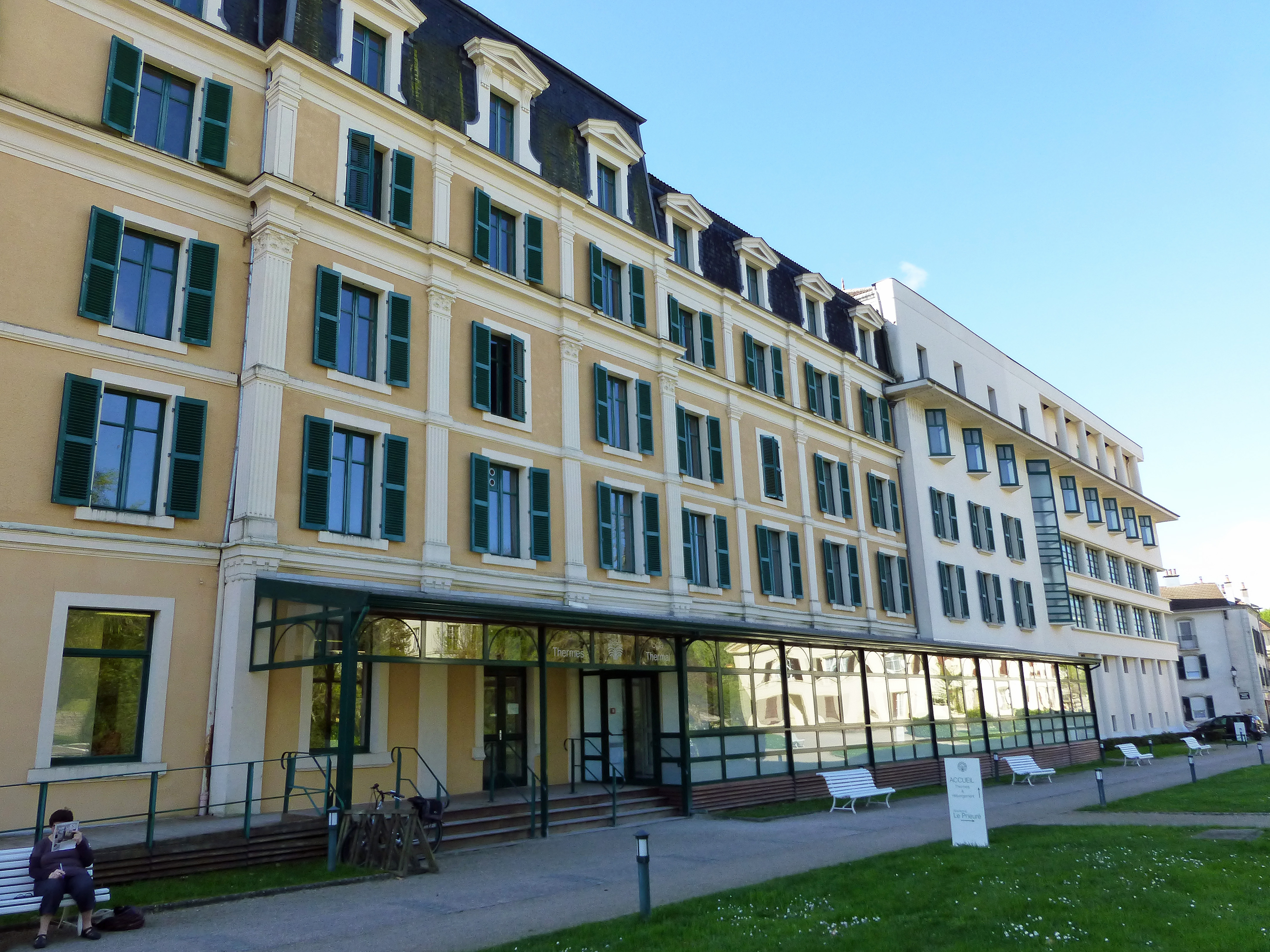
Établissement thermal.
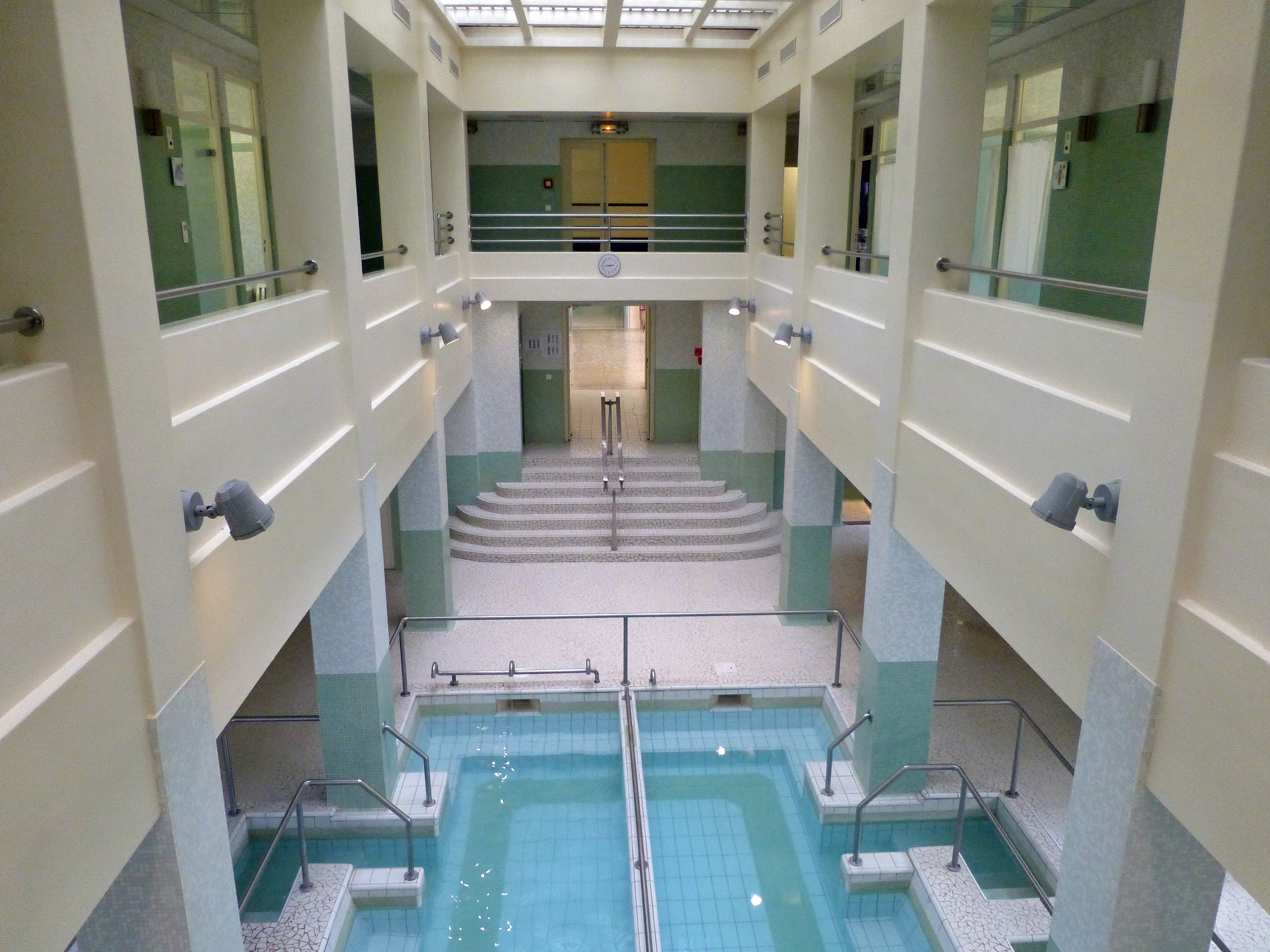
Piscine de relaxation.
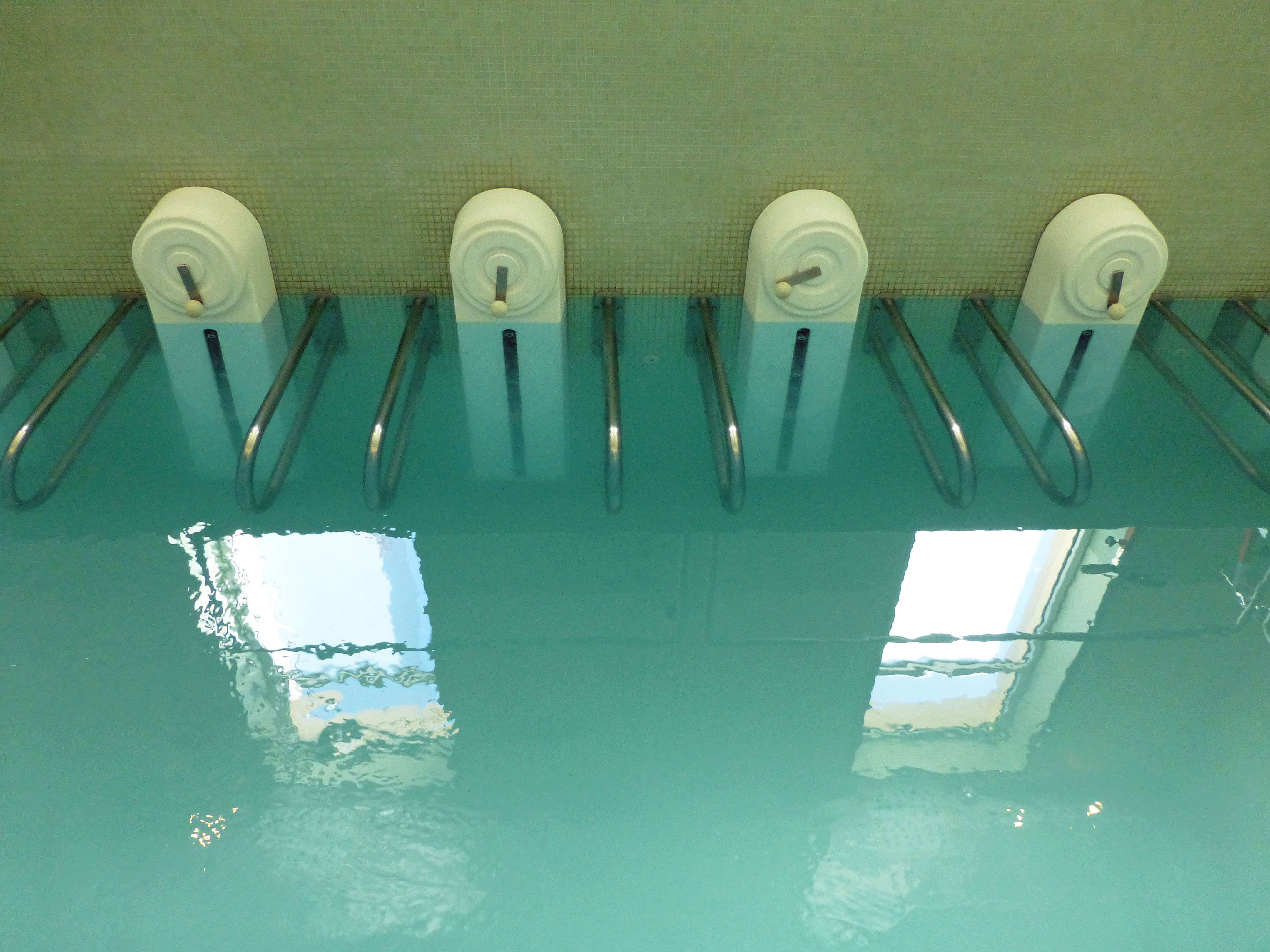
Jets de forte pression en piscine.
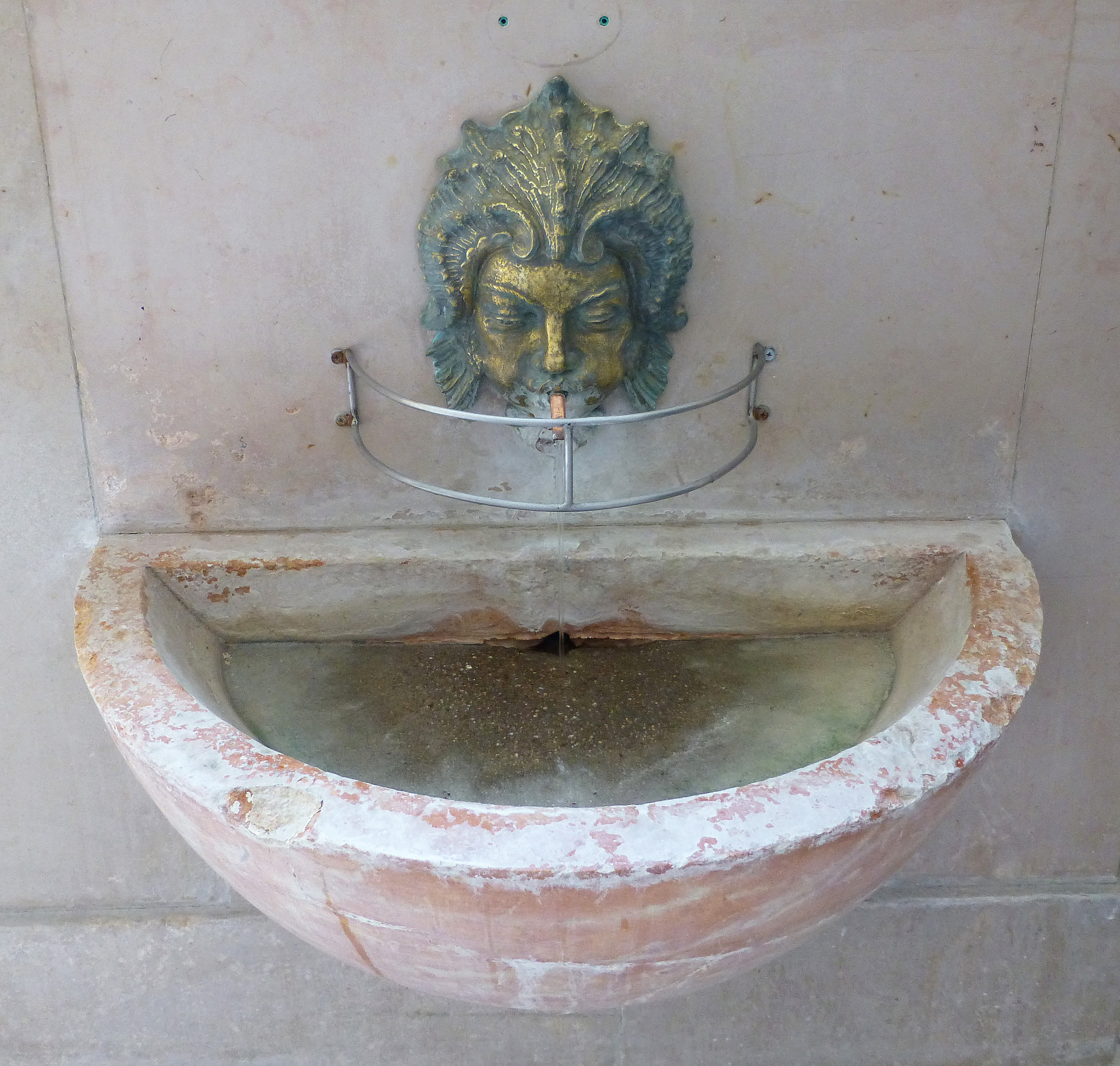
Eau thermale.

Les monnaies et médailles trouvées aux griffons des sources lors des travaux effectués au XIXe siècle attestent de la fréquentation des eaux de Bains à l'époque romaine.
De 1614 jusqu'à la Révolution les sources thermales sont la propriété des seigneurs de Fontenoy-le-Château.
Dès le XVIIIe siècle, on trouve la relation de travaux scientifiques effectués par des médecins qui analysent les eaux thermales,. Au XIXe siècle, grâce aux efforts du médecin des eaux, le docteur Nicolas-Basile Bailly, la station entre dans l'air de la modernité. Le 9 janvier 1864, le décret impérial no 12365, contresigné par le ministre de l’agriculture du commerce et des travaux publics, Louis Behic, déclare d’intérêt public les sources minérales qui alimentent les établissements thermaux de Bains-en-Vosges. Elles ont pour nom : La grosse source, la Romaine, la Souterraine, le Robinet de Cuivre, le Robinet de Fer, la Tempérée, la Saint-Colomban, la Source Casquin, la Féconde, la Source de la Promenade, et la source de la Vache.
En 1904 est créée, par le docteur Auguste Mathieu, la Société de l’Établissement Thermal des Eaux de Bains. En plus des thermes, on construit une station d'embouteillage de l'eau qui sera vendue sous le nom de  Source Saint-Colomban. Cette activité sera poursuivie jusqu'à la Seconde Guerre mondiale.

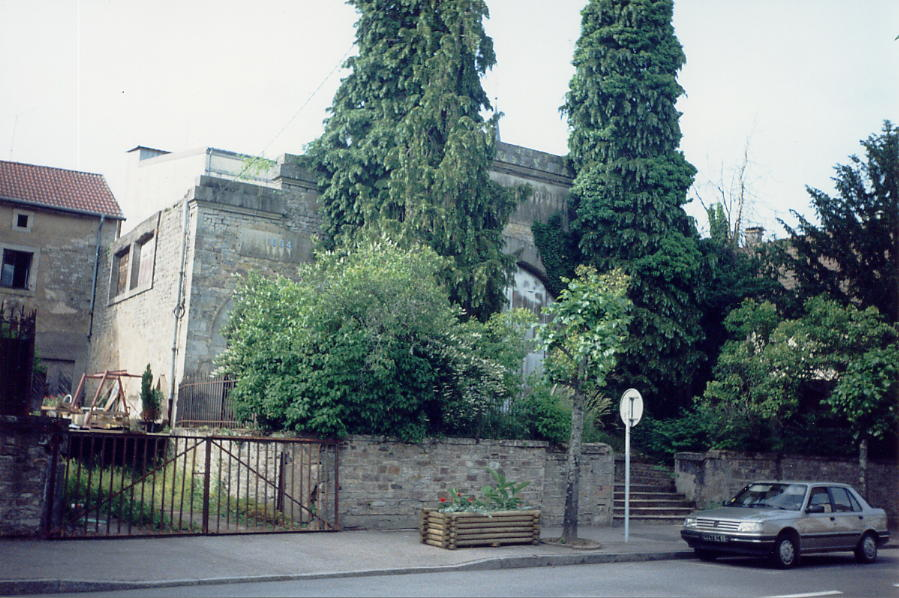
Ancienne unité d'embouteillage des eaux.

Les cures thermales sont aujourd’hui encadrées par la Chaîne thermale du Soleil.

## Culture locale et patrimoine

### Lieux et monuments

#### Patrimoine thermal
- Bain romain

Le Bain romain jadis appelé Bain-Vieux est construit en pierre de taille en 1845 par l'architecte départemental Louis Gahon à l'emplacement des premiers antiques bassins creusés en plein air au-dessus des sources les plus chaudes. Il succède à plusieurs édifices, de la simple palissade au bâtiment doté d'une chapelle et construits pour protéger les baigneurs des regards indiscrets et des intempéries.
À l’intérieur, il accueille trois piscines ovales surplombées d'une galerie avec des arcades et d'une verrière lumineuse, et est alimenté par deux sources dont la source, dite de Saint-Colomban, actuellement rebaptisée Artéria, qui alimentait la buvette et coulait sur le côté droit du bâtiment en libre accès pour les Balnéens.
Il a fermé ses portes en 1998 et est toujours inaccessible aux curistes actuellement.

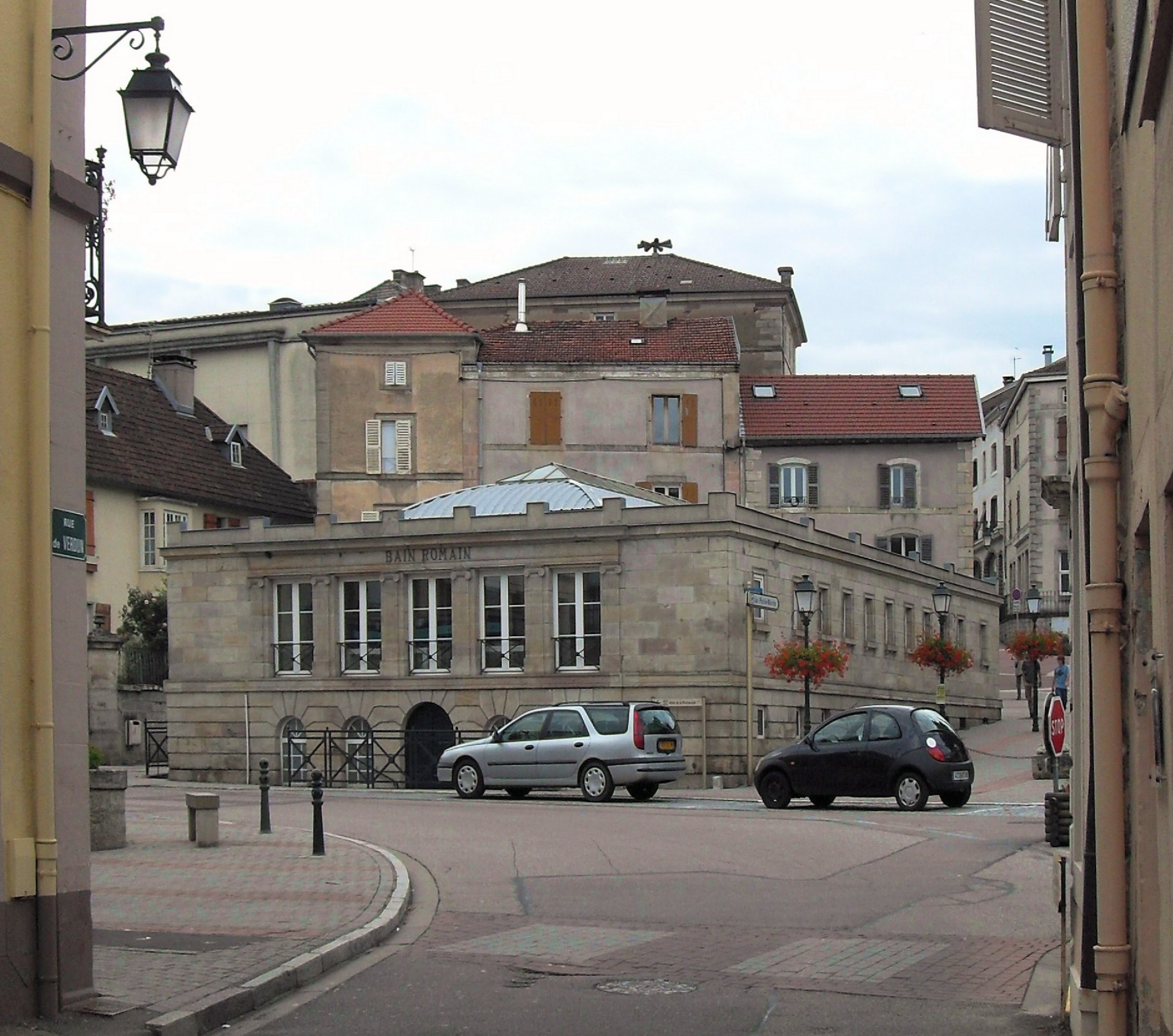
Bain romain.
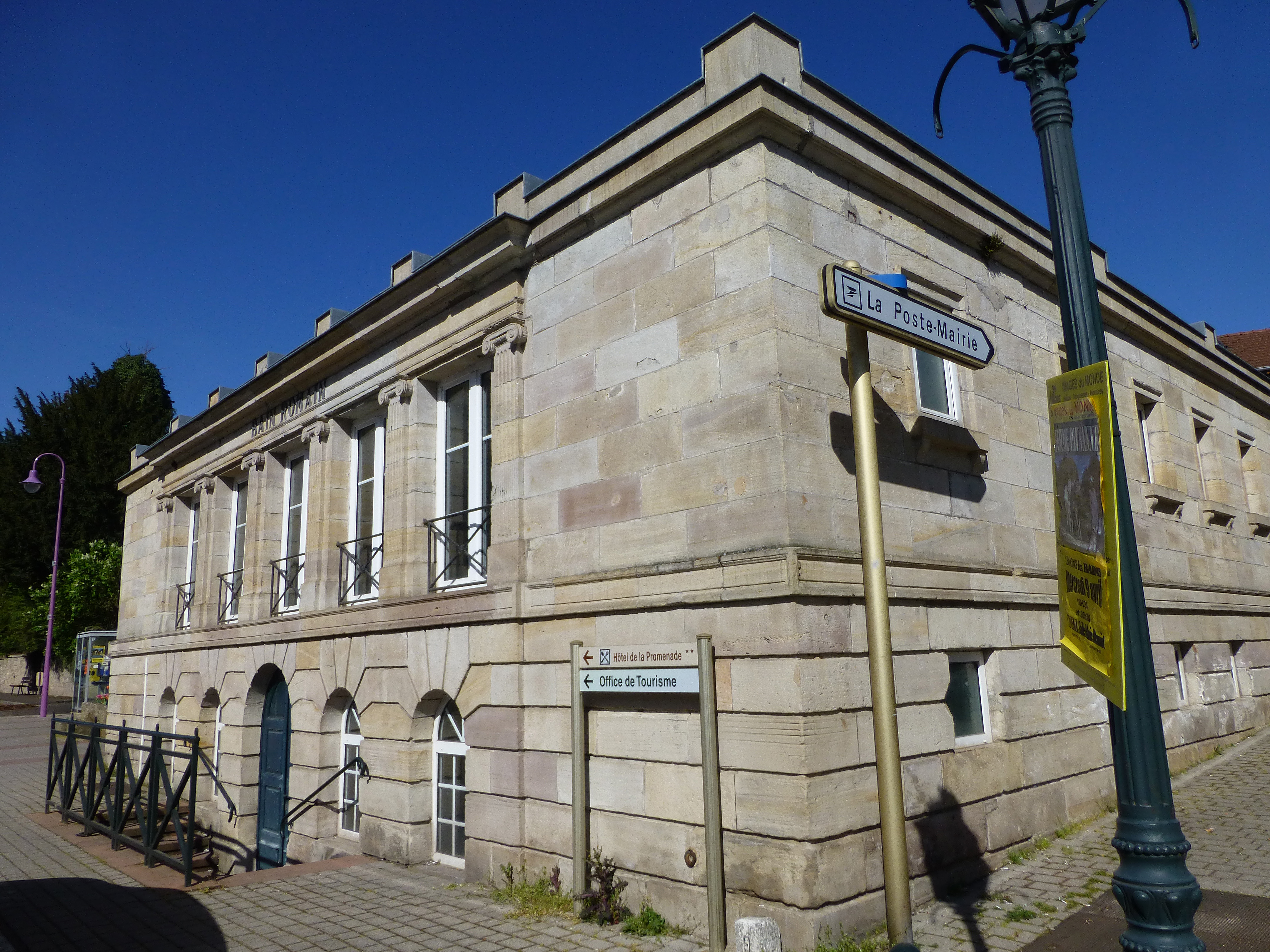
Bain romain.
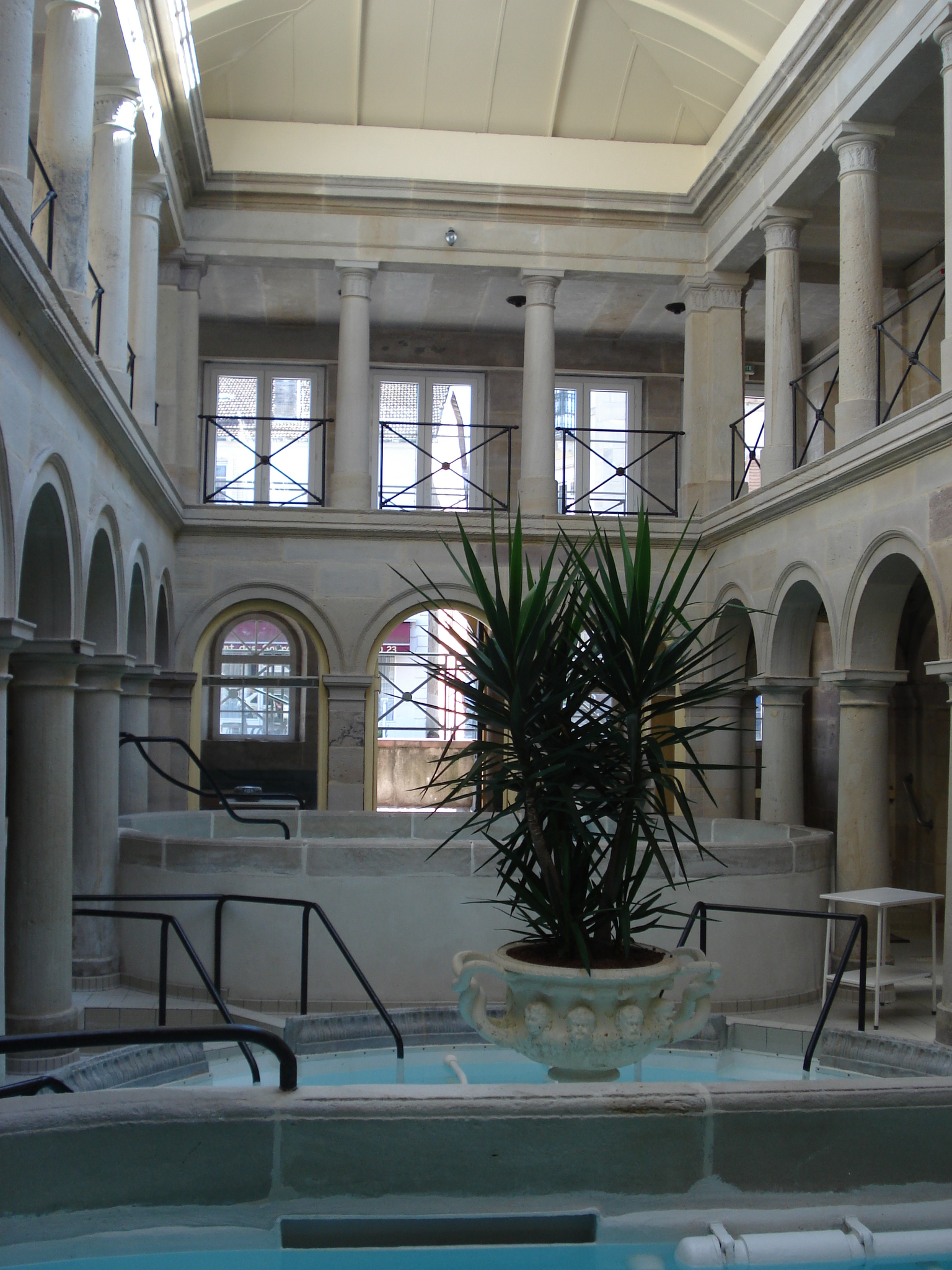
L'intérieur du bain romain.

- Bain de la Promenade

Il est construit au milieu du XVIIIe siècle, à quelques mètres du Bain romain. À la suite d'un grave incendie en 1876, on reconstruit le Bain de la Promenade (ou Grand-Bain) entre 1880 et 1885, et on le complète d'un Grand-Hôtel et de son casino, avant de subir de profondes transformations art déco à partir de 1928. L'ensemble forme aujourd’hui l'établissement thermal.
À l'intérieur, quatre sources jaillissent à 25−35 °C (Féconde, Casquin, Sicilia, Promenade), et la buvette des Thermes est disponible au rez-de-chaussée de l'établissement.
En face de l'établissement thermal, le secrétariat des thermes est installé dans une maison au fronton triangulaire du XIXe ; l'ancienne maison de broderie Rouff.

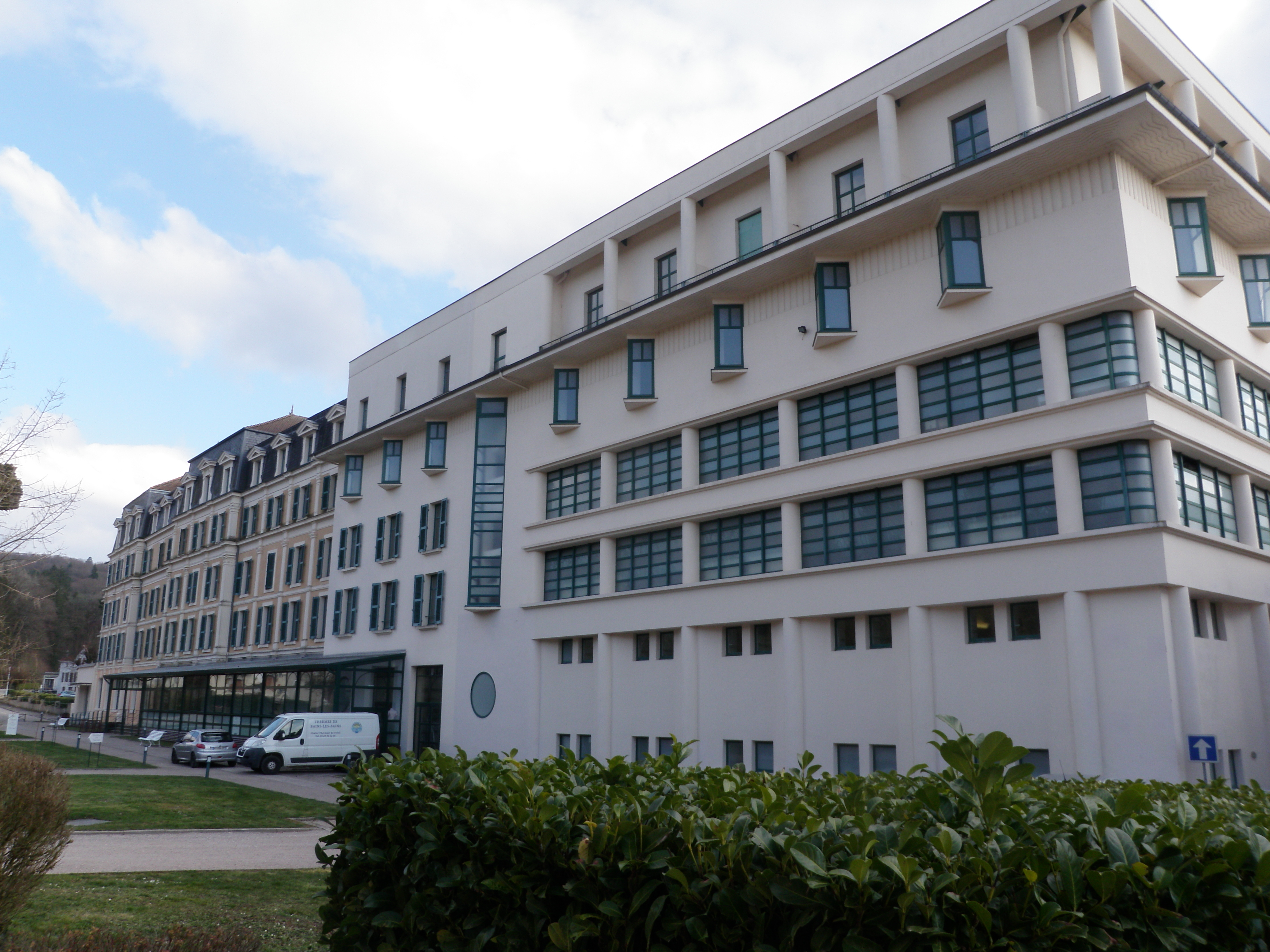
Établissement thermal.
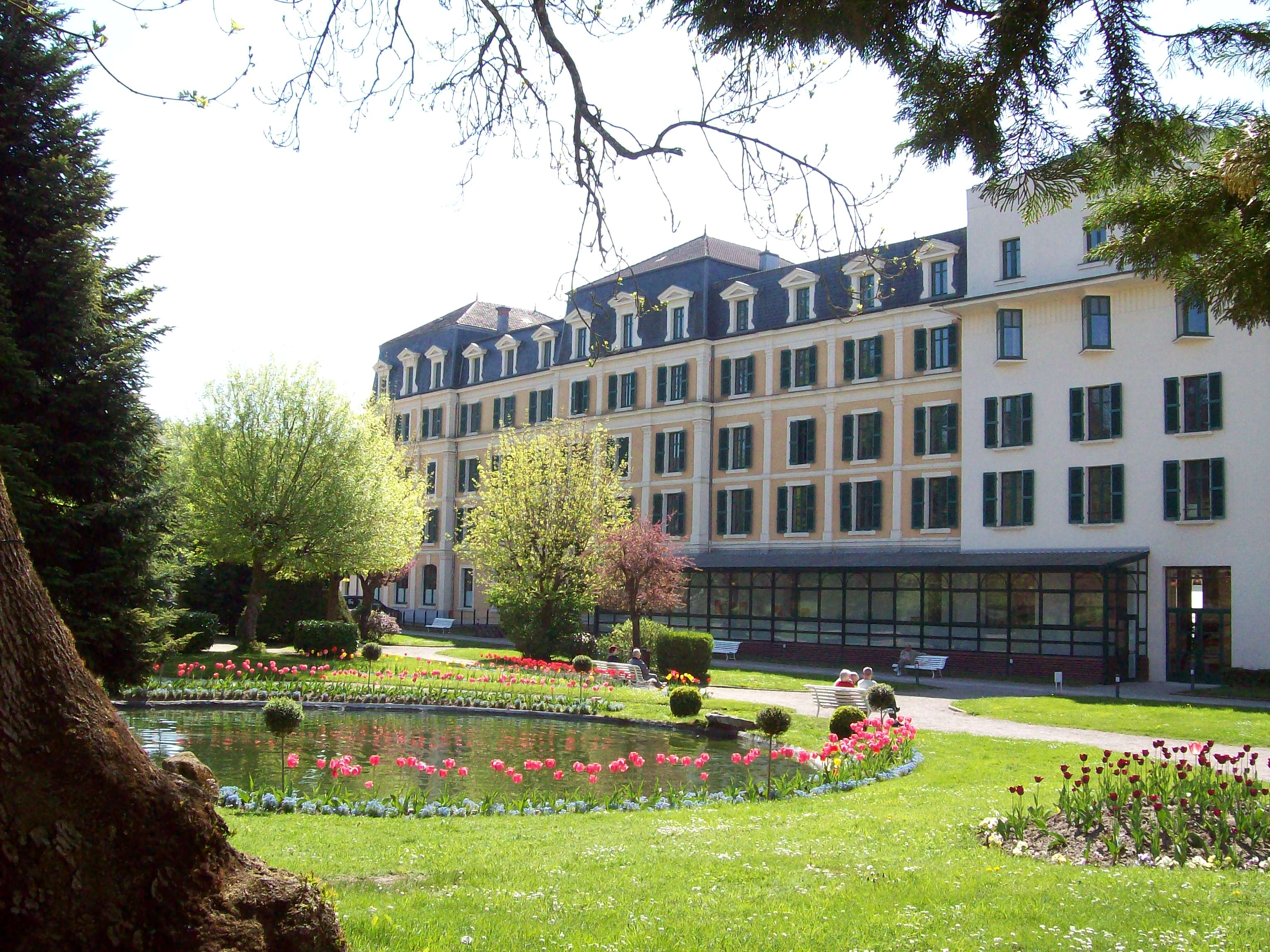
Établissement thermal et parc Saint-Colomban.
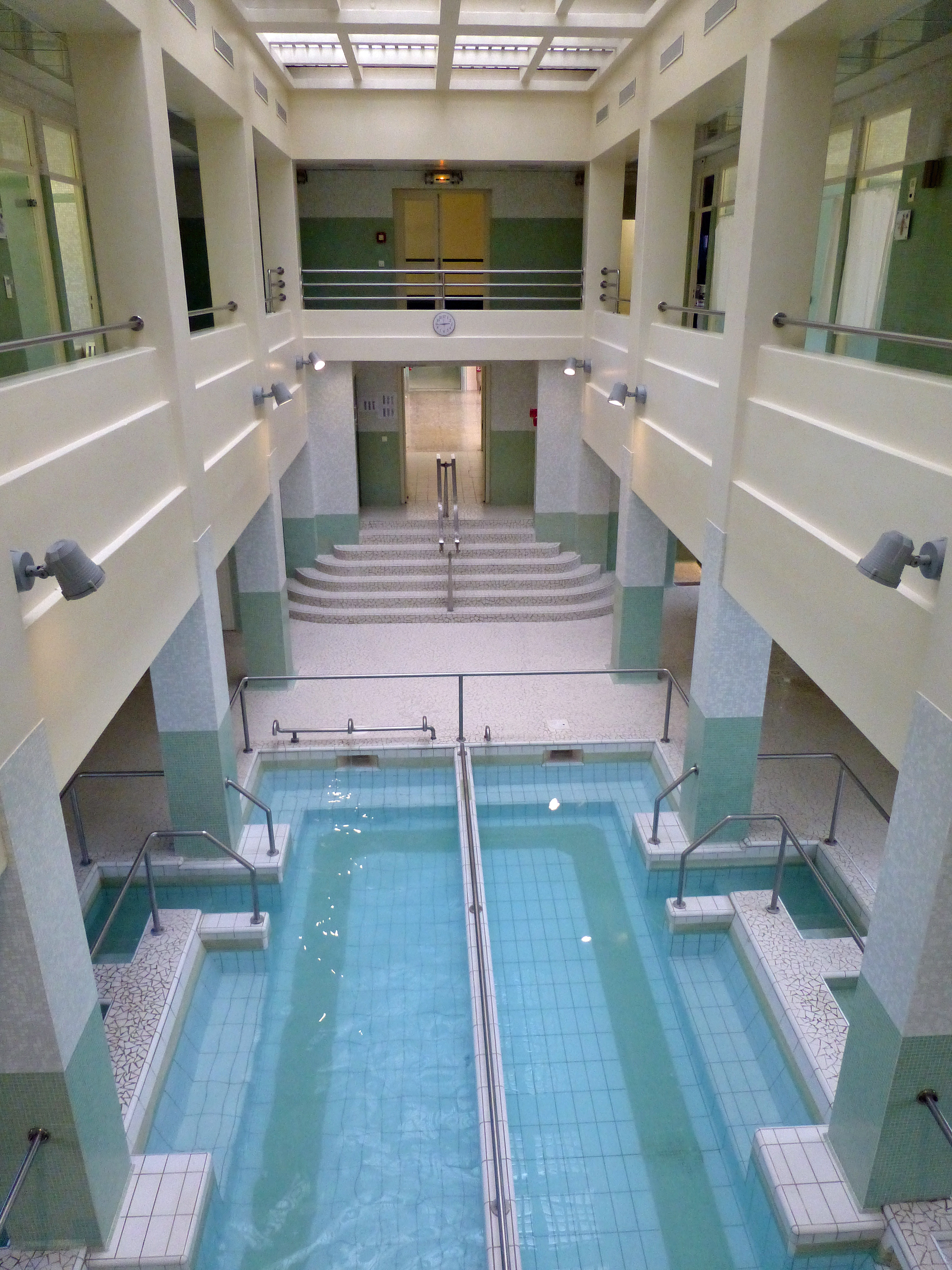
Bain de la Promenade dans l'établissement thermal.
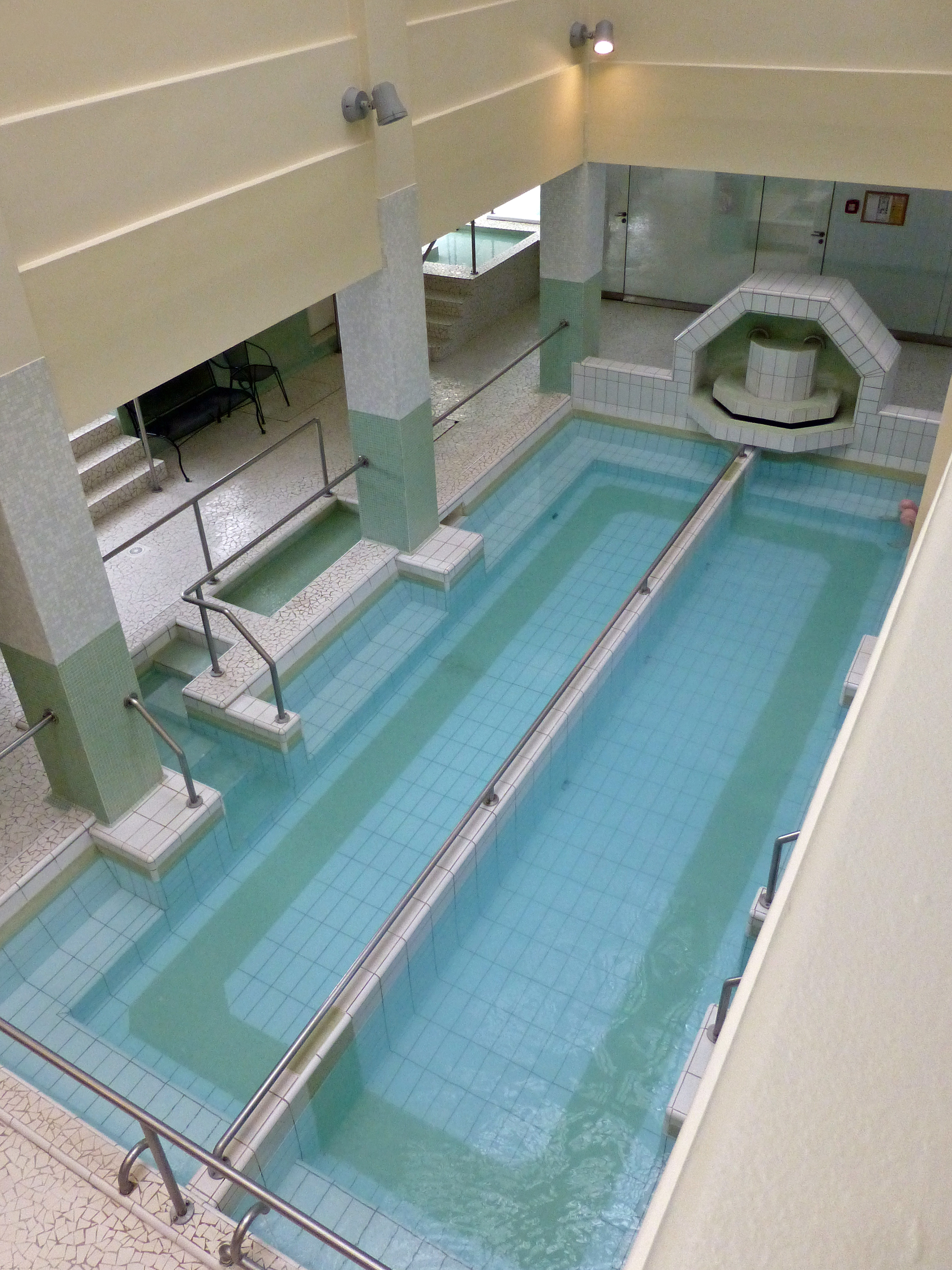
Bain de la Promenade dans l'établissement thermal.
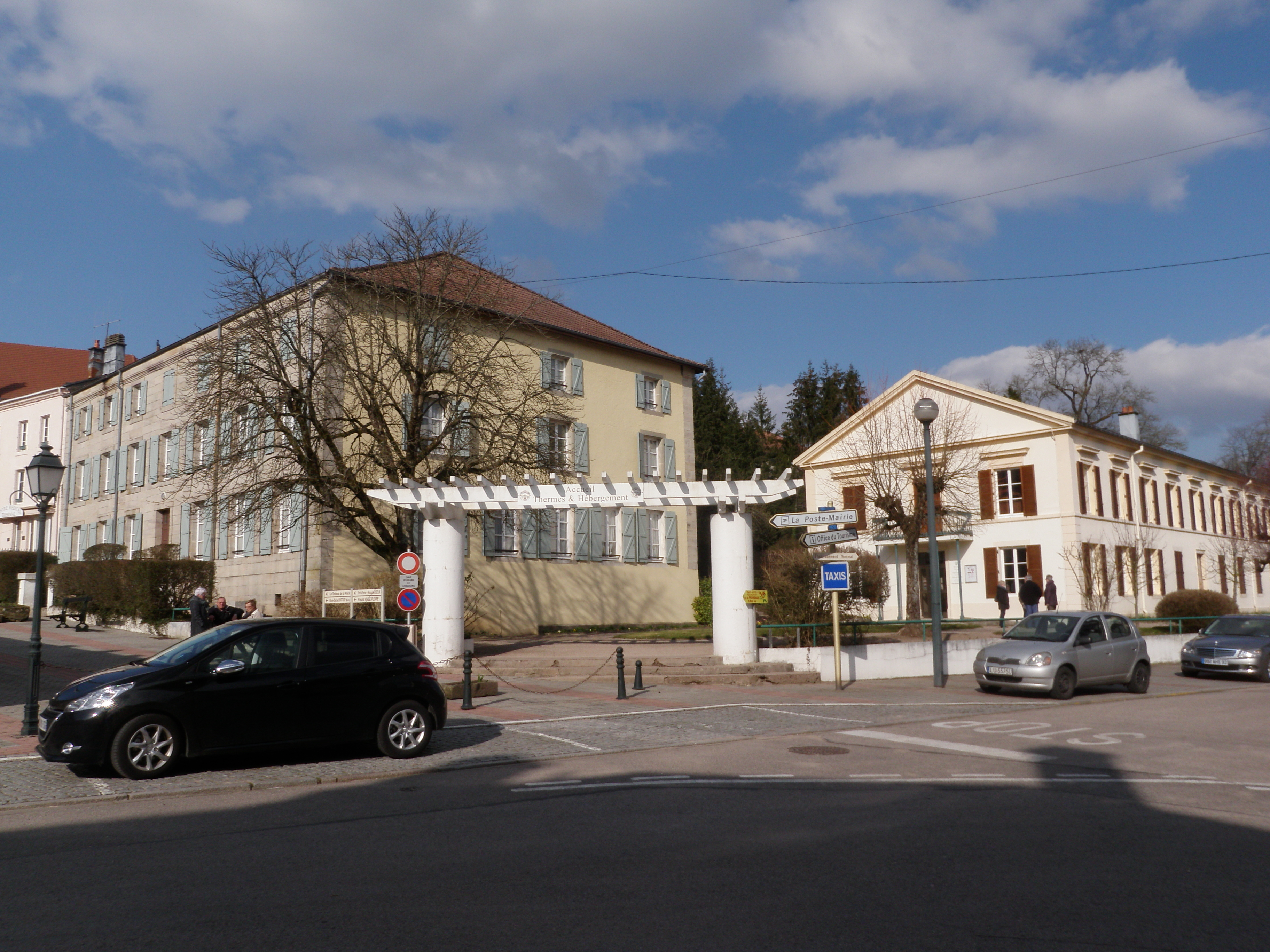
Place du Bain Romain.
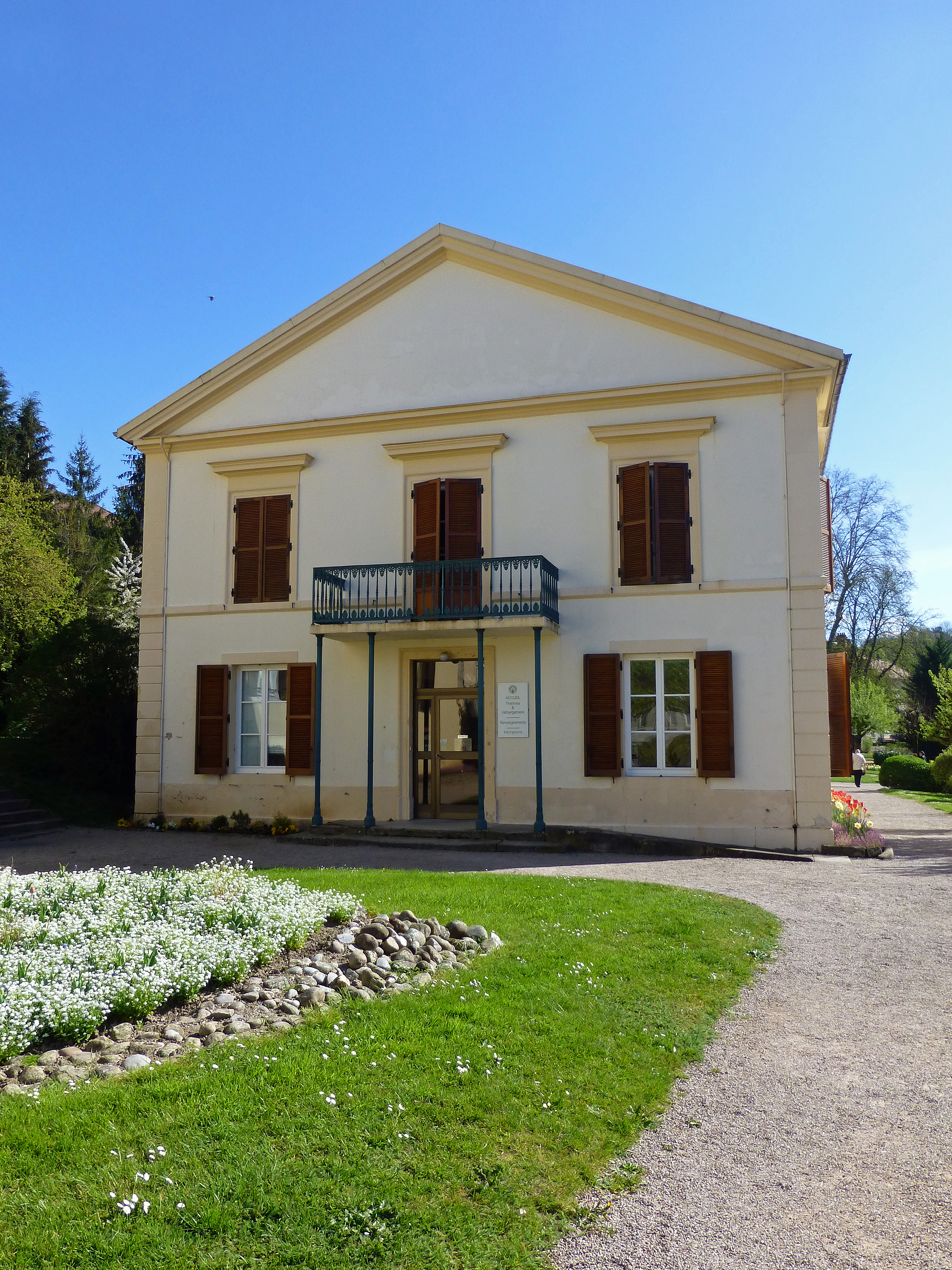
Ancienne maison Rouff, actuel secrétariat des thermes.

- Parc Saint-Colomban

Le parc Saint-Colomban, dit aussi Petit parc, se trouve en face de l'établissement thermal. Il est formé de la réunion de l'ancien parc de l'établissement scolaire des sœurs de la Providence[Lequel ?] et des jardins de la maison de broderie Rouff. Les deux propriétés ont été rachetées en 1938.
Il est agrémenté d'une petite pièce d'eau et d'une stèle gallo-romaine découverte dans le lit du Bagnerot.
- Parc de l’établissement thermal

Le parc de l’établissement thermal, dit aussi Grand parc, se situe au sud-est de la ville, à proximité de l'établissement thermal. Traversé par le Bagnerot, il couvre une dizaine d'hectares et s'ouvre sur la forêt environnante. Il est agrémenté d'un étang alimenté par une petite cascade et un court de tennis. On y trouve la statue de Jules Liégeois, professeur à la faculté de droit de Nancy, qui mourut renversé par une voiture à l'entrée du parc le 14 août 1908. En 1937, on inaugure une salle de spectacle et un salon de thé, La Potinière, due à l'architecte Louis Poirson, qui doit son nom aux potins de la station ; elle ferme ses portes en 1974.
On trouve dans le parc un mini-golf laissé actuellement à l'abandon. Il est construit en pierre et réparti sur plusieurs niveaux reliés par des escaliers qui contournent arbres et buissons.
Un peu plus loin, au cœur de la forêt, on peut voir une terrasse dite des vieux chênes dont certains sont plusieurs fois centenaires ; ainsi qu'une tonnelle en bois appelée le Parapluie qui s'offre aux promeneurs, avec les vestiges d'une cave qui servait autrefois de bar. Si on poursuit le chemin, on arrive à une ancienne féculerie et à la gare de Bains-les-Bains.

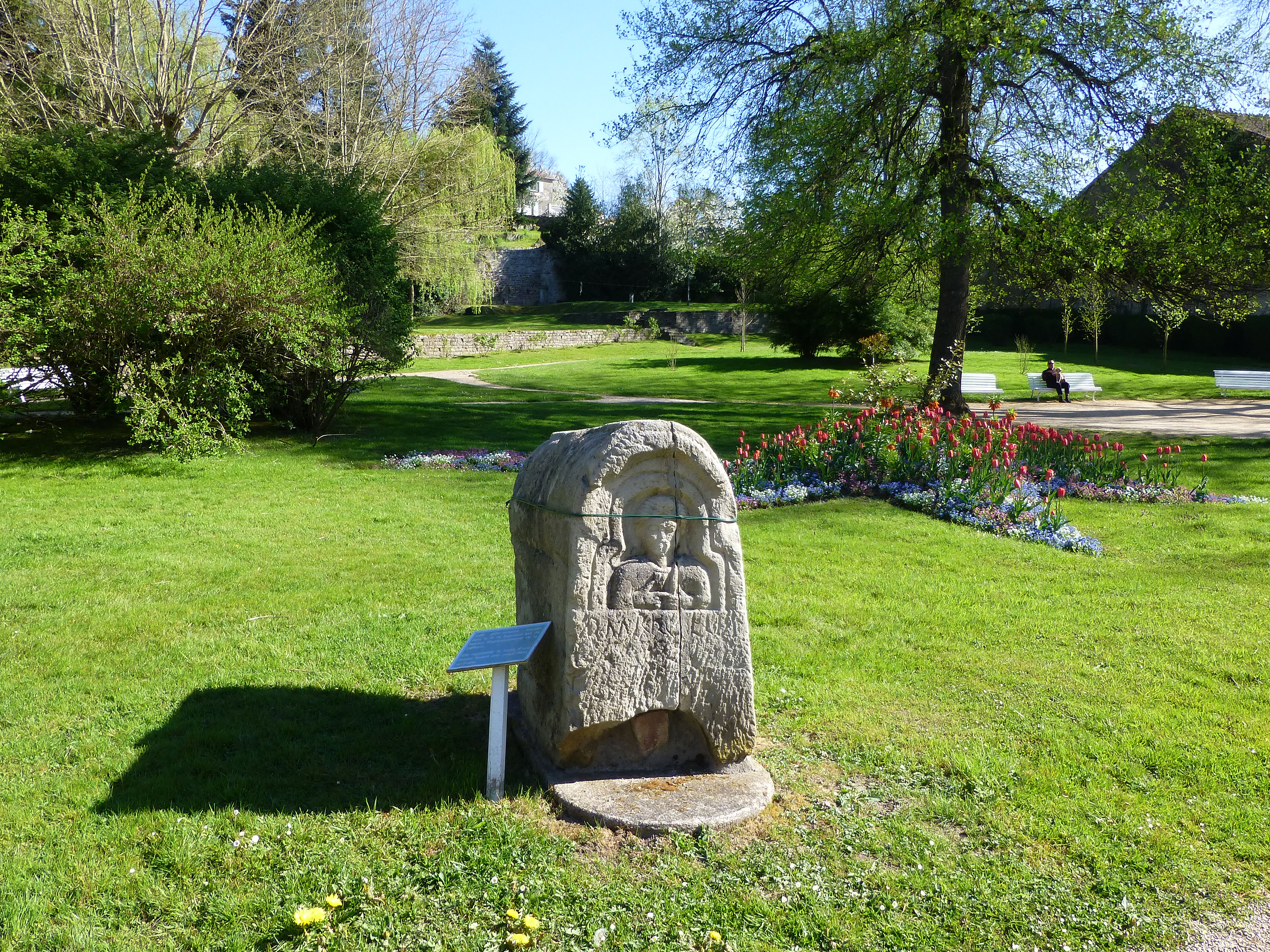
Stèle gallo-romaine dans le Petit parc.
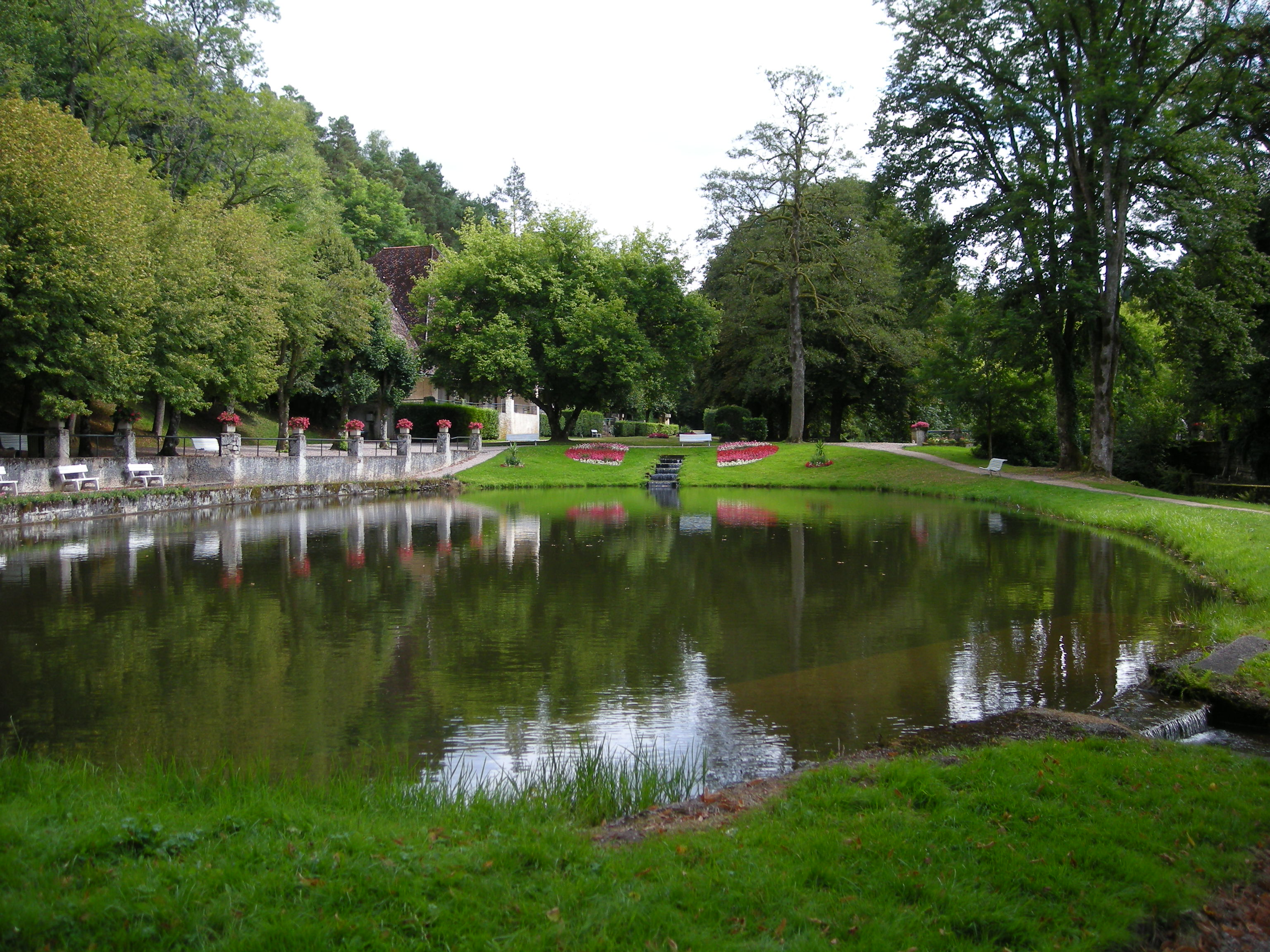
Grand parc thermal.
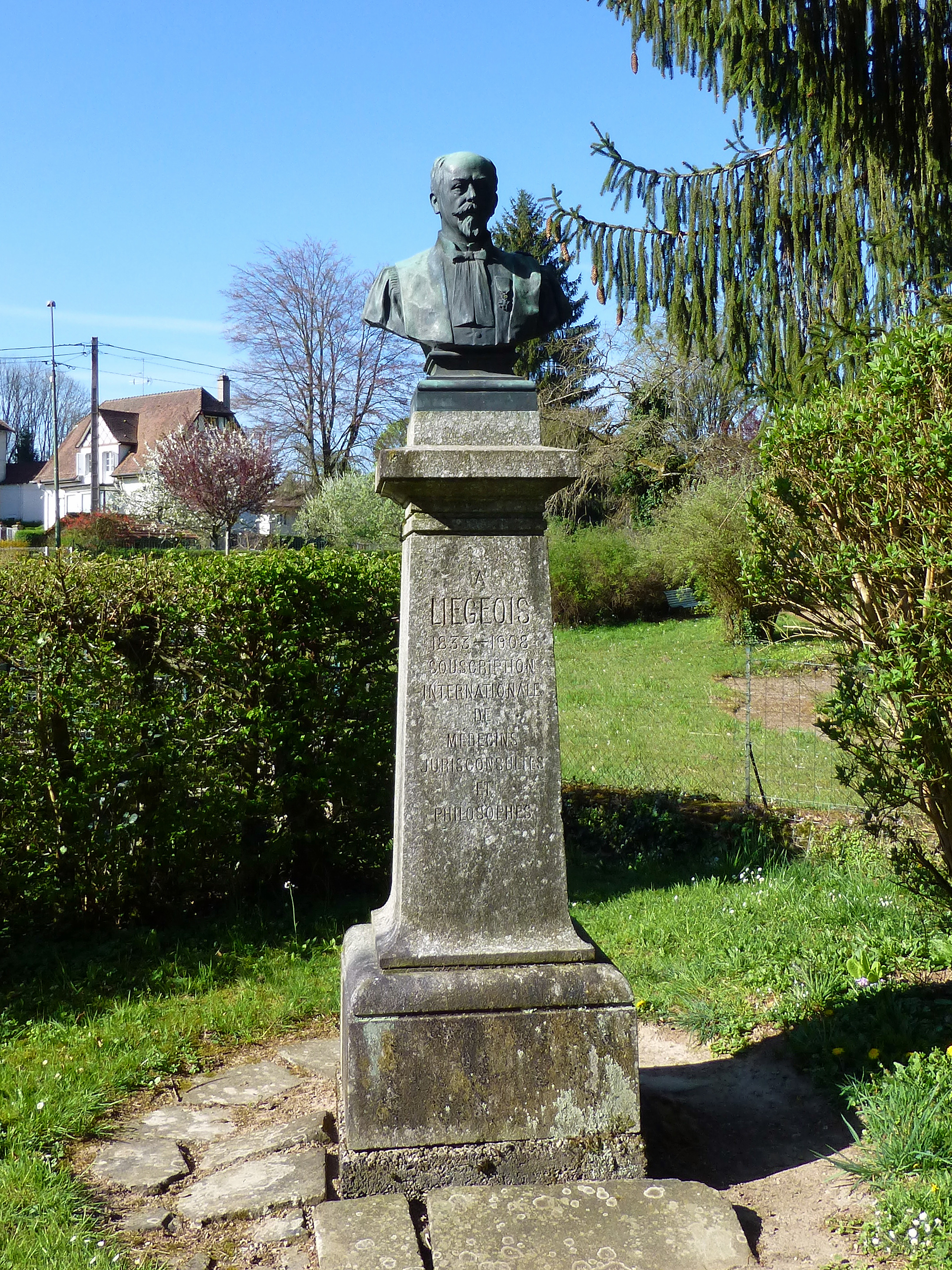
Monument Jules Liégeois.
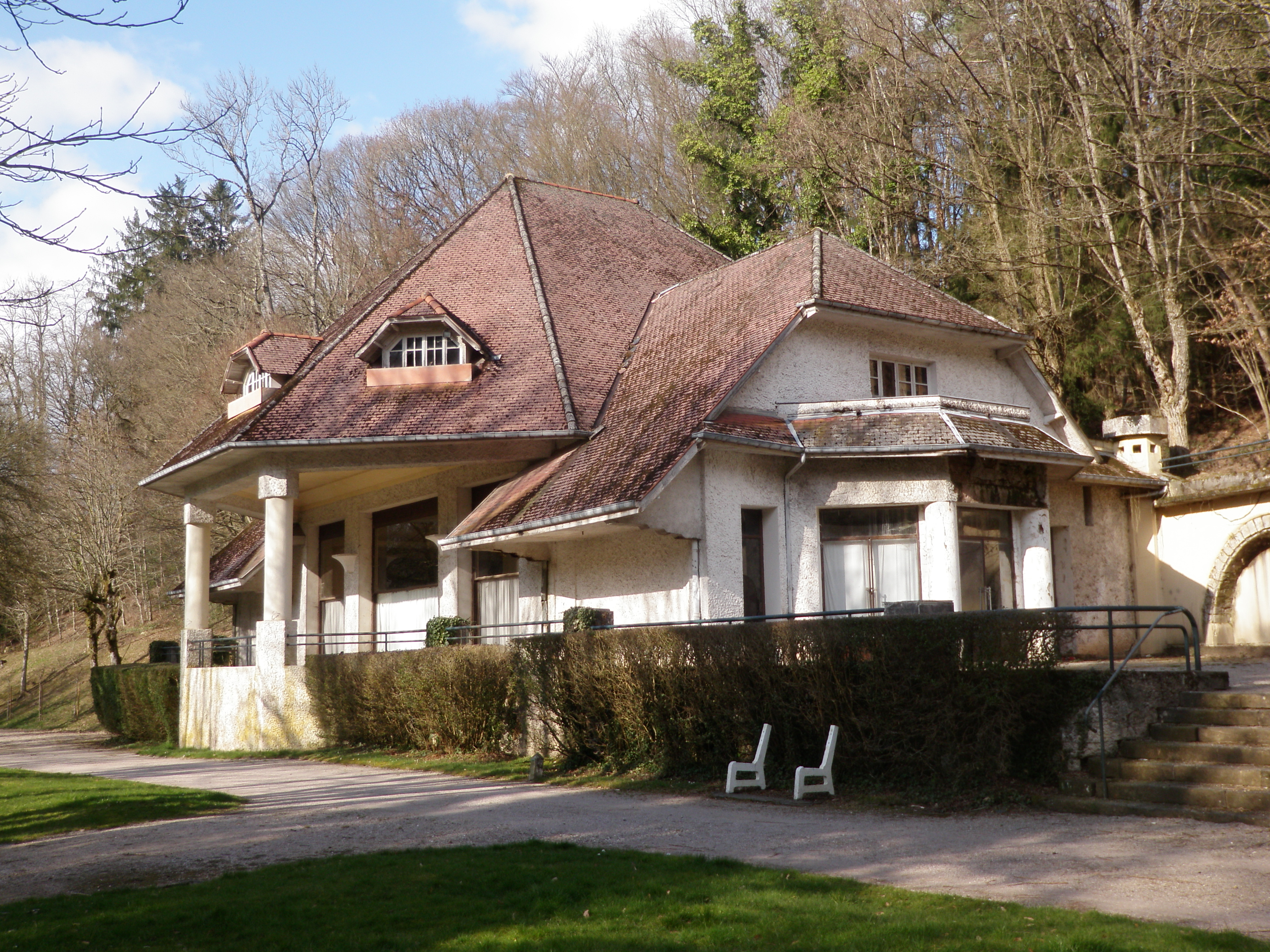
La Potinière.
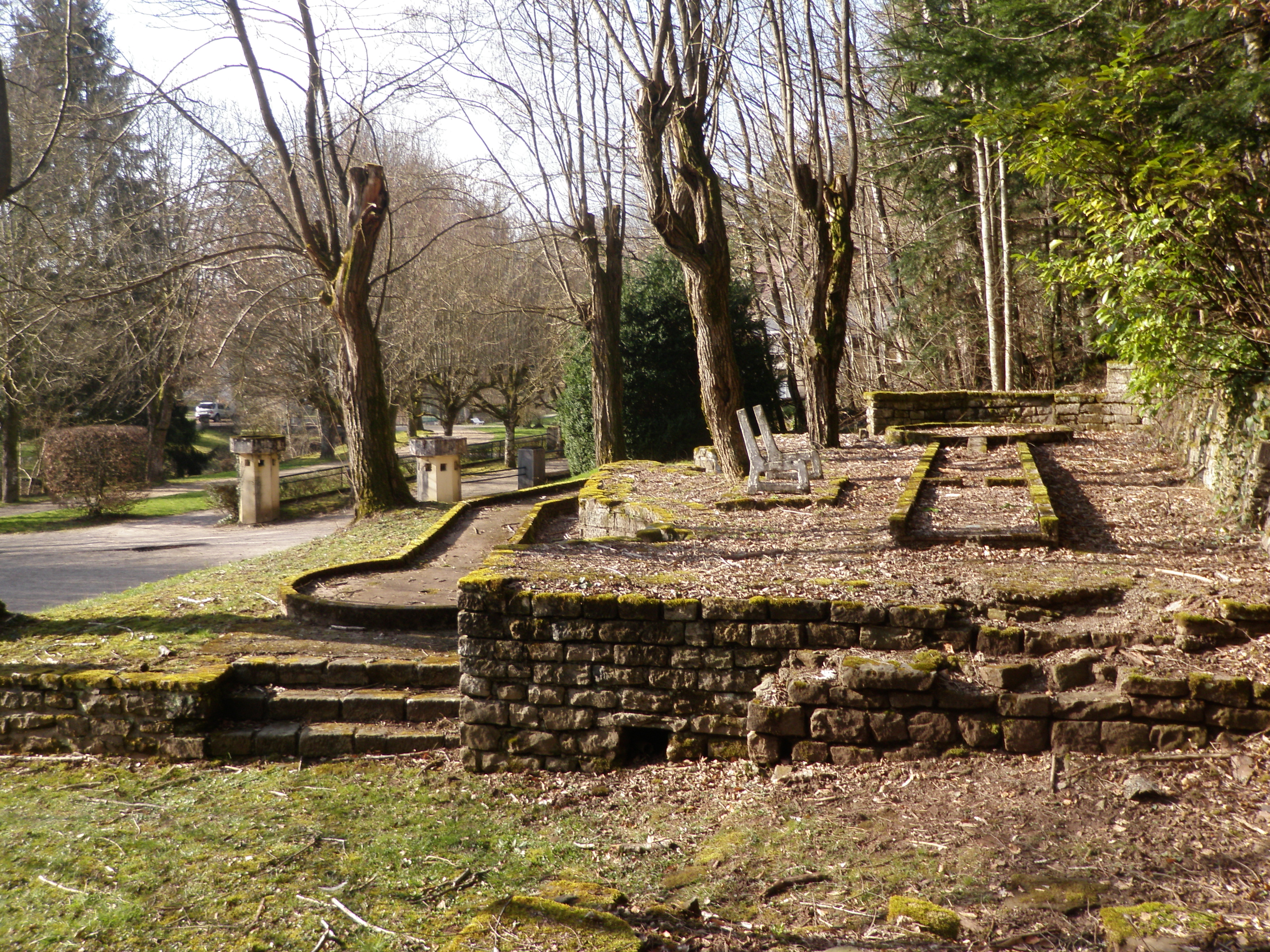
Ancien golf miniature.
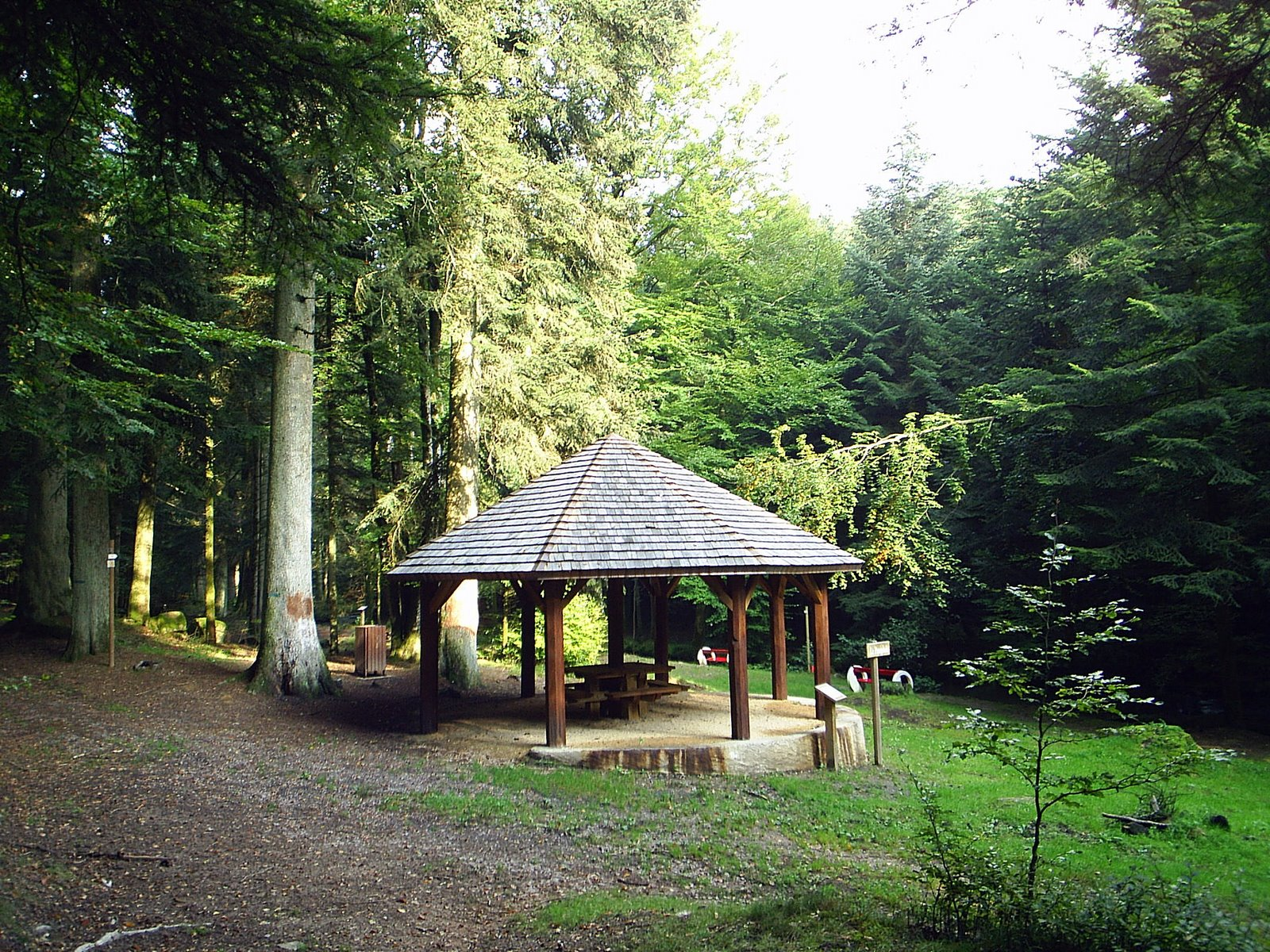
Promenade du Parapluie.
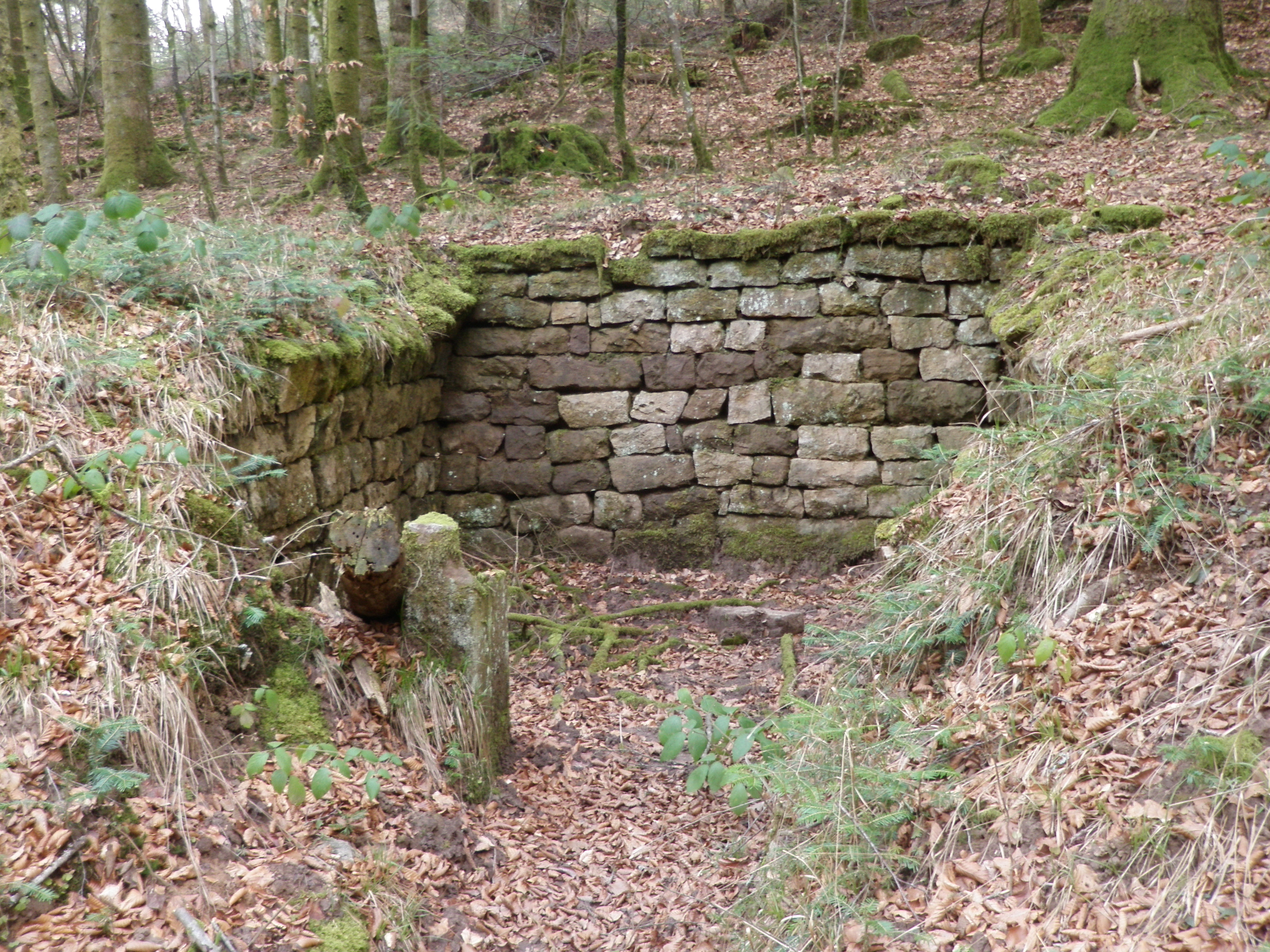
Vestiges de la cave de la buvette du Parapluie.

#### Patrimoine religieux
- Église Saint-Colomban

Elle est dédiée à saint Colomban de Luxeuil, le lieu d'origine était une chapelle baptismale. À la suite du tremblement de terre de 1682, l'église paroissiale est reconstruite au XVIIIe siècle, mais plusieurs éléments ont été ajoutés au XIXe siècle (le chœur, l'orgue, les colonnes, la voûte rehaussée). Son clocher à flèche de charpente attire le regard au centre de la ville avec son coq perché à 44 mètres de hauteur.
Les vitraux d'origine de la nef sont détruits pendant la Seconde Guerre mondiale et remplacés entre 1947 et 1950 sur le thème du baptême, en hommage à sa construction d'origine.
Plusieurs éléments sont classés au titre des monuments historiques :
- Orgue de tribune (1843), classé le 26 octobre 1982[39]. Après la disparition de l'orgue d'origine à la Révolution française, la commune commande un nouvel orgue en 1841 au facteur de Mirecourt Nicolas Antoine Lété, et est installé dans l'église en 1843. Il est restauré dans son état d'origine par Christian Guerrier en 1986.
- Peinture " l'Extase de saint François" (XVIIe siècle), classé le 19 avril 1985[40] dans la chapelle des soldats.
- Retable monumental de l'autel (XVIIIe siècle), classé le 19 avril 1985[41]. Il est constitué de deux pilastres ornés de trophées et supportant un pseudo-fronton semi-circulaire décoré. La niche centrale est occupée par une statue de la Vierge à l'Enfant debout sur une sphère.

Le presbytère, rebâti en 1752 par le curé Nicolas Leclerc, se situe derrière l'église ; l'habitation est accolée à l'ancienne grange aux Dîmes.

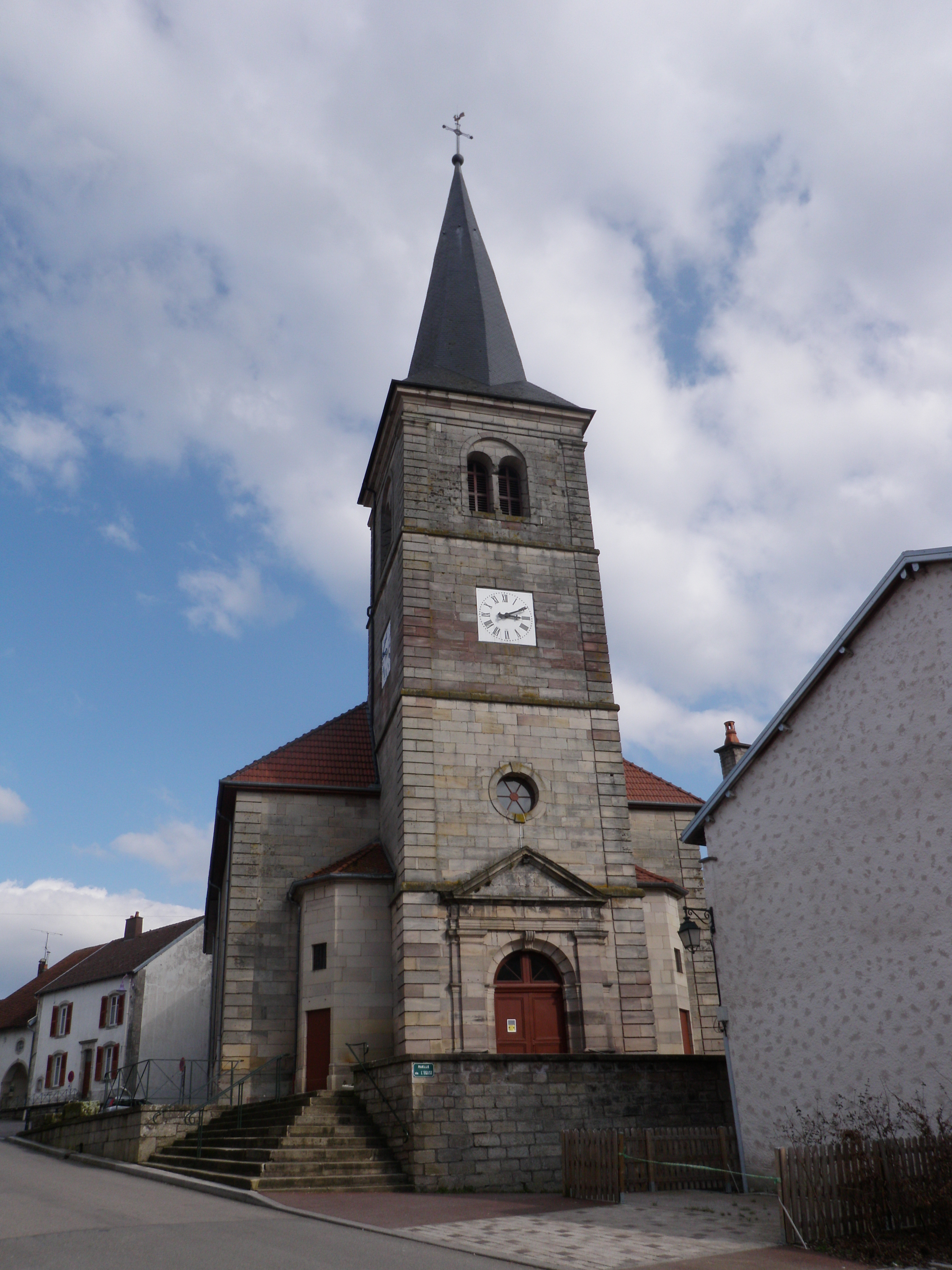
Église Saint-Colomban.
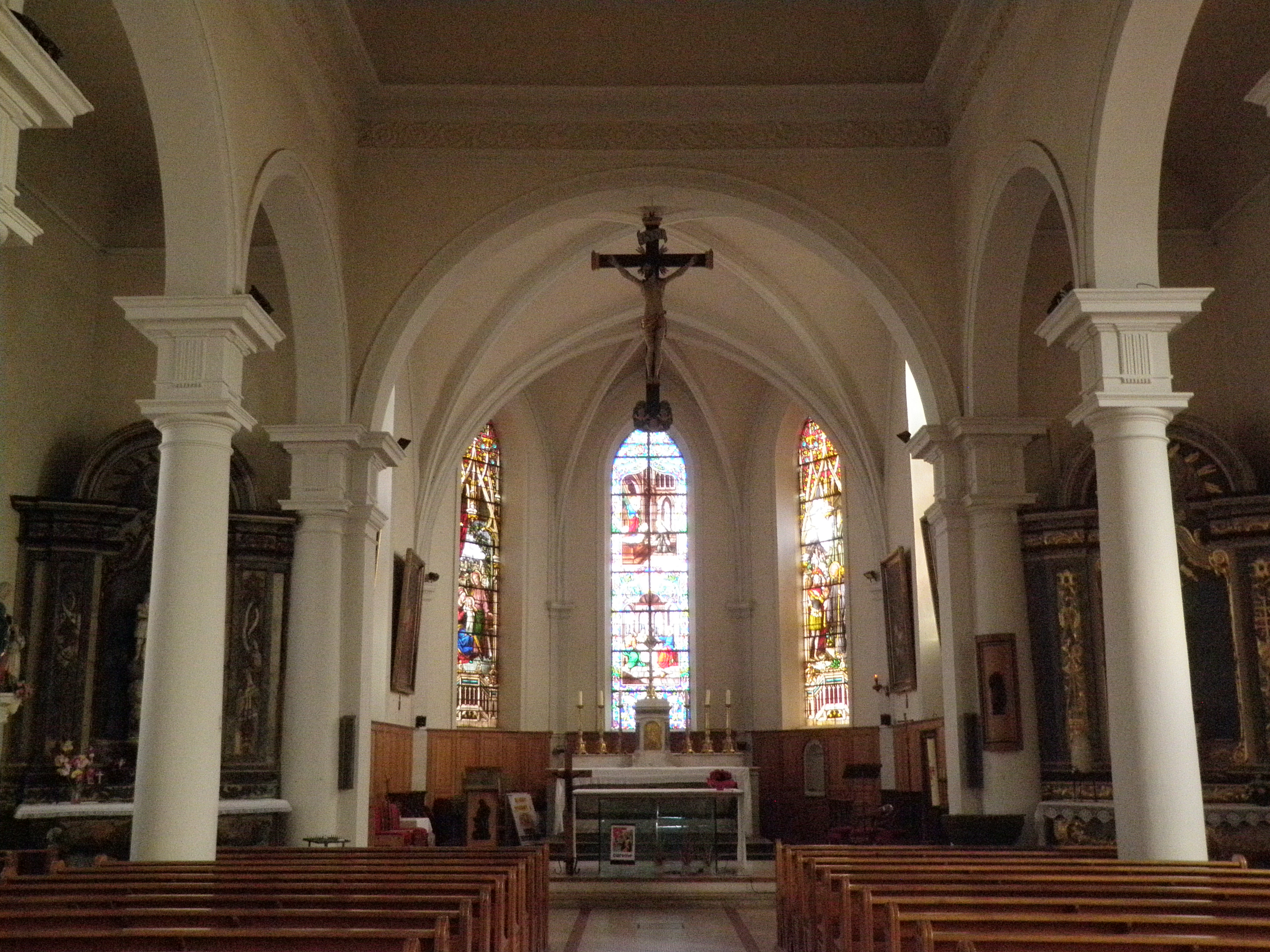
Nef de l'église Saint-Colomban.
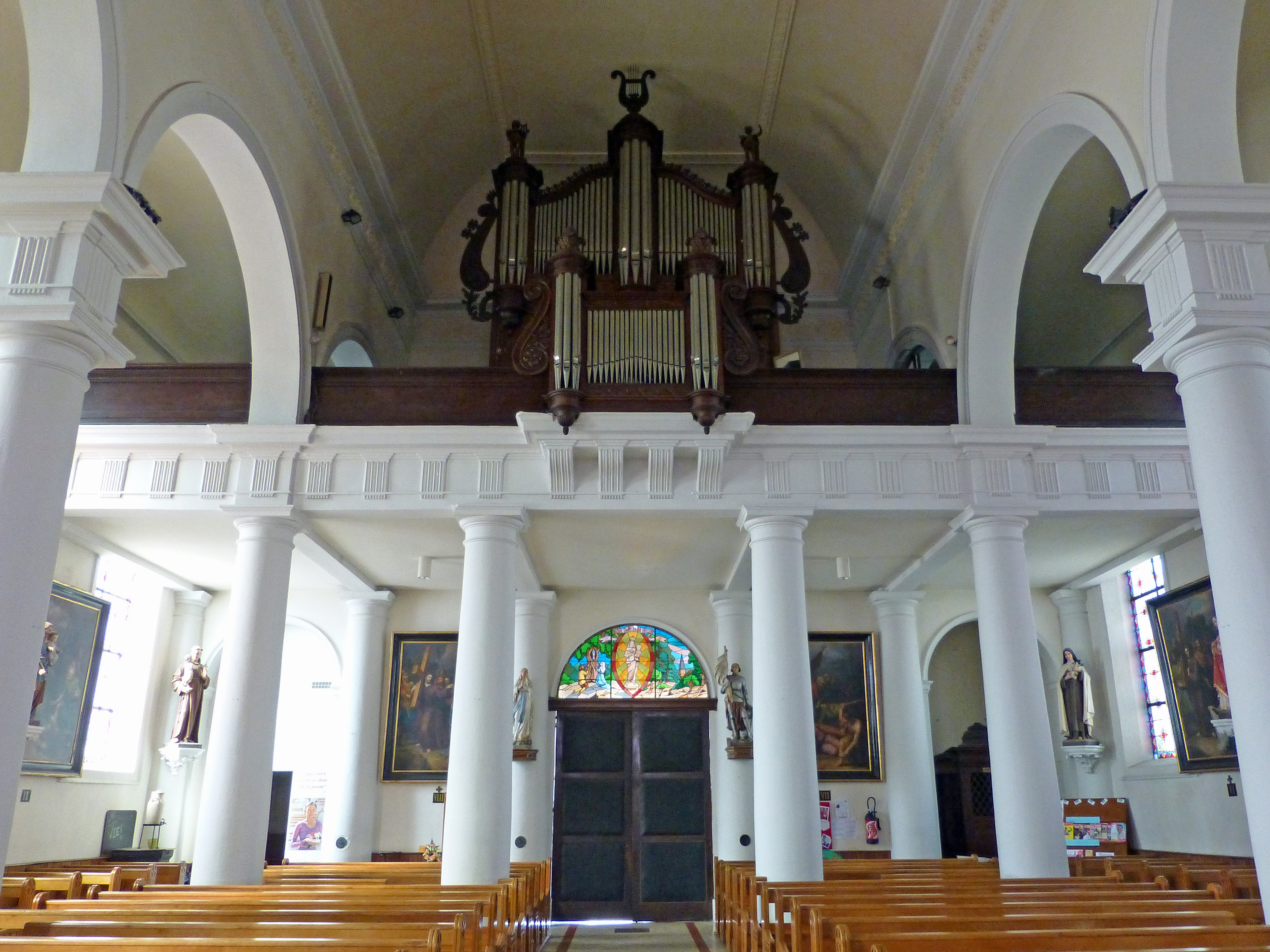
Tribune et orgues de l'église Saint-Colomban.
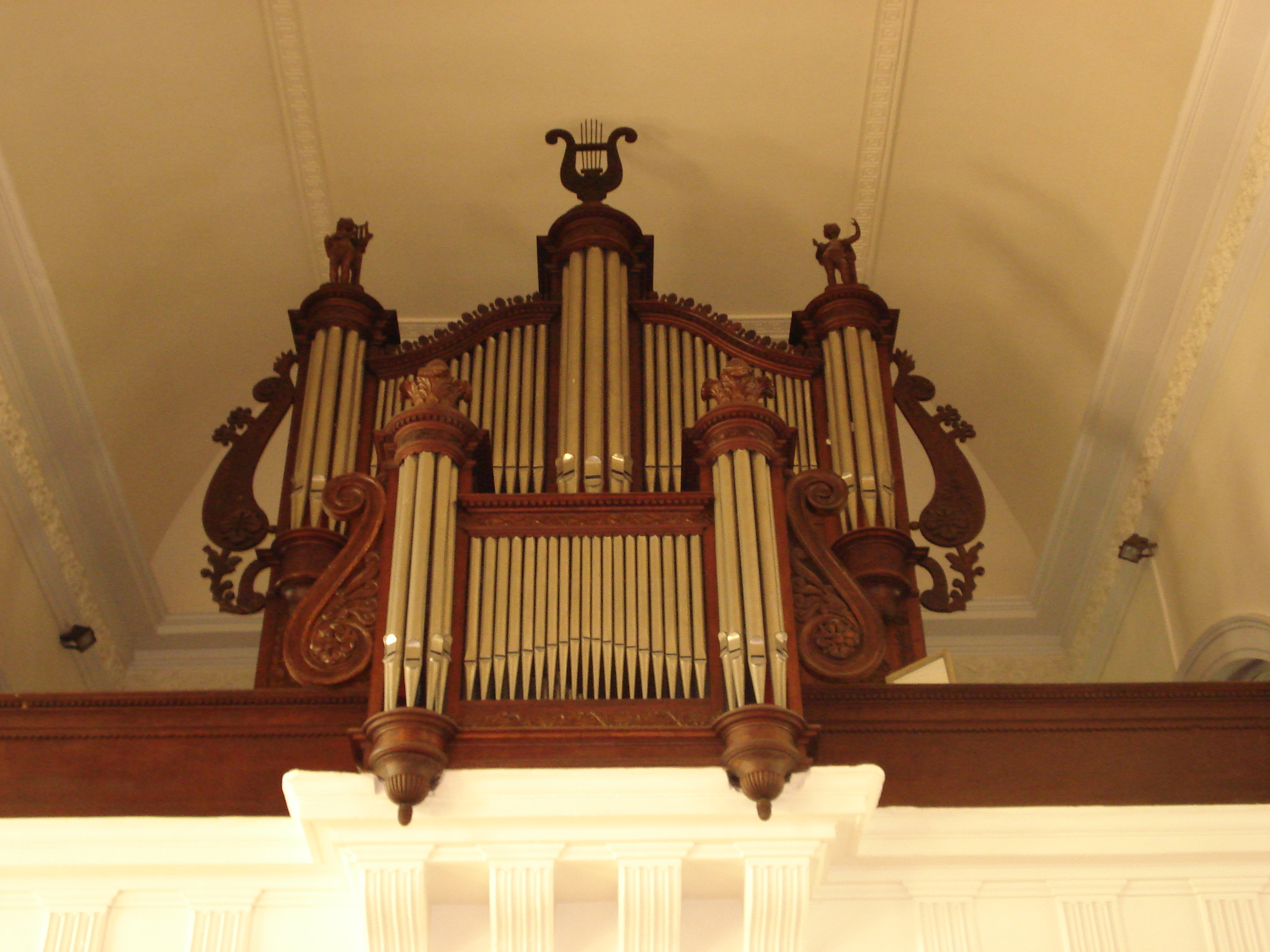
Orgues de Nicolas-Antoine Lété (Classé MH).
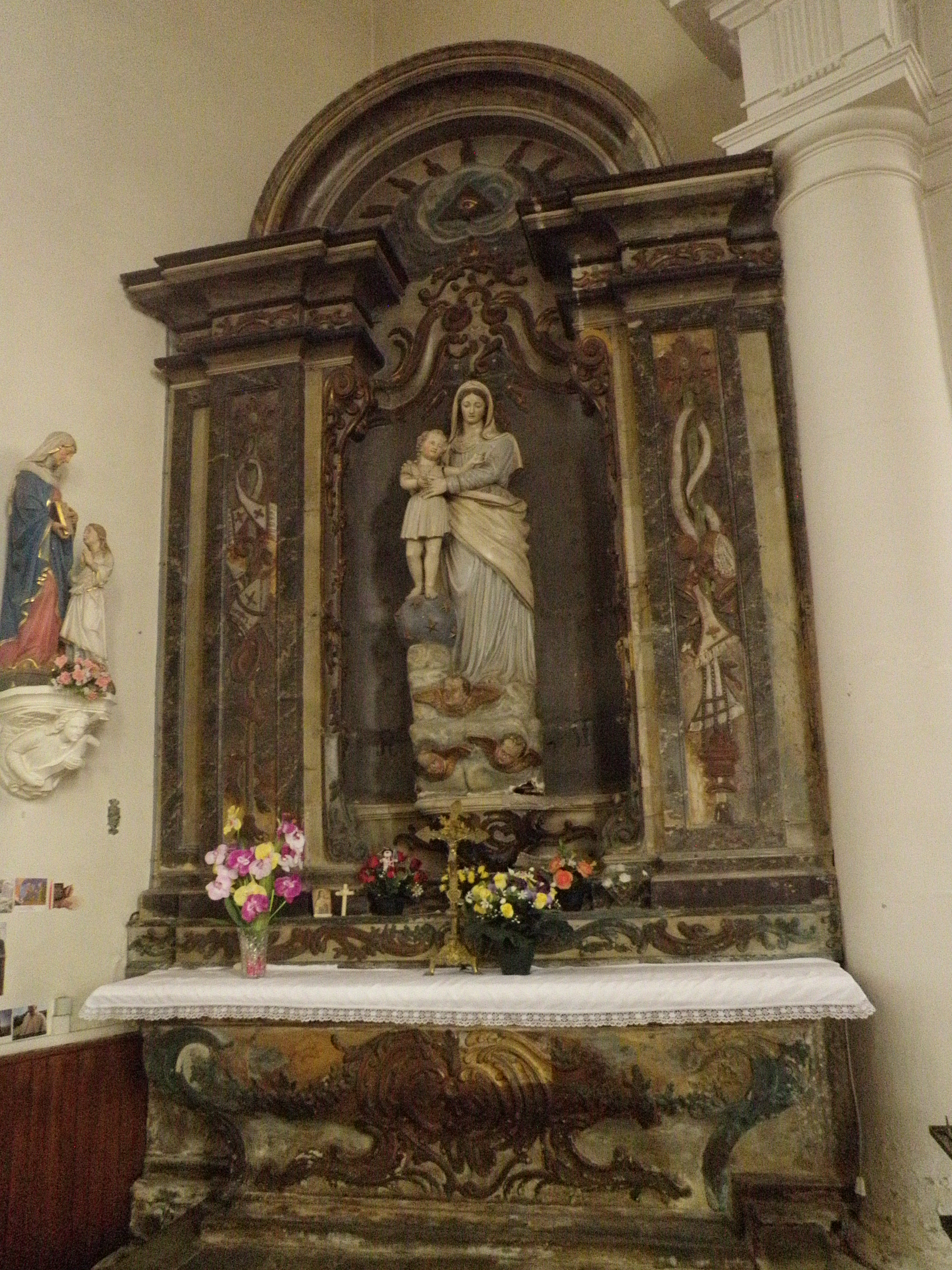
Retable de la Vierge à l'Enfant (Classé MH).
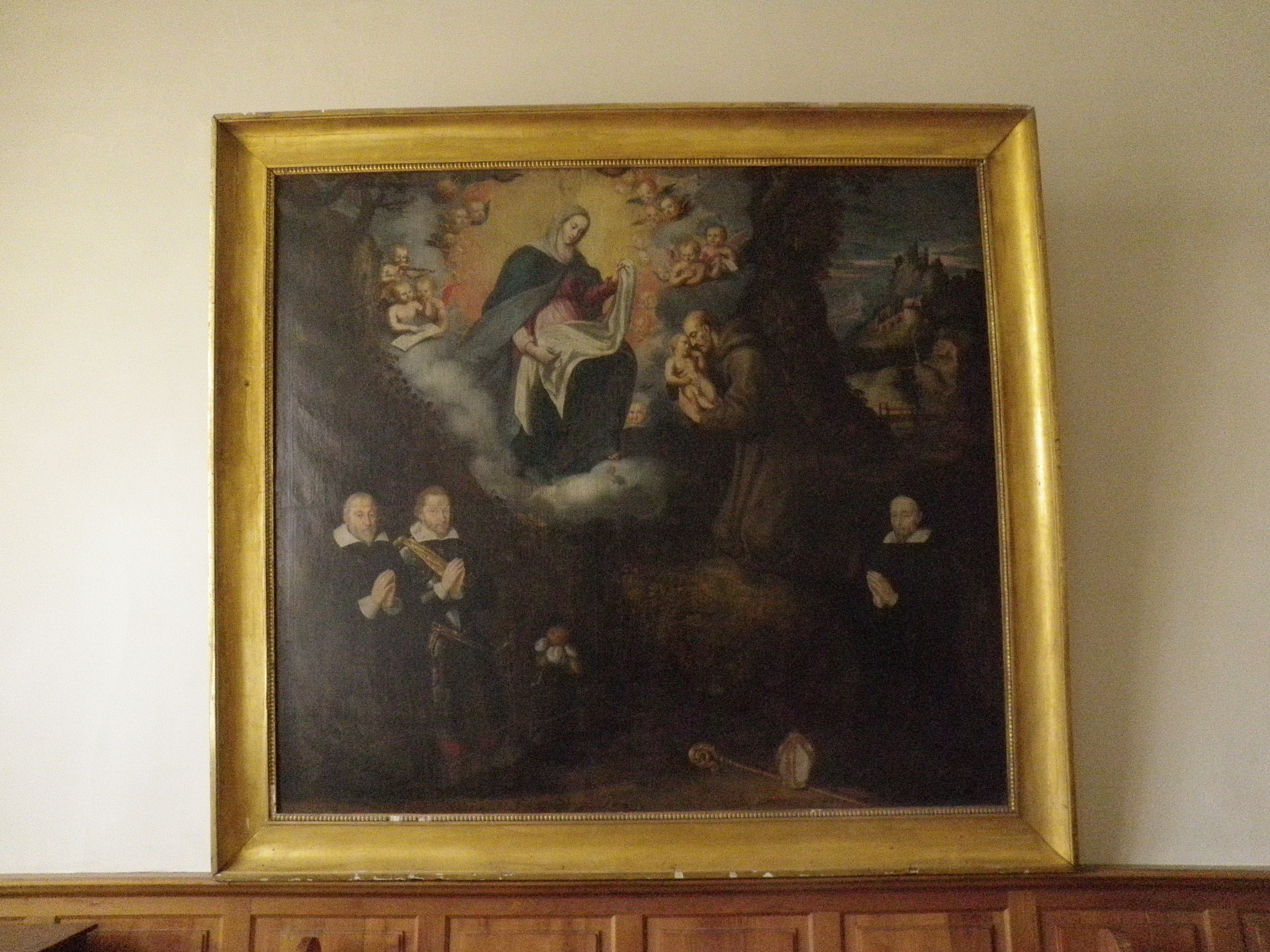
L'Extase de saint François (Classé MH).
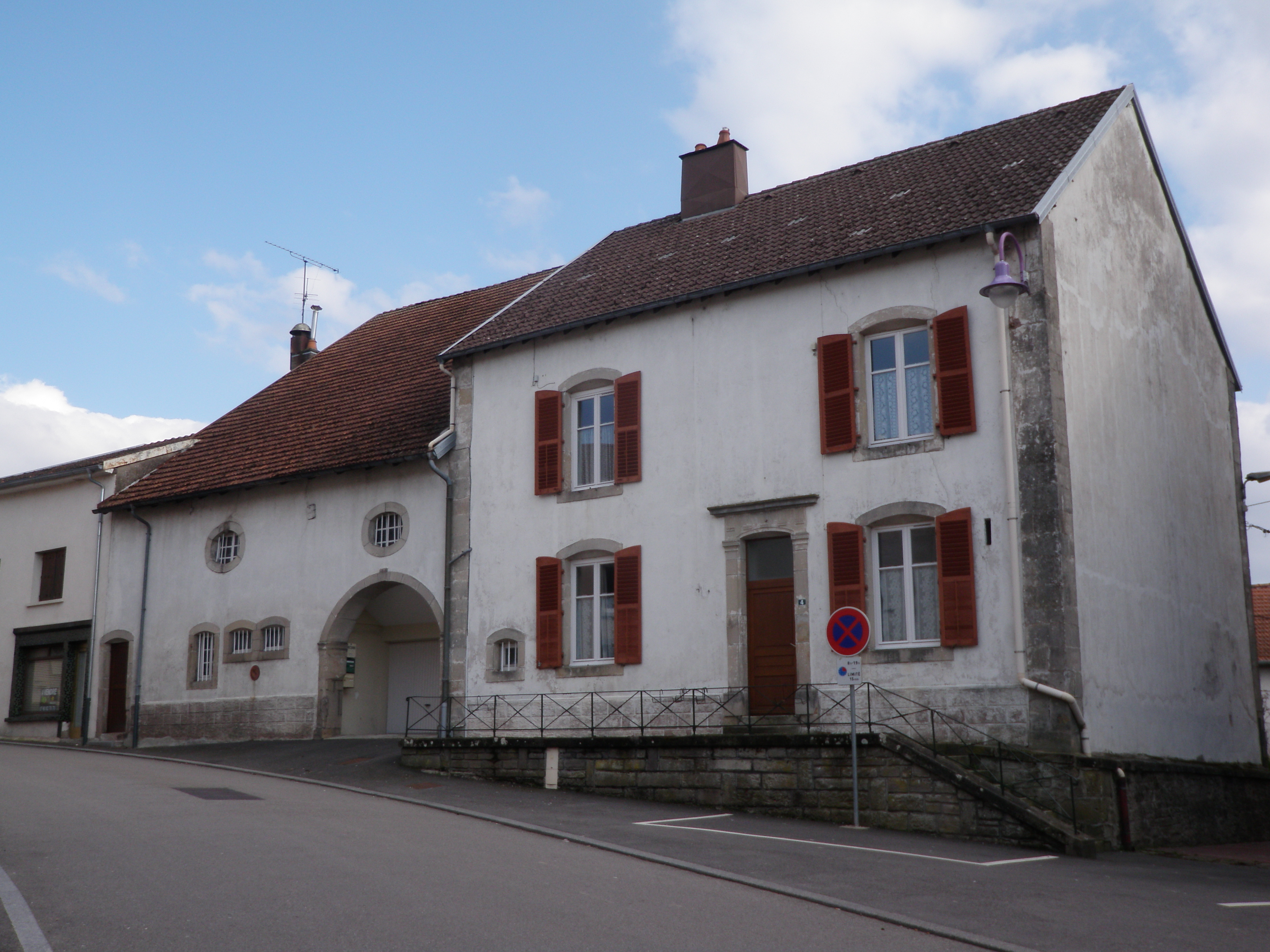
Presbytère.

- Chapelle Notre-Dame de la Brosse

À quelques centaines de mètres de l'église paroissiale Saint-Colomban se trouve la chapelle Notre-Dame de la Brosse. Le nom de cette chapelle vient du vieux français brosse qui désignait un lieu couvert de broussailles et de bruyères.
La tradition, commune aux Madones de la région et dont la plus ancienne est Notre-Dame du Bois-Banny à Fontenoy-le-Château, rapporte qu'une Vierge d'argile se trouvait dans le tronc creux d'un chêne. Les habitants voulurent abriter la statuette dans l'église paroissiale, mais la statuette disparut de l'église et fut retrouvée intacte dans le creux du vieux chêne.
Un oratoire fut donc construit près de l'arbre en 1728. Sanctuaire à répit et lieu de nombreuses guérisons, la dévotion à la Vierge grandissait et les grâces se multipliaient. Lorsque le culte fut restauré après la période révolutionnaire, une petite chapelle fut édifiée par le curé Bonnay de Beausicamp. La primitive chapelle se dégradant le curé Bernardin, avec l'aide des habitants et des pèlerins, fit bâtir l'actuelle chapelle de style néo-gothique. Elle date de 1861 et fut un lieu de pèlerinage important. La Vierge est invoquée par les curistes venus aux bains. L'intérieur de la chapelle est tapissé d'ex-voto.
À l'extérieur se trouvent une croix de mission de 1886 et un monument funéraire en l'honneur du curé Bernardin.

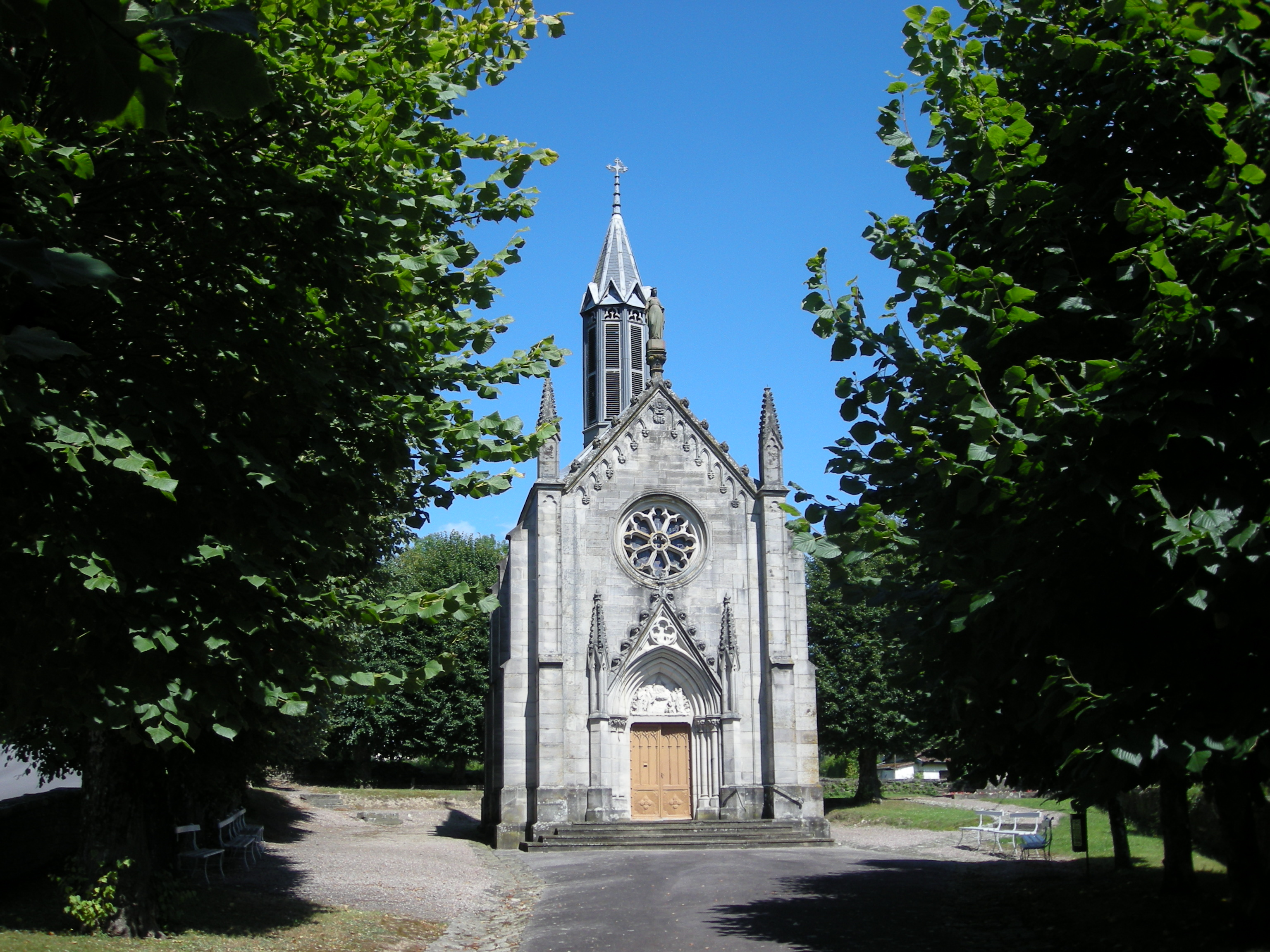
Chapelle (en 2009).
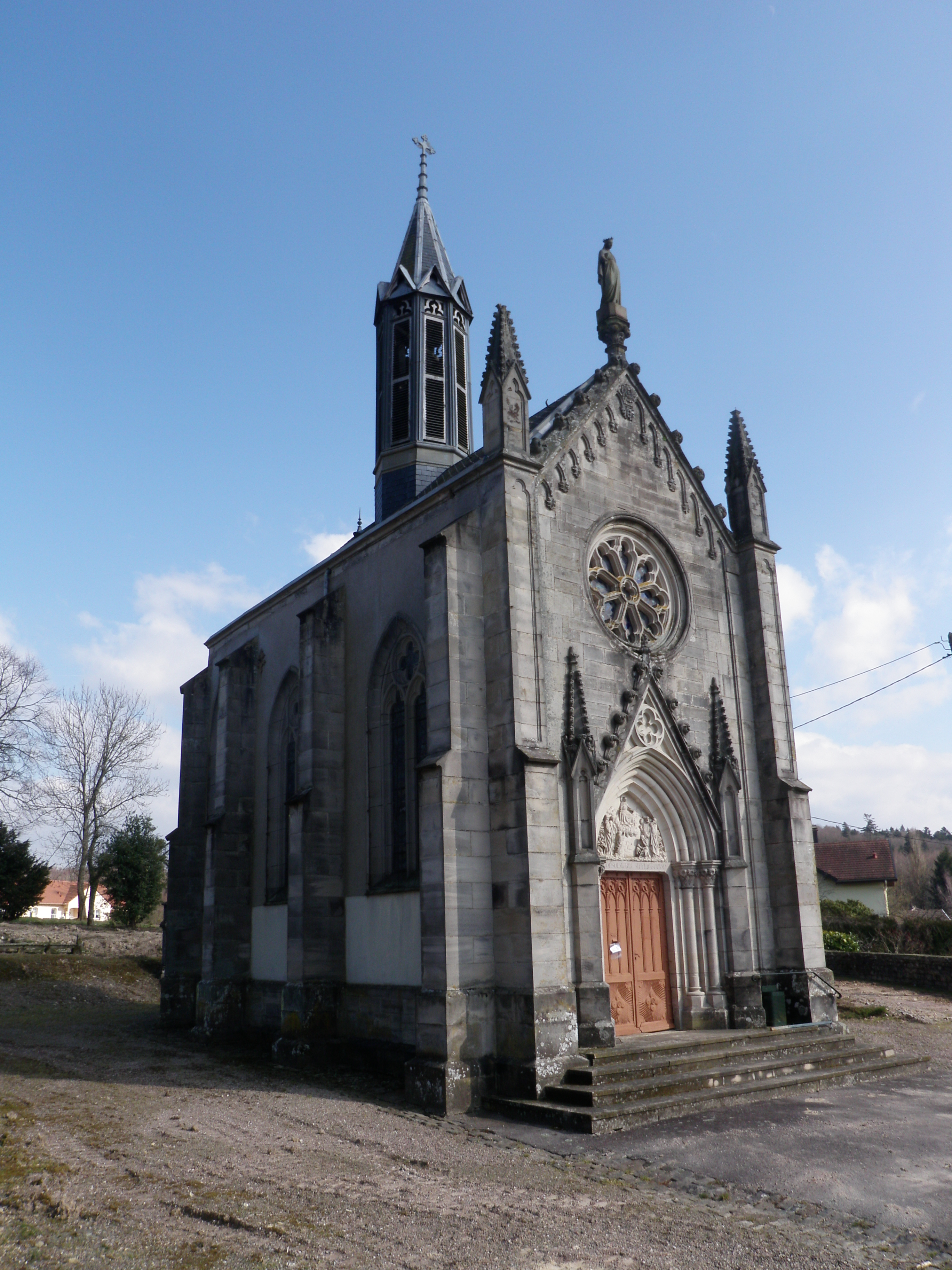
Chapelle (en 2016).
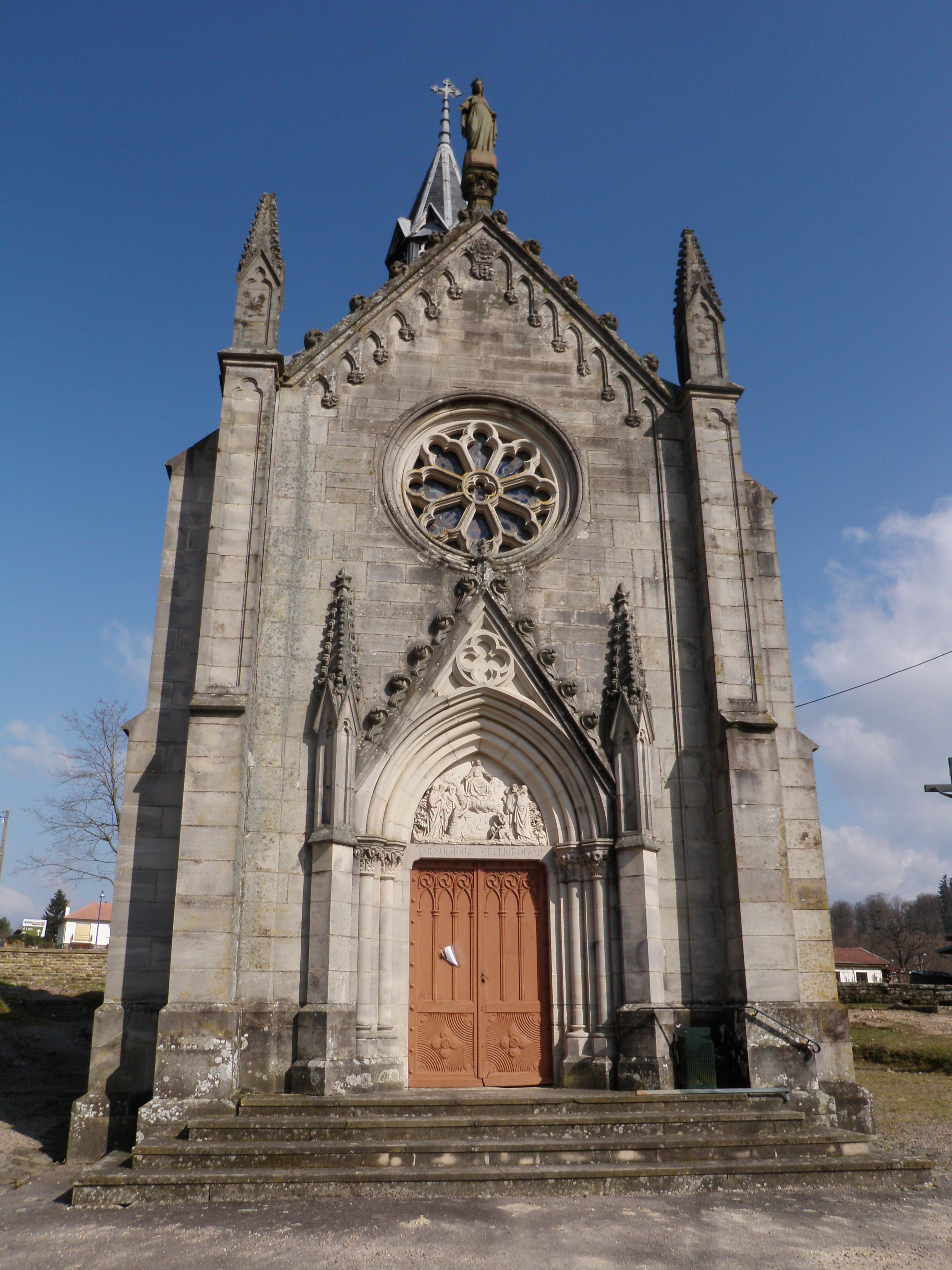
Chapelle (en 2016).
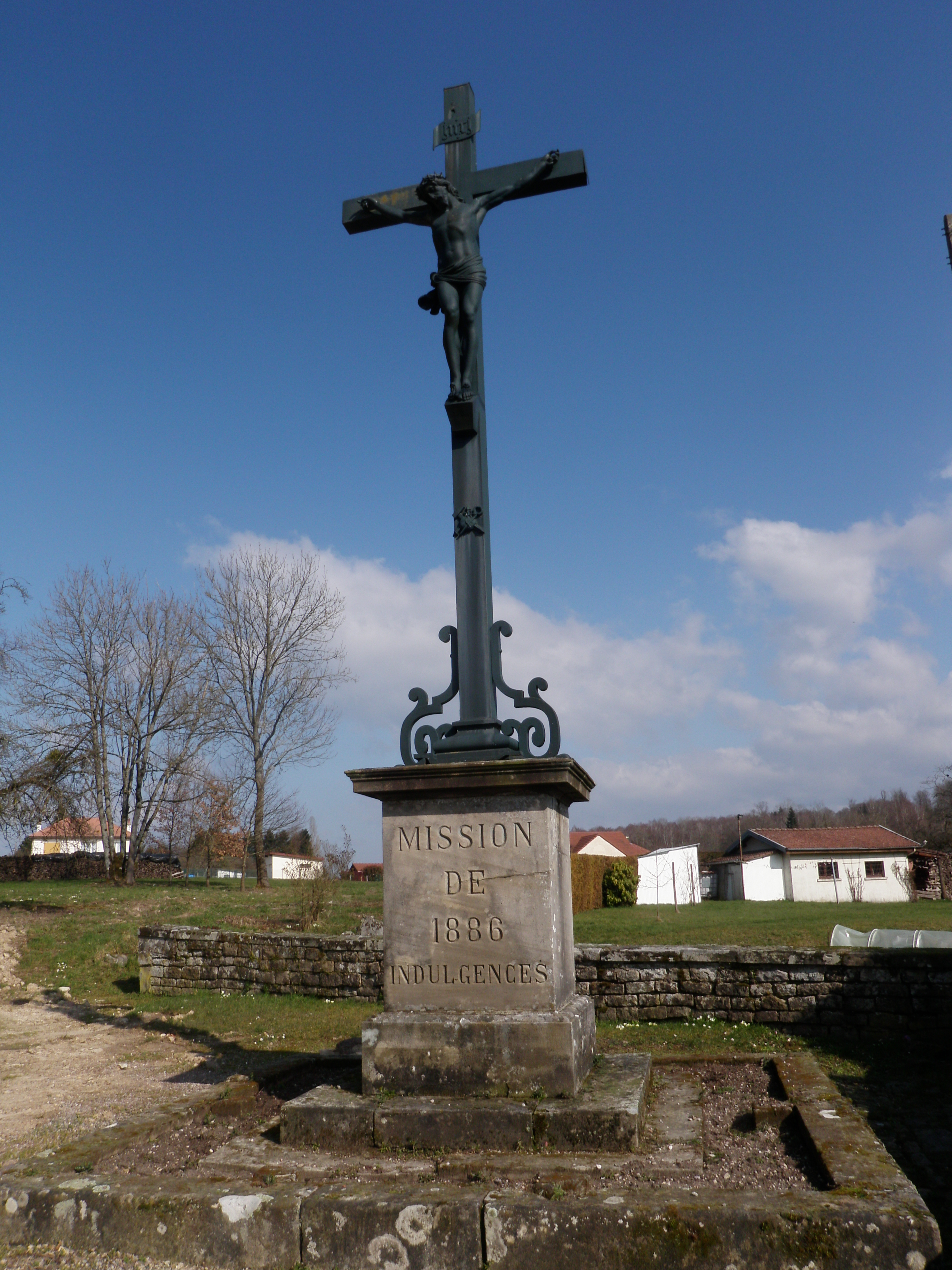
Croix de mission de 1886 près de la chapelle.
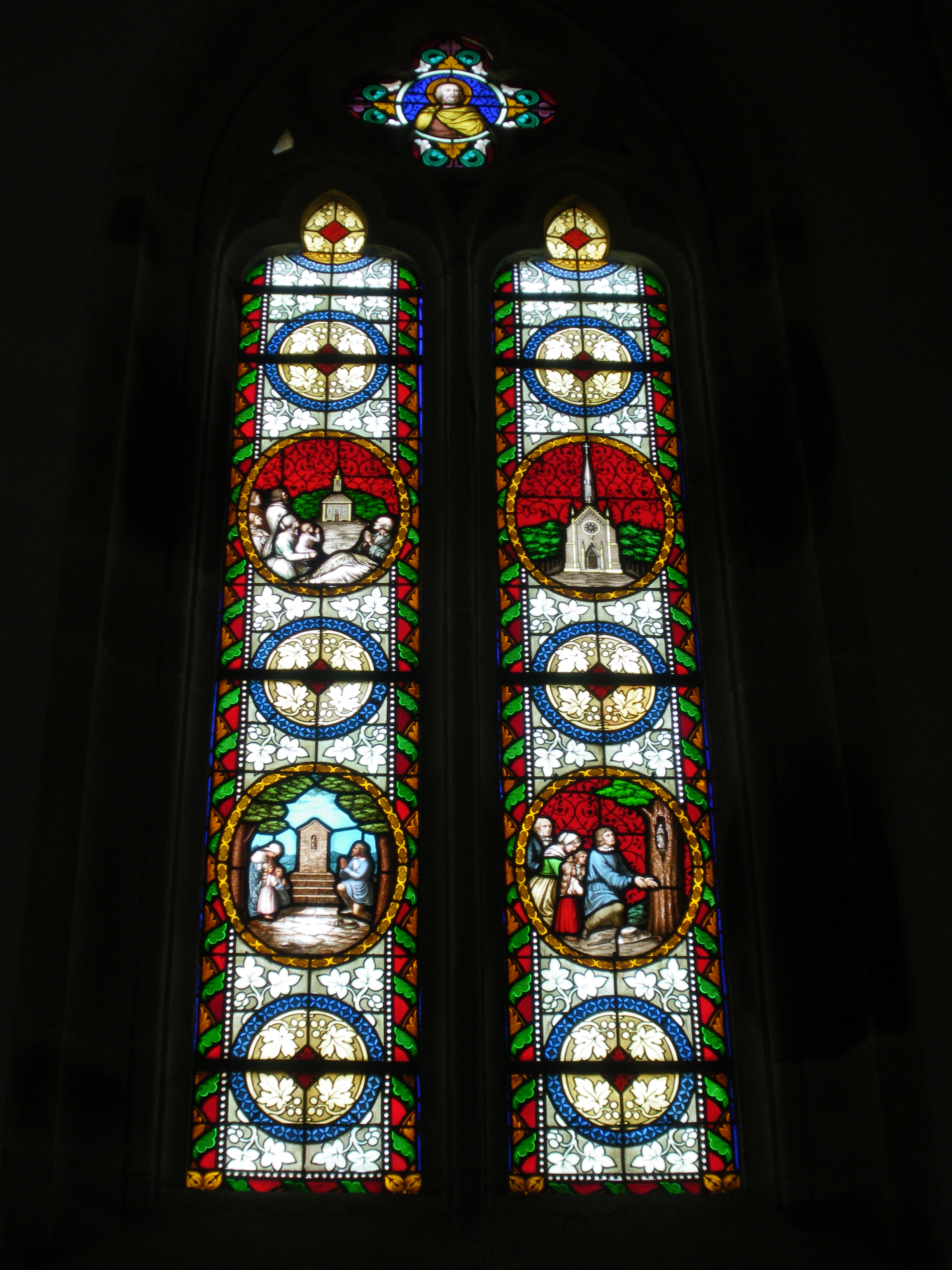
Vitraux de Notre-Dame de la Brosse.

- Cimetière

Situé à l'est de la ville, les terrains nécessaires au nouveau cimetière sont achetés en 1817 et les travaux d'un mur d'enclos achevé en 1834. On avait cependant signalé dès 1812 l'urgence de remplacer celui qui entourait l'église Saint-Colomban devenu trop petit. Il accueille un monument aux morts de la guerre franco-allemande de 1870 construit en 1888, et un calvaire de 1892. On peut y voir également les tombes des deux anciens maires, le baron Pierre Louis Girard et le docteur Nicolas Basile Bailly.

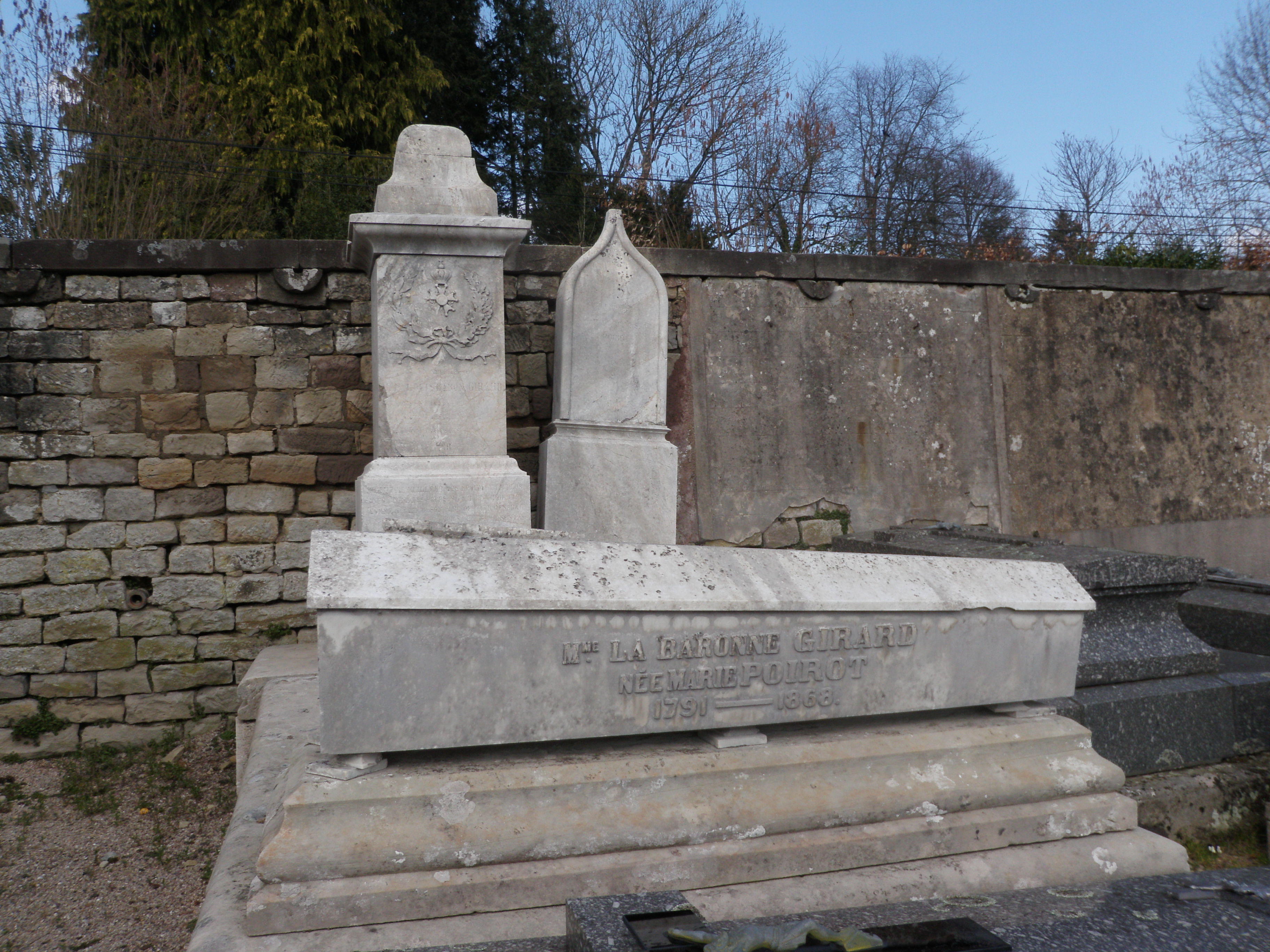
Tombe de Pierre Louis Girard.
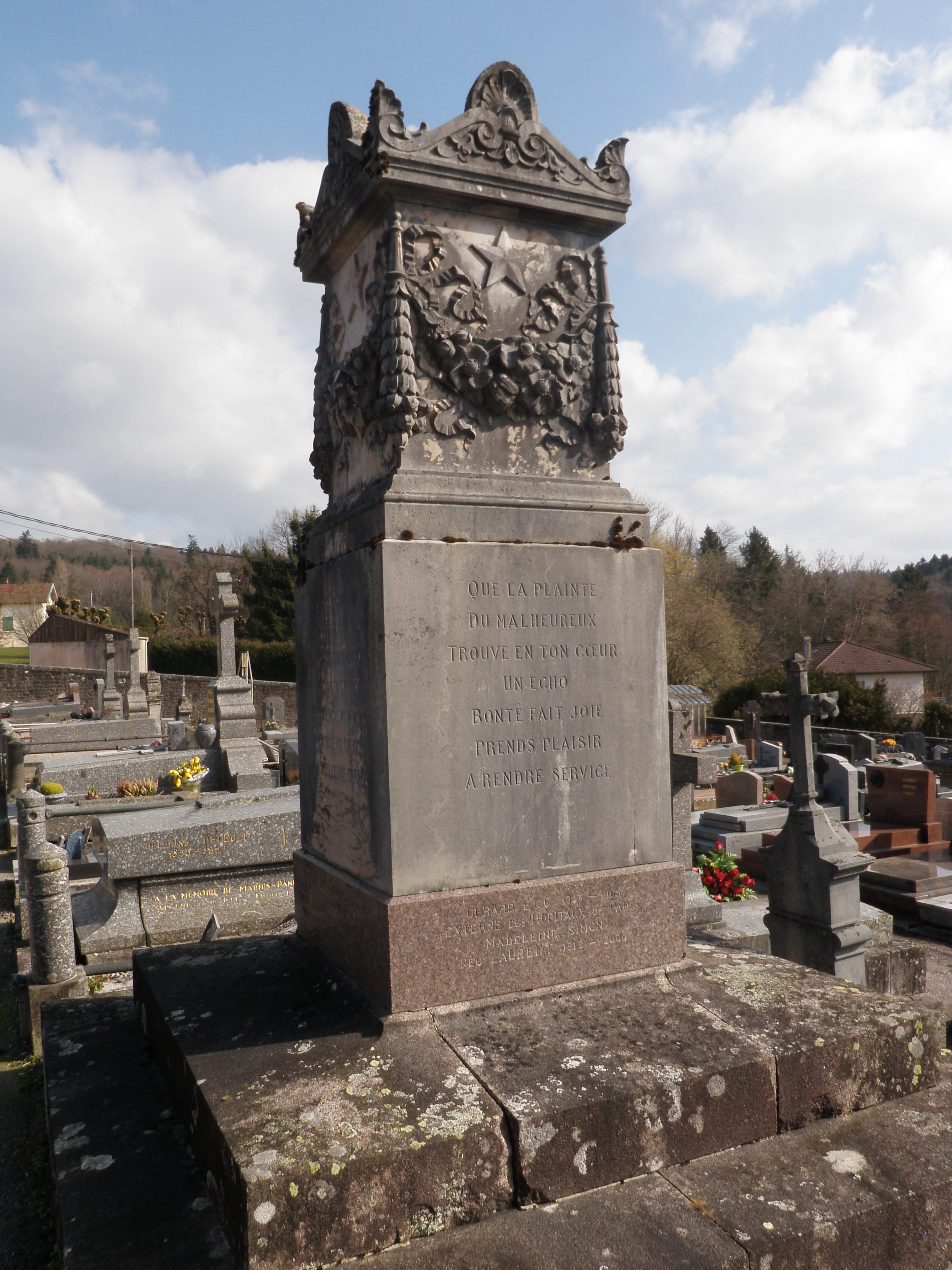
Tombe de Nicolas Basile Bailly.
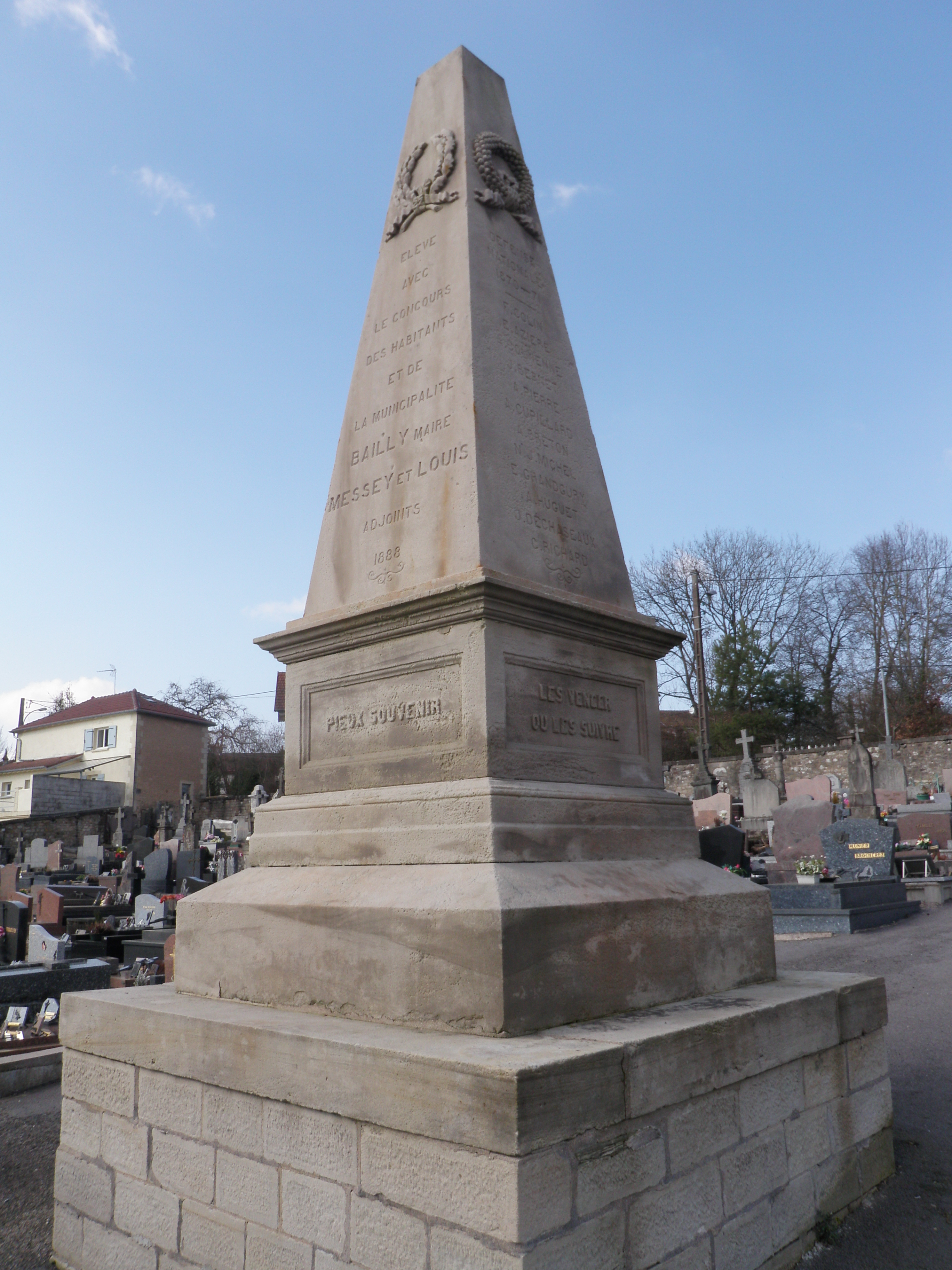
Monument aux morts de 1870.
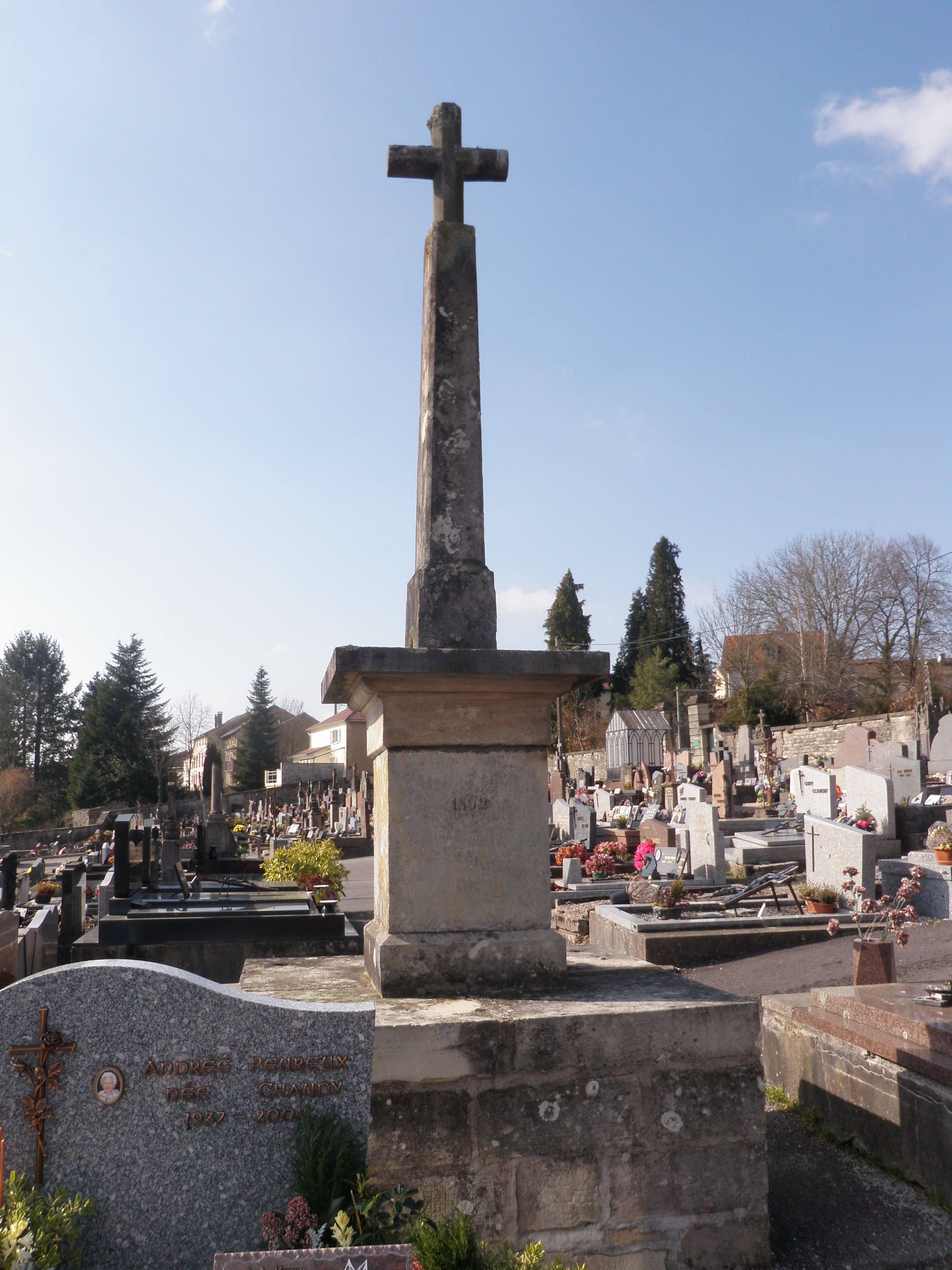
Calvaire du cimetière (1892).

#### Place et rue du docteur Leroy
La place du Docteur-André-Leroy (anciennement place de l'hôtel de ville) se trouve au centre de Bains-les-Bains. Elle porte le nom d'un ancien maire de la ville de la seconde moitié du XXe.
- Hôtel de Ville

C'est le baron Pierre Louis Girard, maire de Bains-en-Vosges de 1826 à 1846, qui fait bâtir un nouvel hôtel de ville en 1828 par l'architecte François Grillot, à la place de l'ancienne halle vétuste qui se composait de dix piliers en pierre de taille recouvert simplement d'un toit en tuile. Localisé au fond de la place, il est construit sur trois niveaux et cinq travées. Le rez-de-chaussée en pierre de taille est percé de cinq larges arcades en plein cintre pour accueillir les nouvelles halles de la ville et le secrétariat de mairie ; le premier étage est réservé à l'administration avec deux vastes salles pour le conseil municipal et les audiences de la justice de paix, et deux cabinets pour les archives le costume du juge de paix.
Les halles du rez-de-chaussée sont intégrées dans les locaux de la mairie en 1970 avec les transformations de l'architecte M. Bouchy.
- Monument aux morts

Devant l'hôtel de ville est construit le monument aux morts 1914/1918 et 1939/1945, surmonté d'une statue en bronze, Le Patrouilleur, de Gaston Broquet. Il est érigé en 1932 au bout de la place, sur la rue Marie-Poirot. Il s'est rapproché de l'hôtel de ville récemment.
- Fontaine de La Samaritaine

Dans la rue du Docteur-André-Leroy, la fontaine dite La Samaritaine, installée sur le côté de l'hôtel de ville, fut offerte à la ville de Bains par la famille Rouff lors du percement de l'avenue des Thermes en 1880. Cette fontaine était initialement placée devant l'entrée des ateliers de broderie Rouff et provenait de la Fonderie de Tusey. L'eau de cette fontaine passait pour rendre douce les mains des brodeuses. Un bon nombre d'auges en pierre, fleuries aux beaux jours, donnent un cachet agréable à cette rue piétonne des années 1990.
- Ancien pensionnat

Place du Bain-Romain, un bâtiment en pierre de taille baptisé le Prieuré abritait l'école et le pensionnat de jeunes filles, ouvert en 1806 et tenu par les Sœurs de la Providence de Portieux. Il ferme ses portes au début du XXe siècle. La chapelle de l’établissement existe toujours et le jardin a été inclus dans le parc Saint-Colomban.
Le bâtiment abrite aujourd’hui des logements de cure ; il retrouve ainsi une de ses fonctions du XIXe, héberger des baignants pendant l'été.

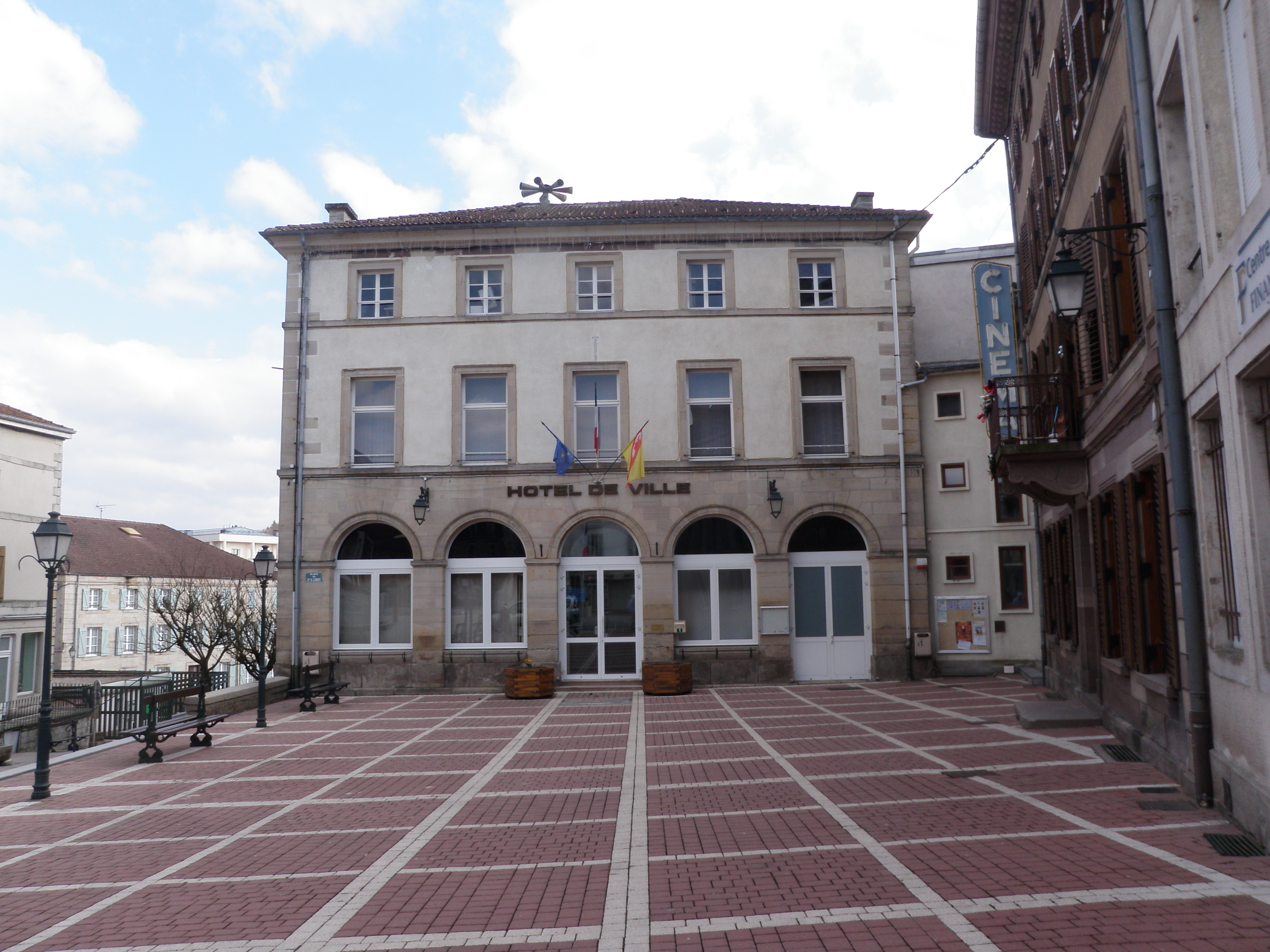
Hôtel de ville.
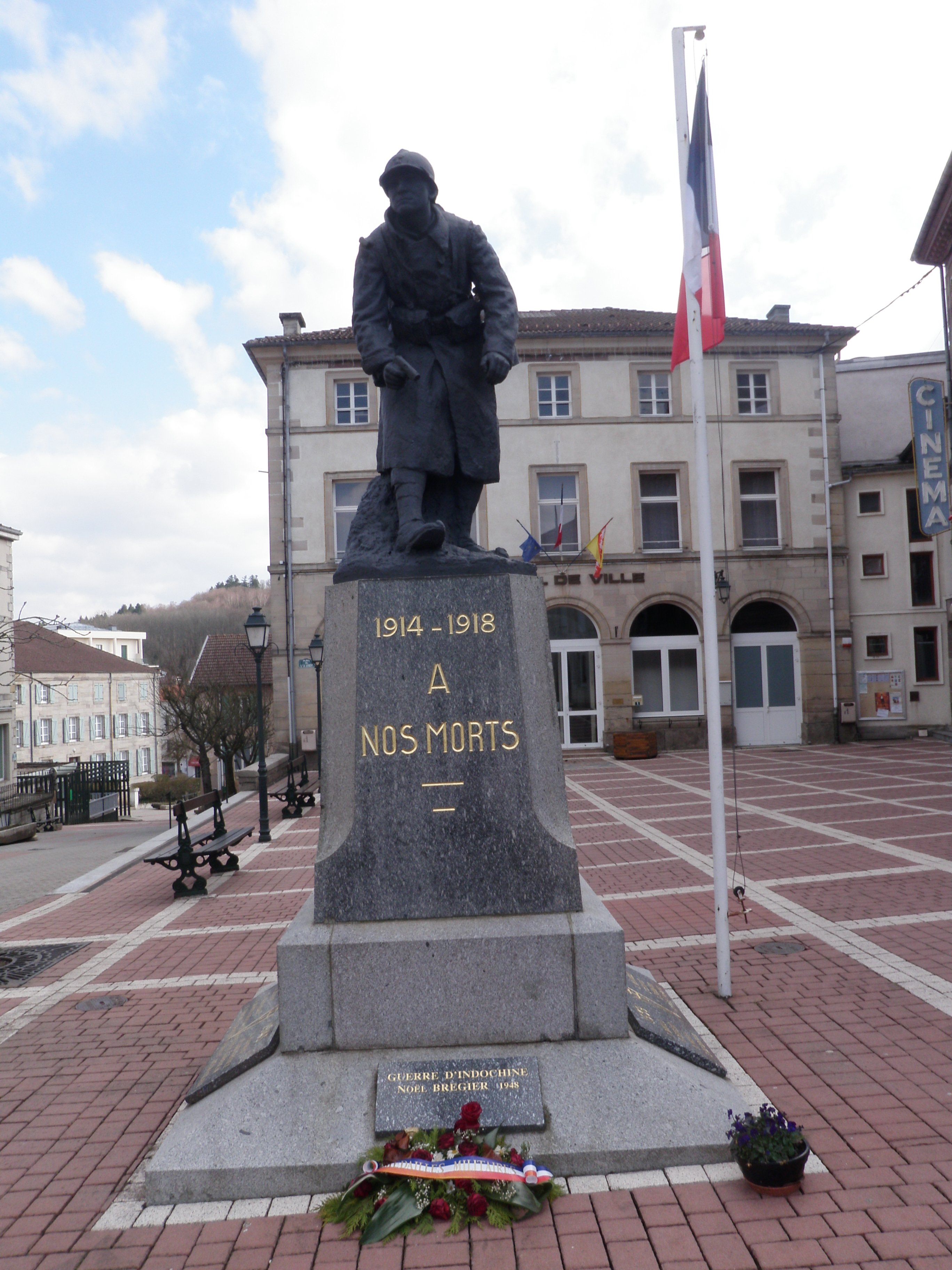
Monument aux morts.
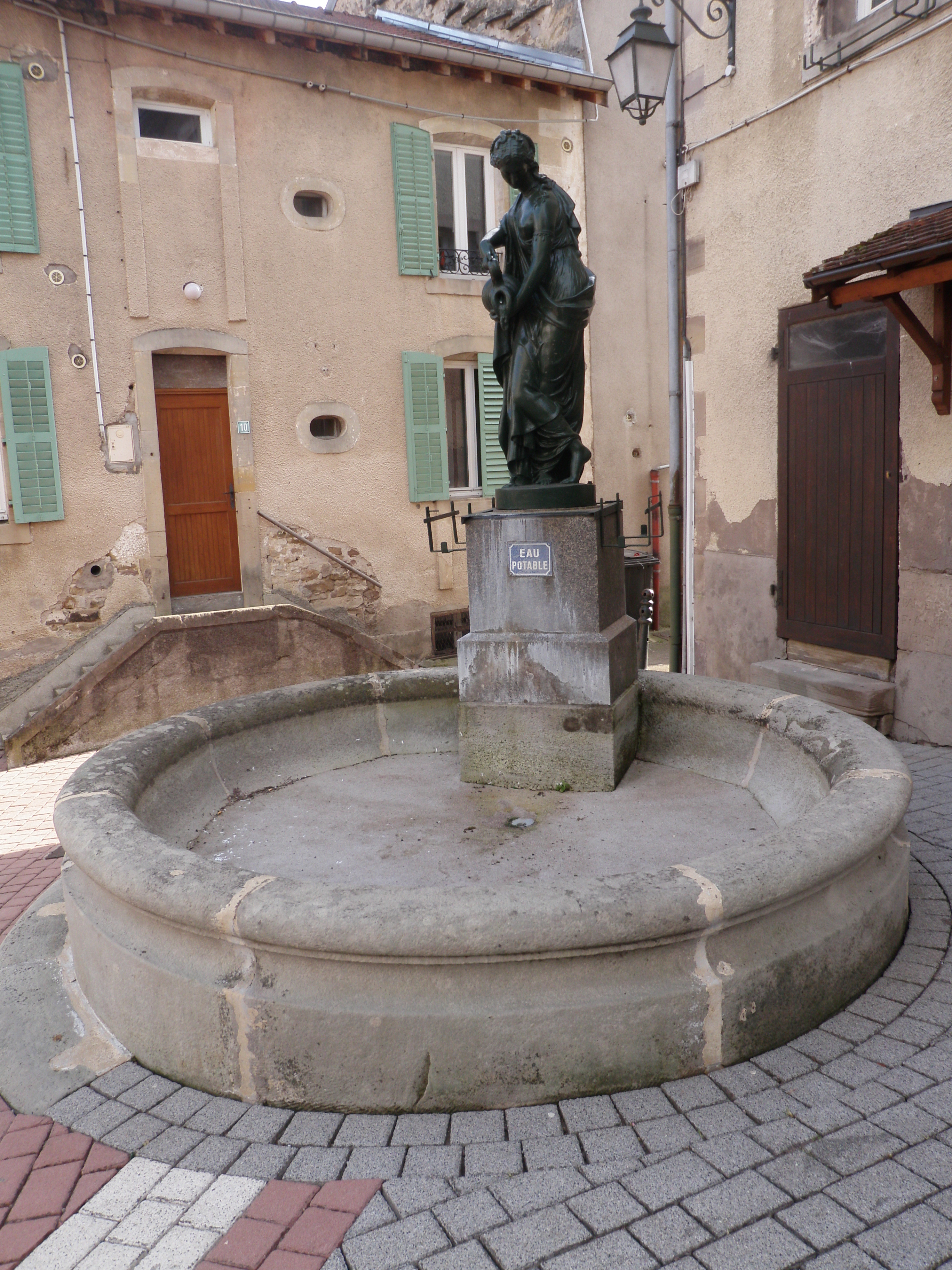
La Samaritaine.
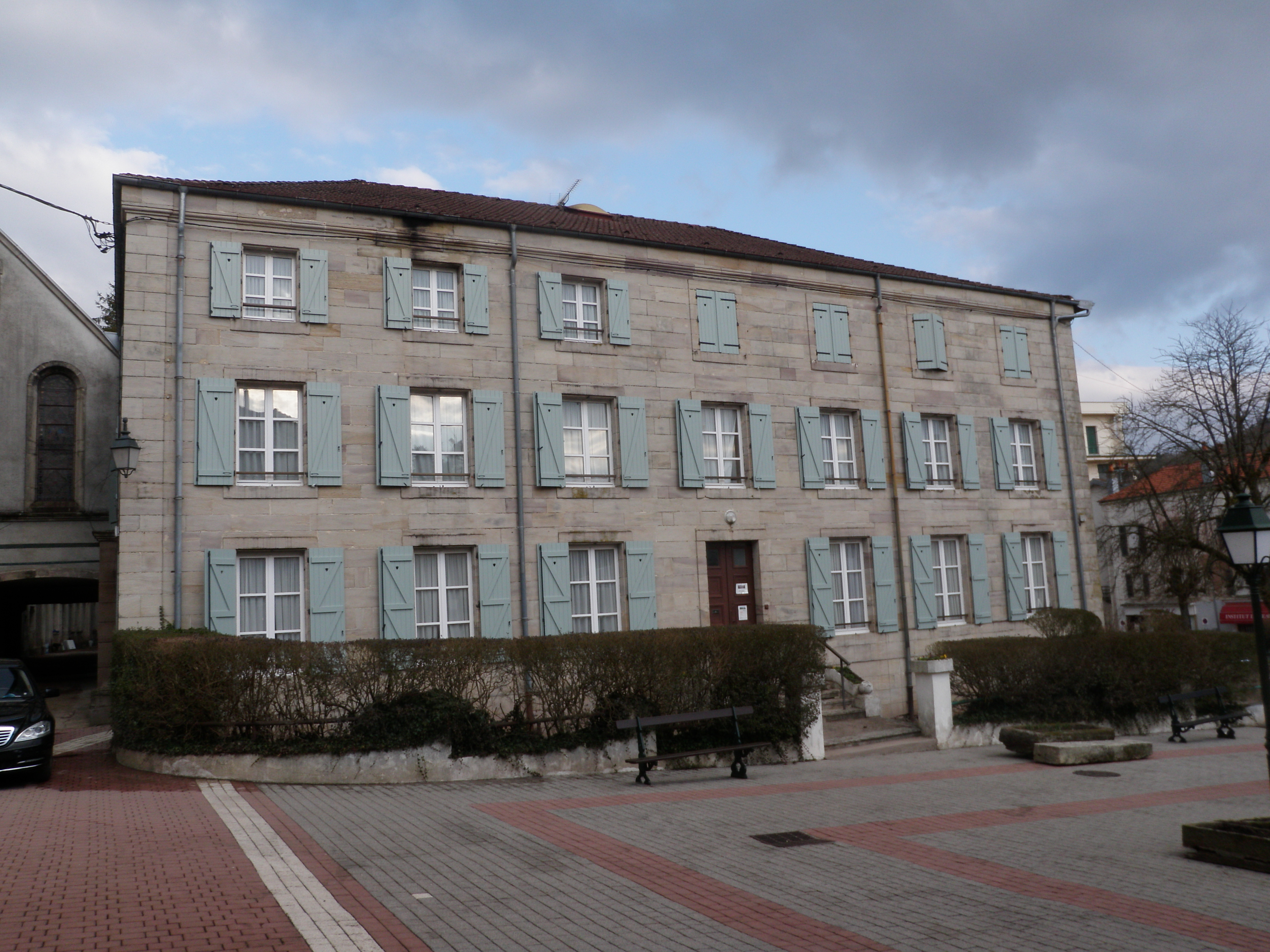
Ancien pensionnat.

#### Autre patrimoine
Quelques villas intéressantes des années 1900-1930 complètent l'ensemble architectural de la commune.
Un monument "A tous nos combattants de 1914 à nos jours" est construit dans un petit square en face du parc thermal.
Bains-les-Bains possède plusieurs fontaines et autres lavoirs. Le lavoir chaud de 1870 a perdu son toit en 1978, le lavoir froid reste quant à lui intact.

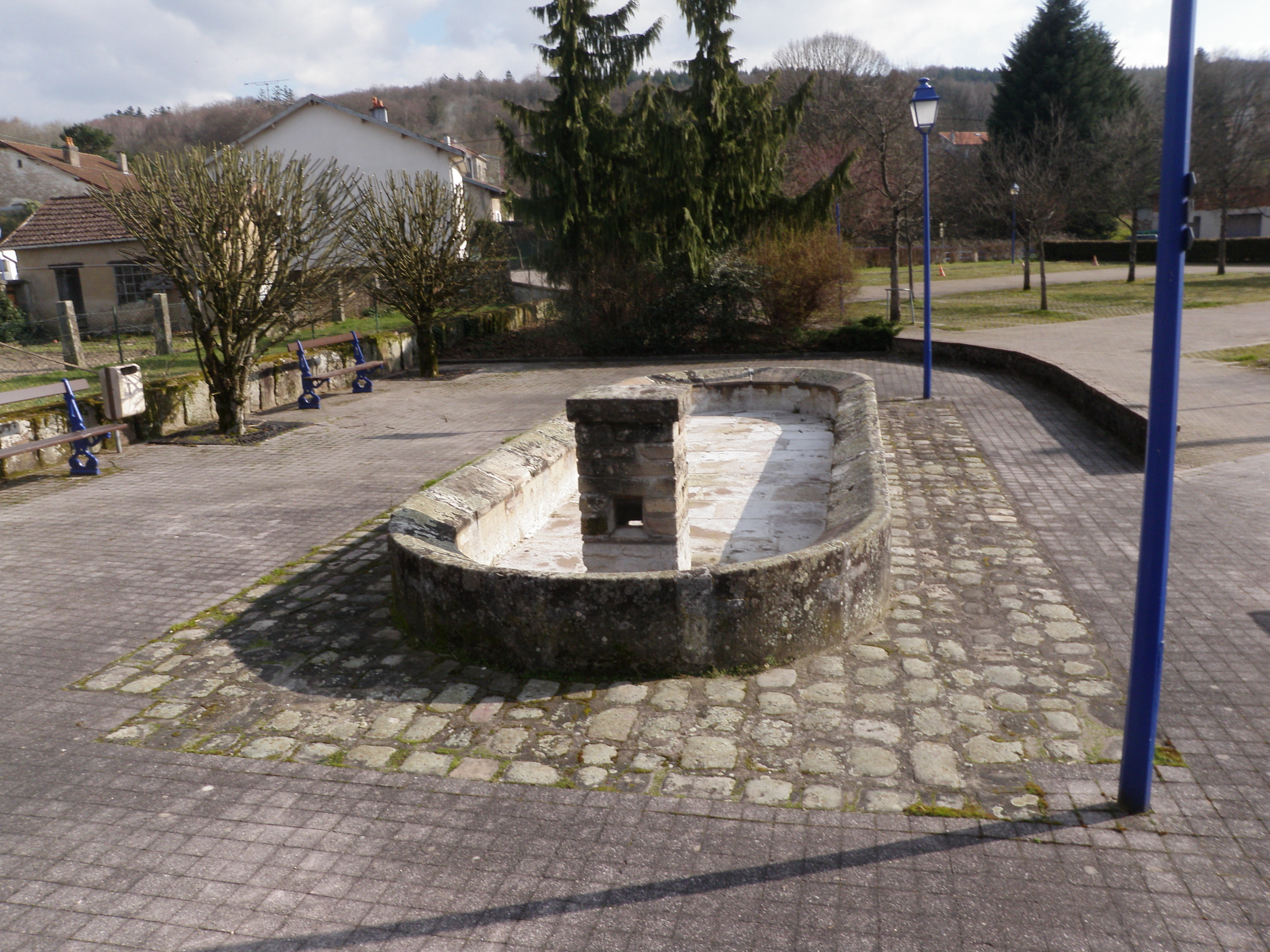
Ancien lavoir chaud (1870).
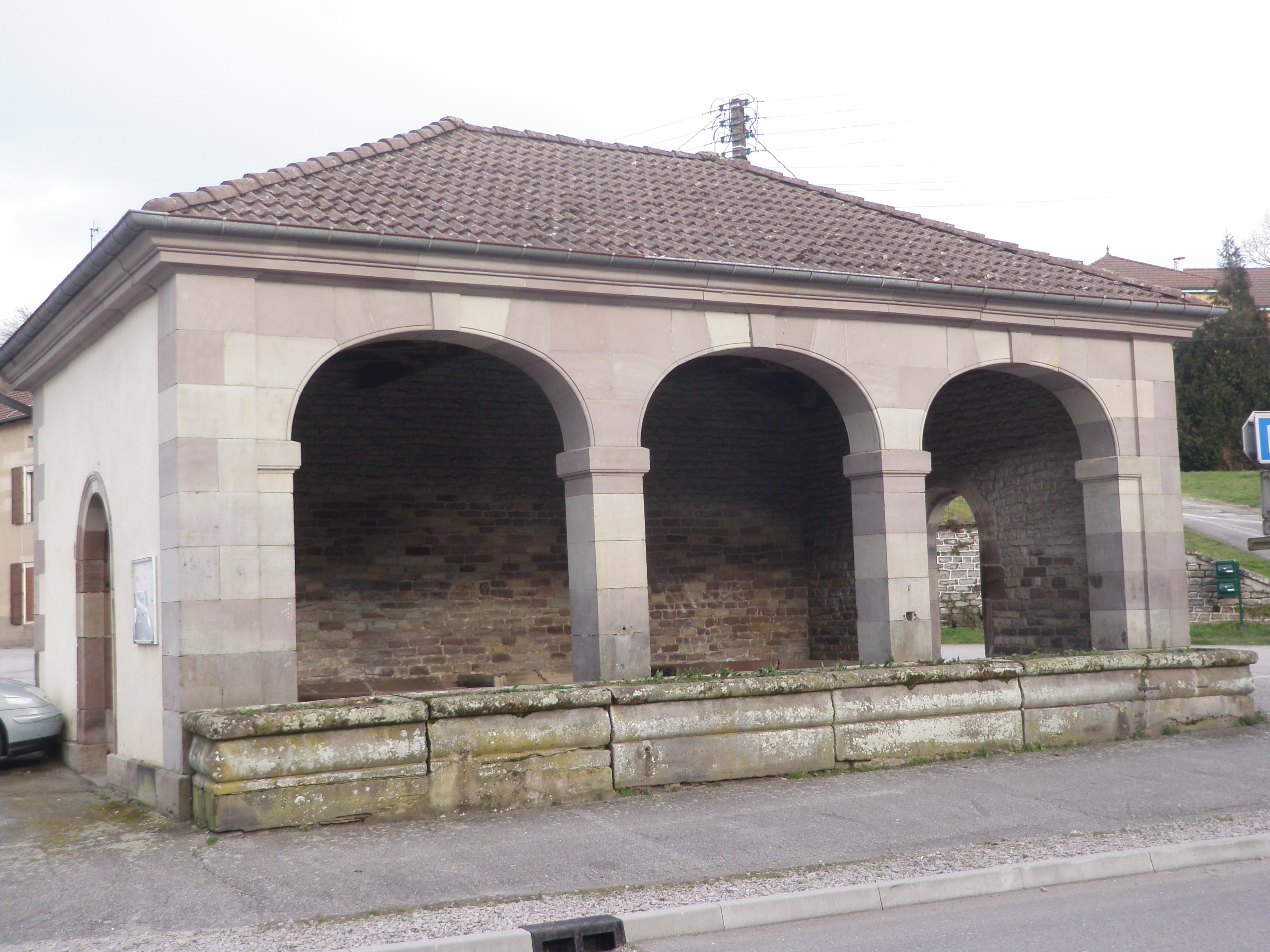
Ancien lavoir froid.
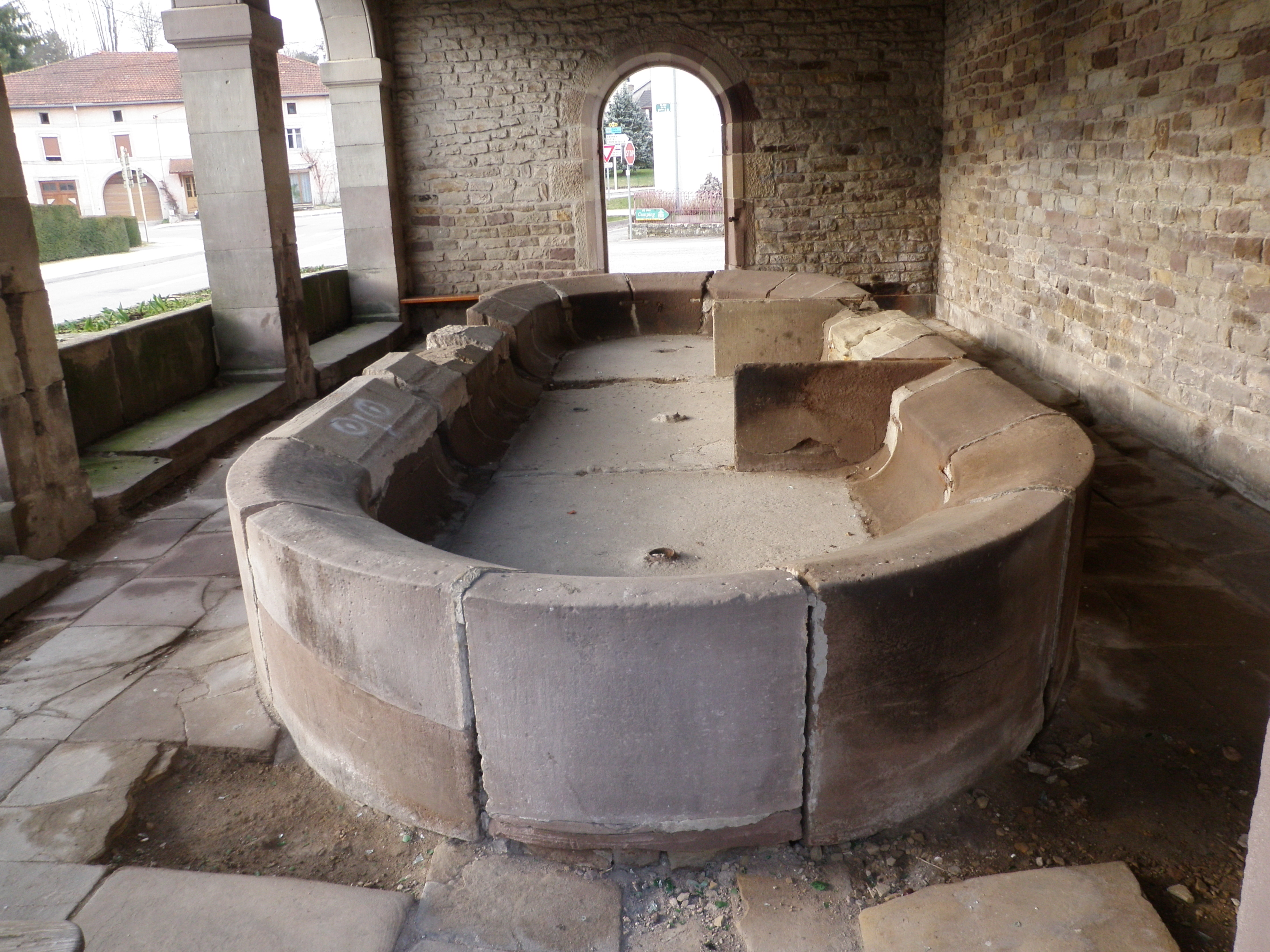
Ancien lavoir froid.
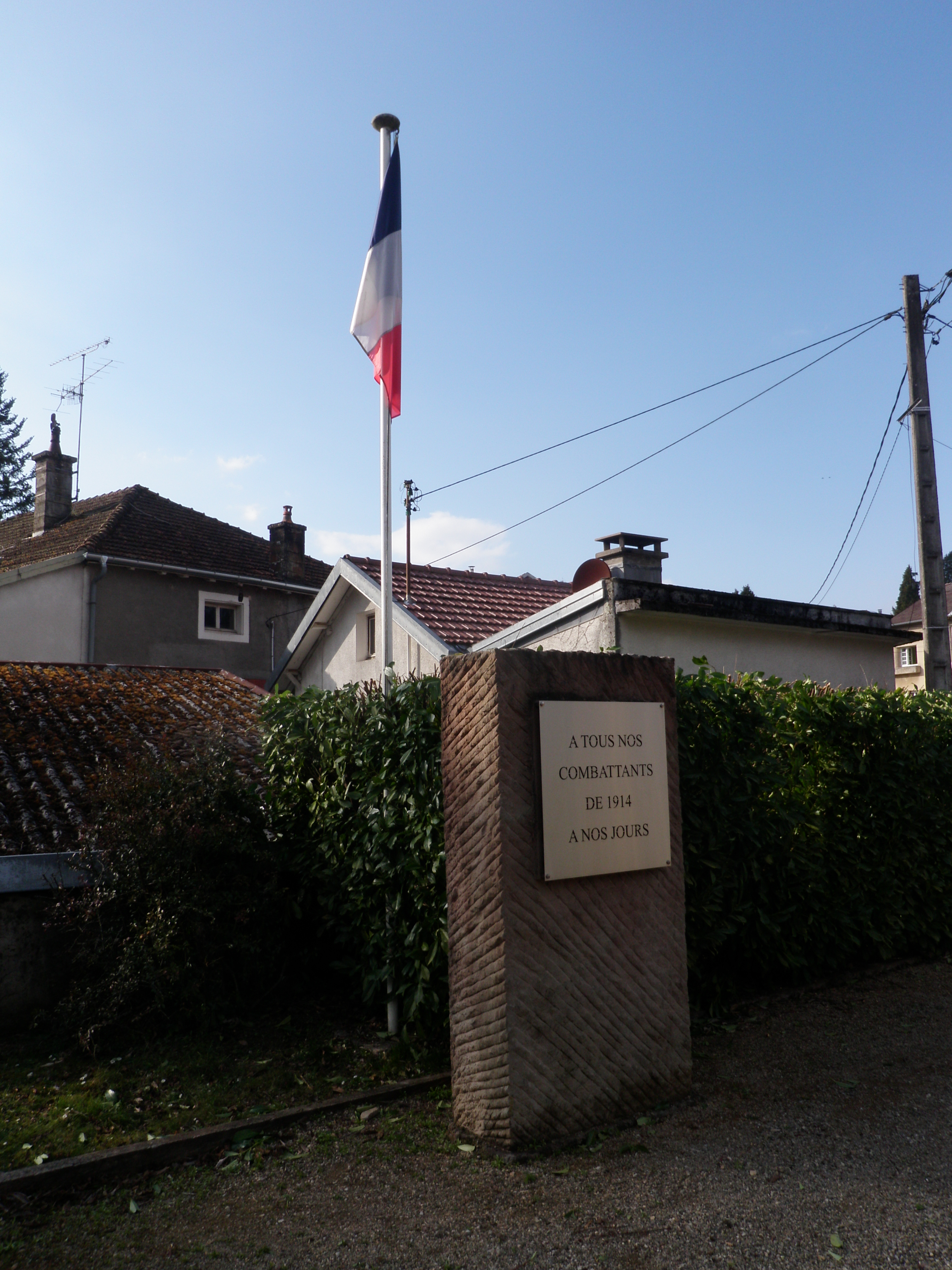
Monument à tous les combattants de la commune.

#### A proximité
En dehors du centre-ville, on trouve d'autres éléments architecturaux dans la commune :
- En prenant la route de Fontenoy-le-Château, on trouve deux châteaux[52] construits au XIXe siècle : Le Chesnois, ancienne propriété de la famille Demazure, qui accueille actuellement l'administration du lycée professionnel ; et Le Châtelet, également ancienne propriété de la famille Demazure.

- Un peu à l'écart de la route de Fontenoy-le-Château, au bord du canal de l'Est, se situe l'ancienne manufacture royale de Bains-les-Bains. L'ensemble du site comprend plusieurs bâtiments industriels, une halle au charbon, des logements pour les ouvriers, des étables, une glacière[53], une maison pour les contremaîtres, une chapelle, un château pour le maître de forge et un parc d'essences variées. Les façades et toitures des bâtiments ainsi que le canal sont inscrits au titre des monuments historiques par arrêté du 4 février 1988[54].

- En aval du Bagnerot, sur la route de Fontenoy-le-Château se trouve un ancien site industriel Le Moulin au Bois[55]. Depuis le XVIe s. s'établirent sur le ruisseau : une forge, une papeterie, une forge de fers affinés et enfin en 1872 une clouterie qui fermera ses portes en 1980. On peut encore y observer, parcourue par des biefs de dérivation, une petite cité comportant des maisons ouvrières et des logements de contremaître des XIXe et XXe siècles, des entrepôts et des ateliers. Ce site a servi de décors à certaines scènes du film Indigènes.
- Les restes d'une tourelle dans le bois du Million, dite Tour Malakoff[56], ancien belvédère, lieu de promenade permettant jadis de découvrir un vaste panorama. Cette tour a été bâtie pendant la Guerre de Crimée d'où son nom de Malakoff.
- La gare se trouve au sud-est, à 400 mètres d'altitude, sur le territoire du Clerjus, bâtie en 1863, elle se trouve à 4 kilomètres du centre-ville.

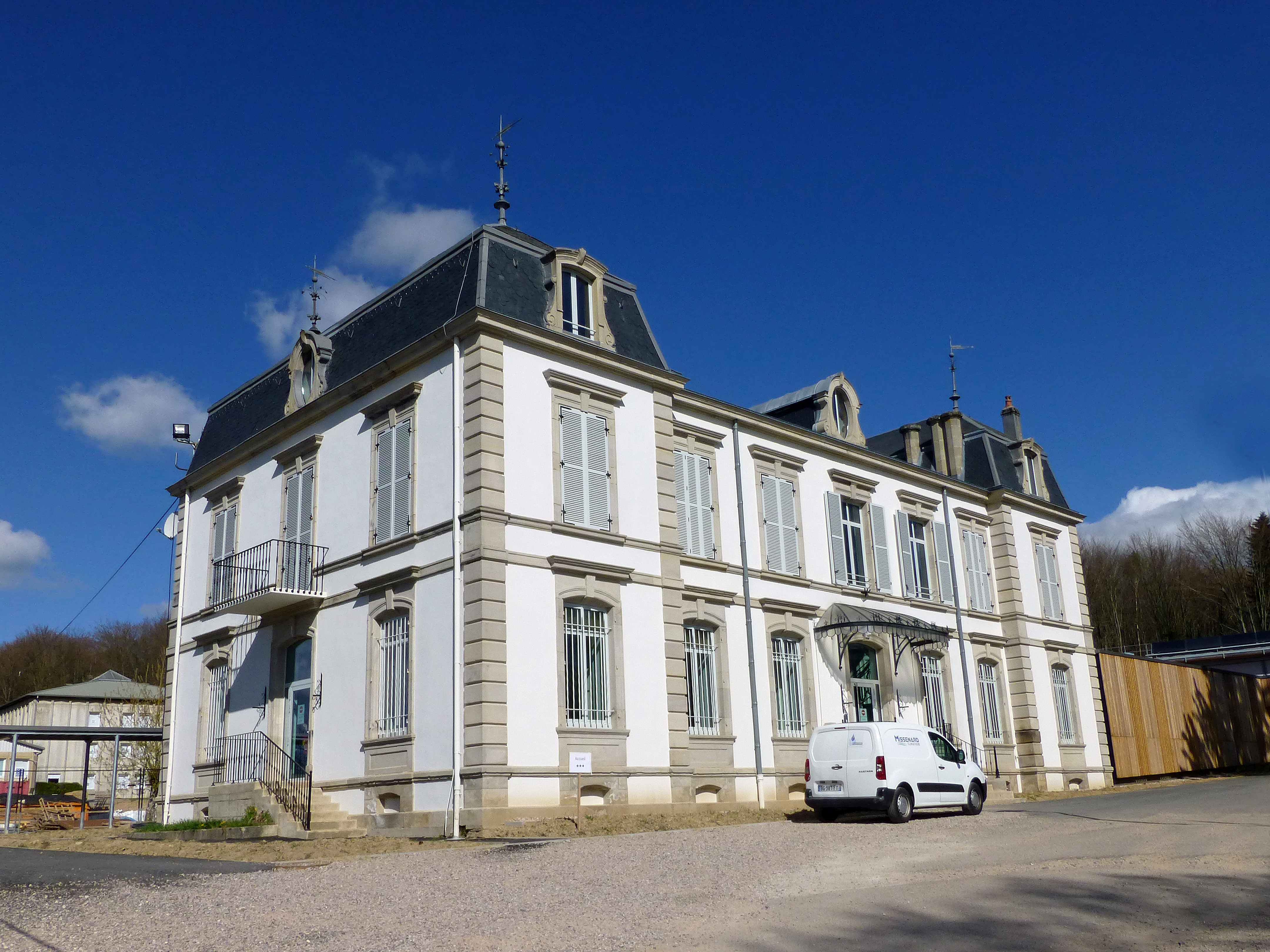
Le Chesnois.
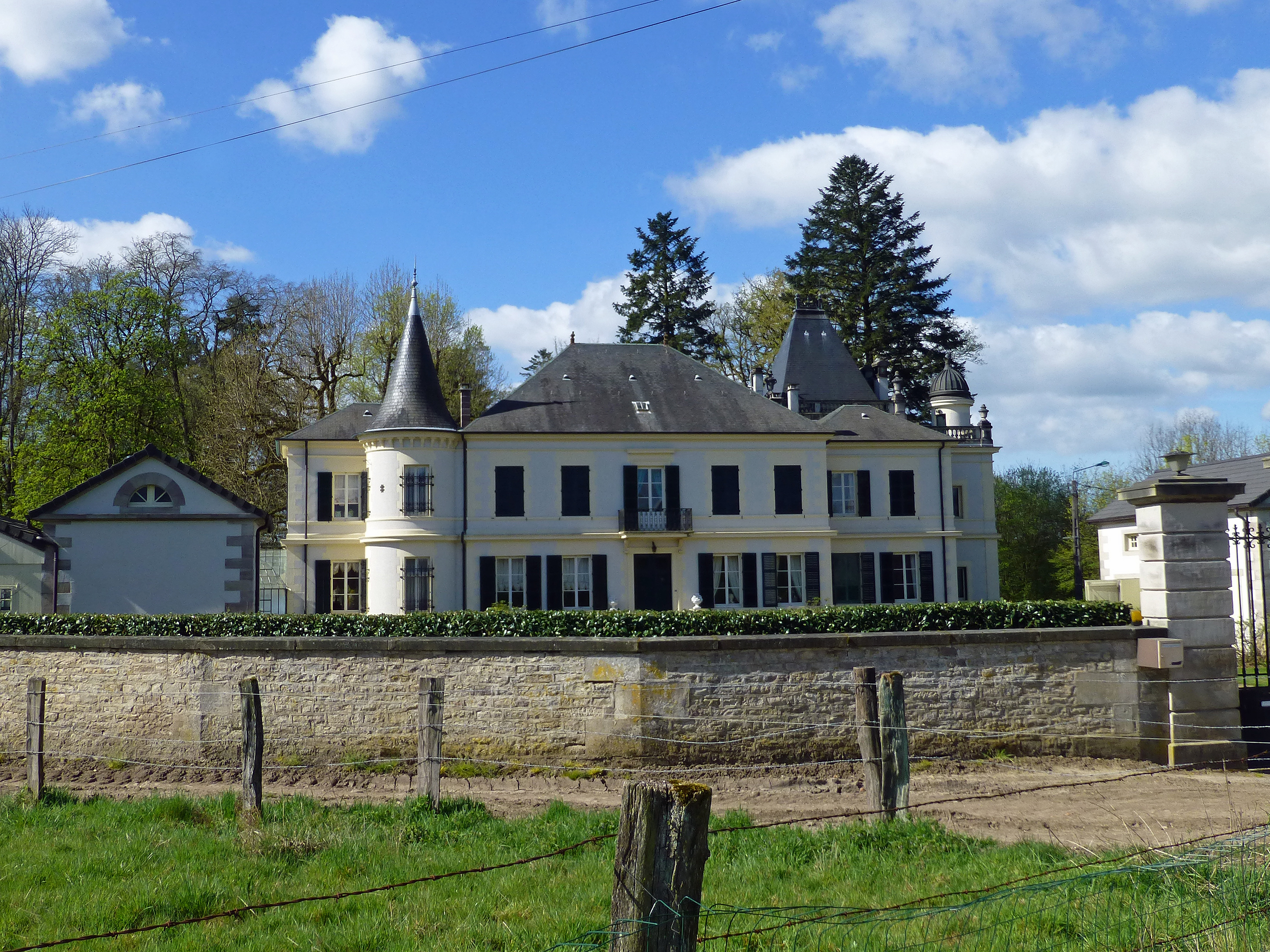
Le Châtelet
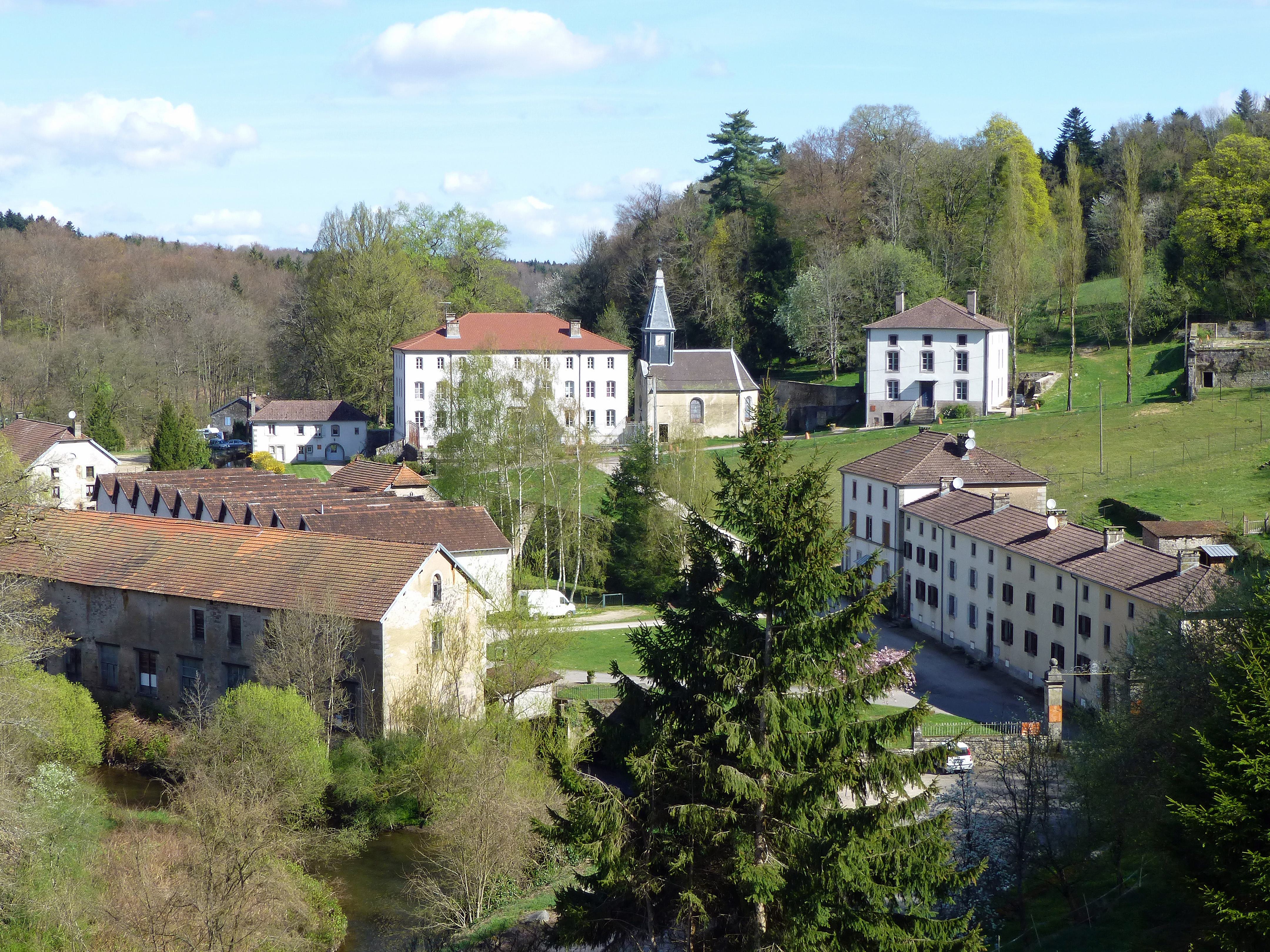
Manufacture royale.
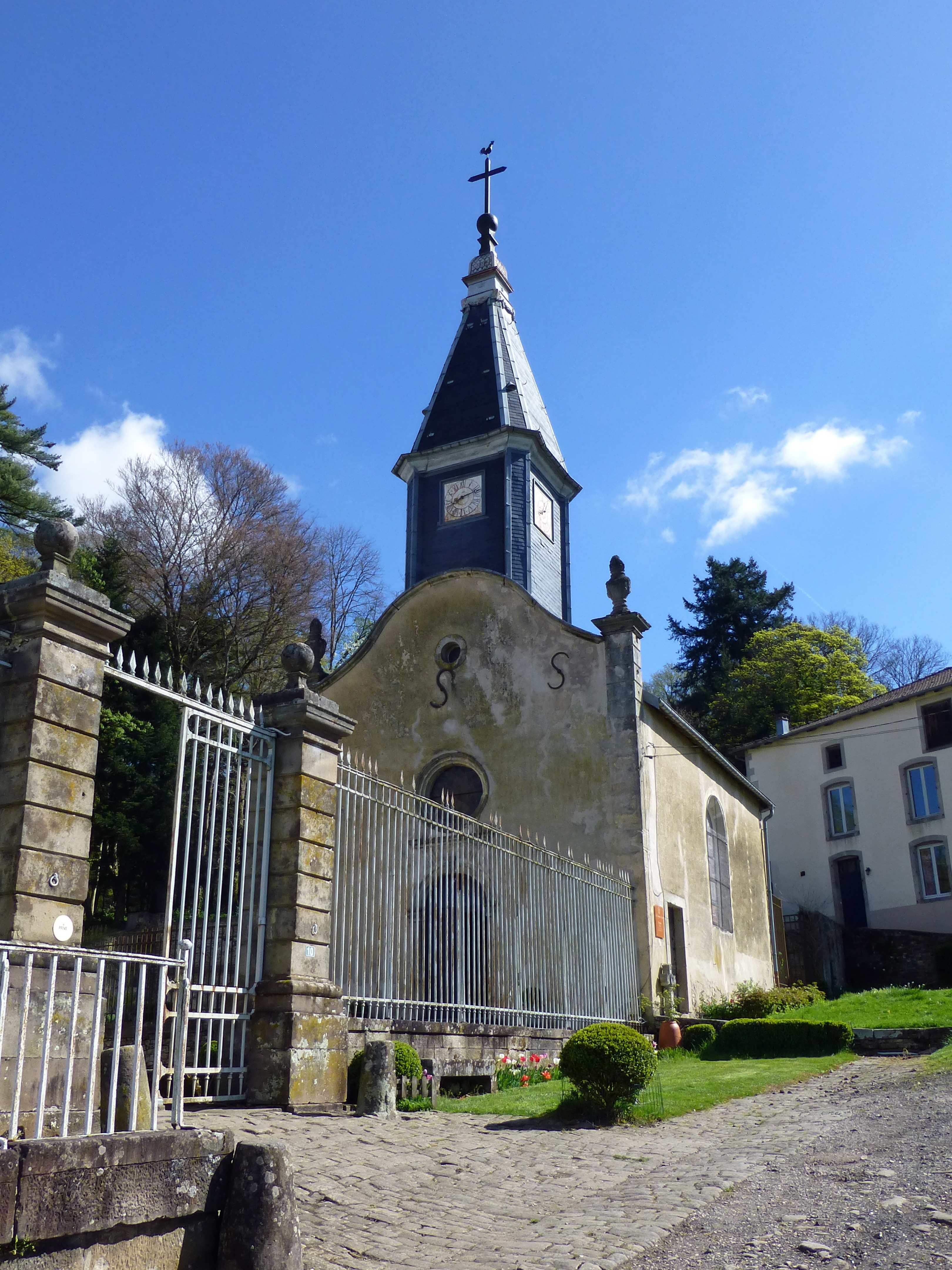
Chapelle de la Manufacture royale.
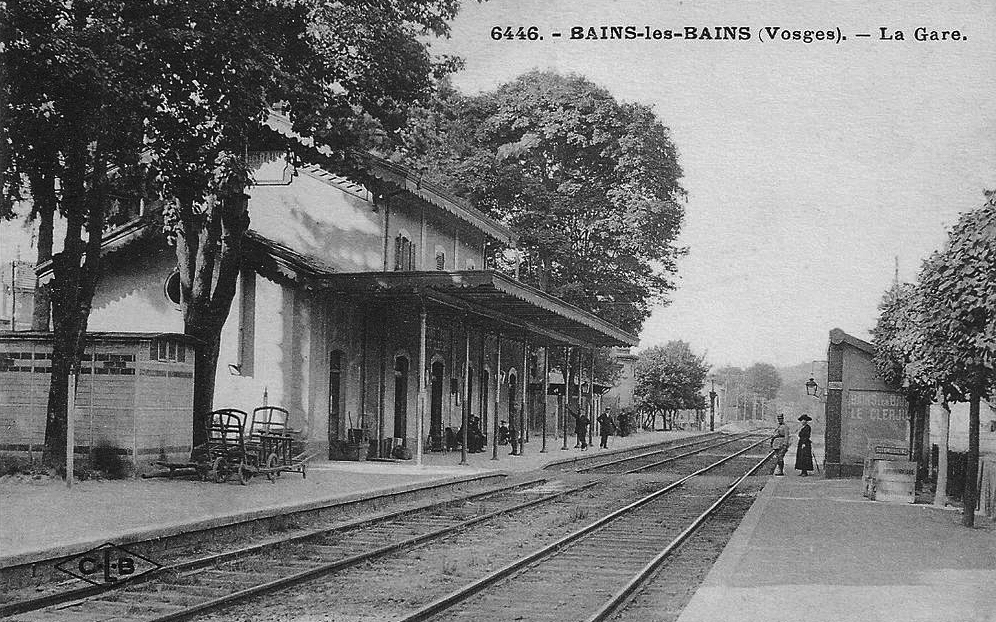
Gare (photo du début XXe siècle).
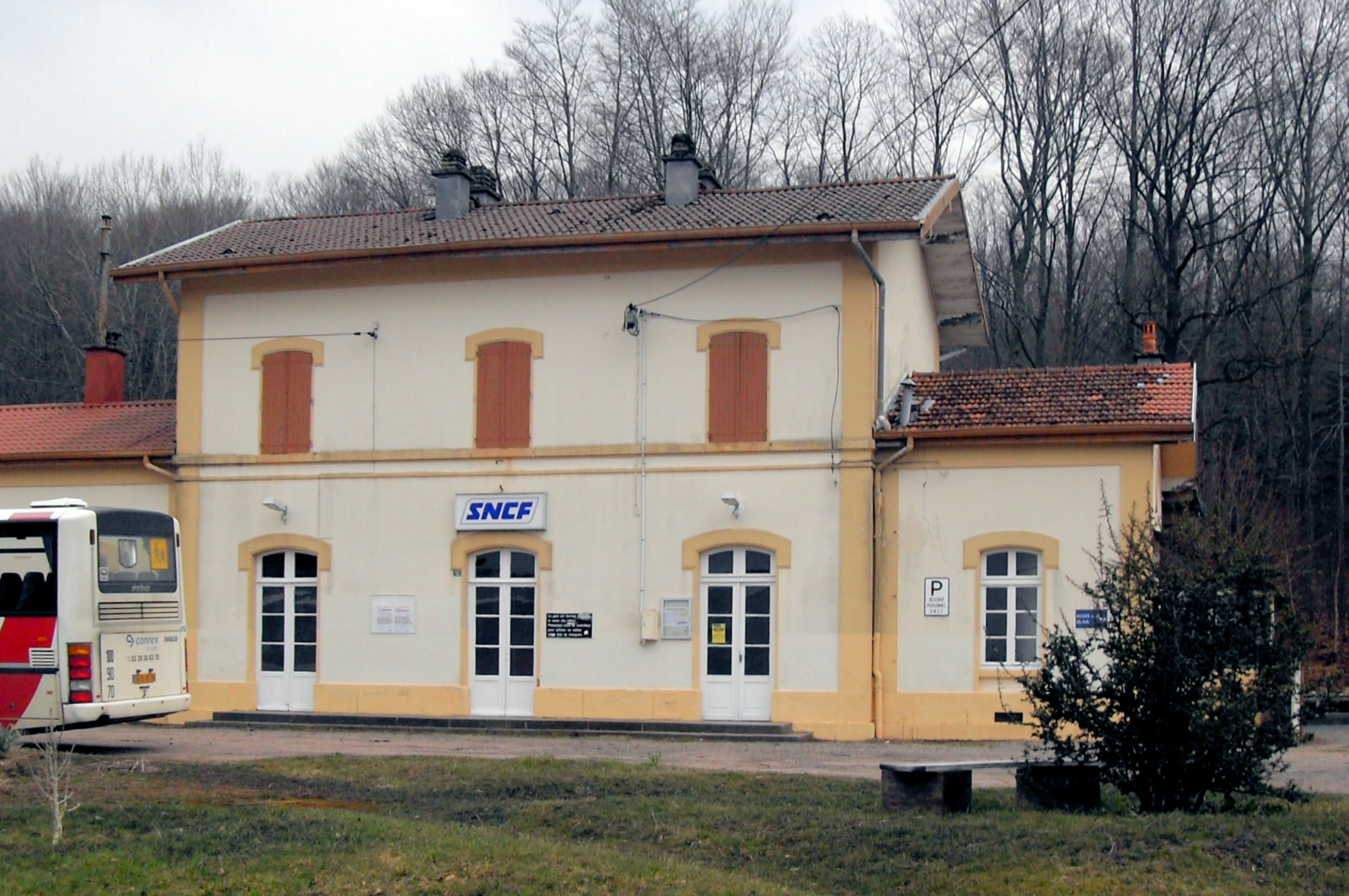
Gare.

### Personnalités liées à la commune

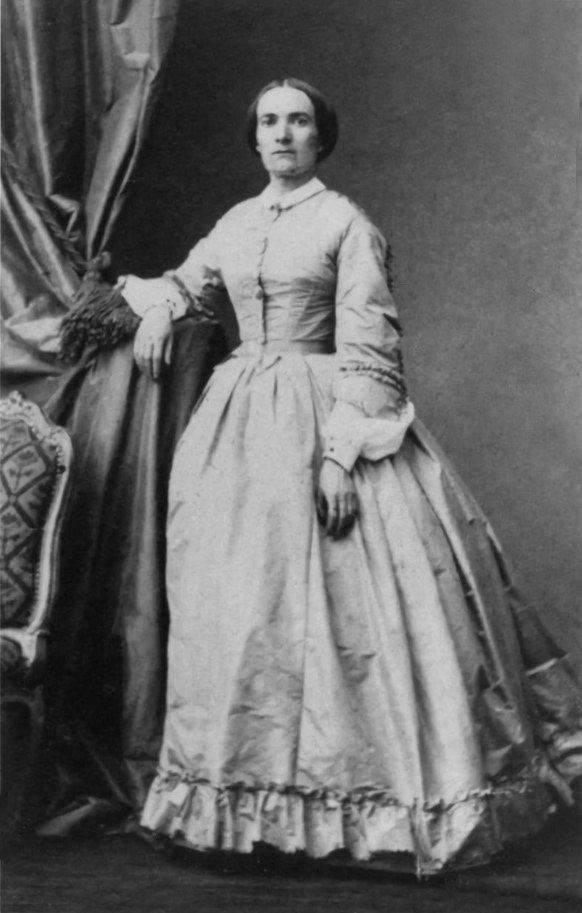
Julie-Victoire Daubié, première bachelière.

- Jules Liégeois né Damvillers en 1833 et mort à Bains-les-Bains en 1908 est un juriste français membre et créateur de l'École de Nancy, connu pour ses travaux sur l'hypnose et les suggestions criminelles. Fidèle curiste, il meurt en cure à la suite d'un accident dû à un véhicule de livraison. Le 22 août 1909 on inaugurait à Bains un monument à sa mémoire à l'entrée du parc[57].
- Charles François Xavier Doucet né le 13 février 1849 et mort le 26 novembre 1837 à Bains-les-Bains est un militaire qui fut nommé  lieutenant-chef du 13e bataillon de volontaires des Vosges, lors de sa création le 1er août 1792 et sera blessé, l'année suivante, d'un coup de feu à  la tête lors de la  deuxième bataille de Cholet. Il aura le grade de colonel en 1795, à la création de la 157e demi-brigade qui absorbe le 13e bataillon. Il sera admis chevalier de l'Ordre de Saint-Louis en 1828[58],[59].
- Baron Pierre Louis Girard-dit-Vieux[60], (1778-1847). Né à Genève, chevalier de la Légion d'honneur et de l'Ordre de Saint-Louis. Il fut maire de Bains-les-Bains de 1826 à 1846.
- Charles Levy (1805-1872), né à Monthureux-sur-Saône et mort à Bains, dépose en 1846 un brevet pour une chevillière mécanique[61] et en 1851 un brevet pour une machine à clou dont l'usage améliora la production[62]. Une rue de Bains-les-Bains porte son nom.
- Joseph Falatieu (1811-1887), né à Bains-les-Bains, maître de forges et homme politique[63].
- Florentin Joseph Daubié  (1810-1885)[64], né à la Manufacture de Bains, prêtre et auteur d'ouvrages religieux dont le Catéchisme des villes et des campagnes[65].
- Jean-Baptiste Auguste Daubié (1816-ap.1885), frère du précédent, né à la Manufacture de Bains-les-Bains, Maître de forges et inventeur d'un procédé pour l'étamage à froid[66].
- Julie-Victoire Daubié (1824-1874), sœur des précédents, première bachelière de France, première licenciée ès Lettres et journaliste économique, est née à la Manufacture de Bains-les-Bains où son père était directeur commis-caissier. Orpheline à l'âge de 20 mois, elle rejoint la maison familiale de Fontenoy-le-Château où se déroulera son enfance. Elle laisse de nombreux articles et ouvrages principalement consacrés à la place de la femme au travail dans la société économique du Second Empire et à la formation scolaire et professionnelle que doivent recevoir les filles[67].

Sa tombe est toujours visible au cimetière de Fontenoy au pied du château. Le collège de Bains-les-Bains porte son nom.

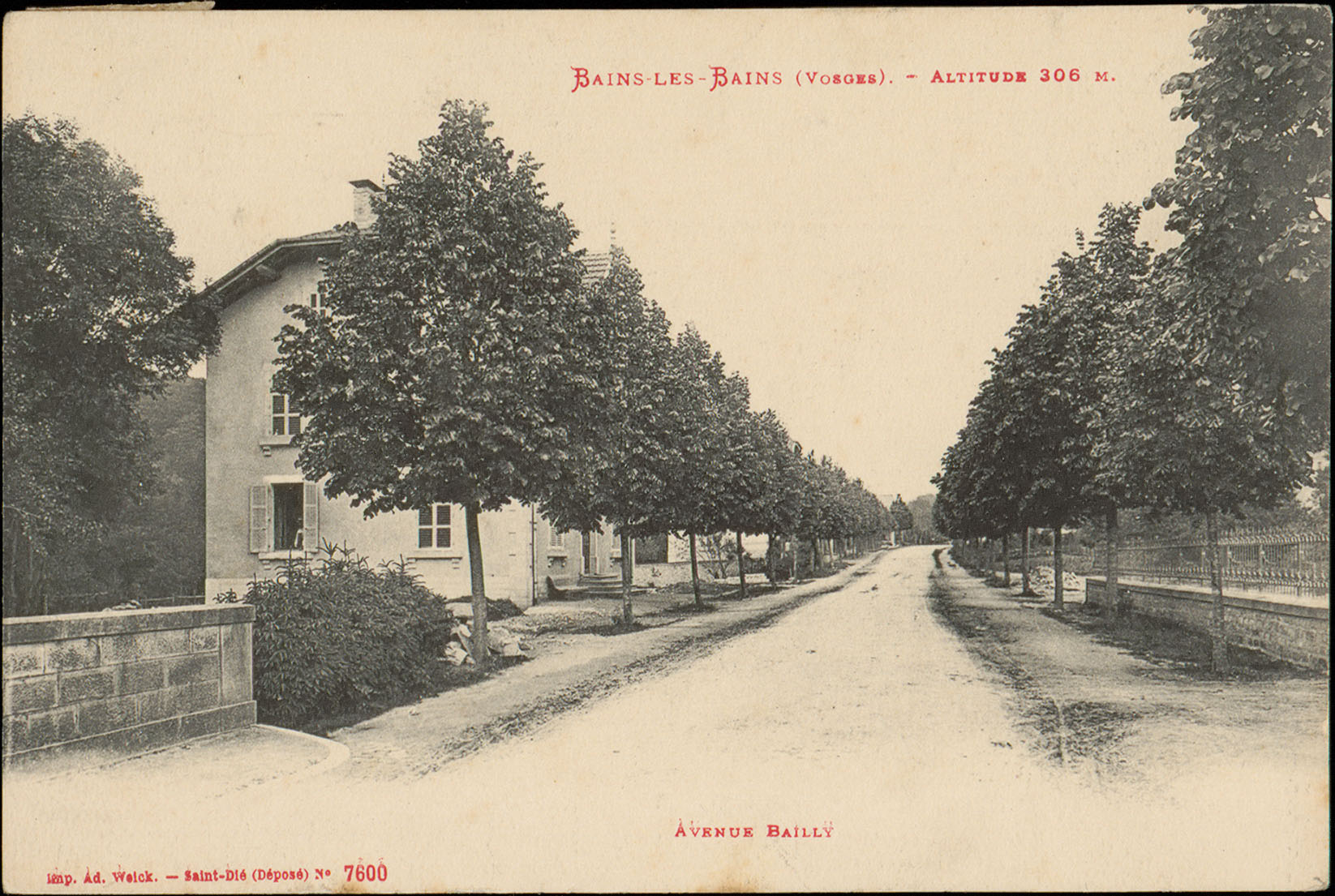
L'avenue Bailly (carte postale Adolphe Weick).

- Nicolas Basile Bailly (1817-1903)  maire de Bains de 1878 à 1903 et élu au conseil général de 1883 à 1901. Il publia plusieurs ouvrages scientifiques ainsi que des monographies sur des sujets locaux. Une rue de Bains porte son nom.

- Chanoine Henri Colin[68],[69], Bains 1880-Paris 1943, membre de l'Académie des sciences. Une place de Bains, à l'emplacement de sa maison natale, porte son nom.

- Édouard Laillet[70] (1853- ap. 1913), ingénieur et écrivain, ancien élève de l'École nationale des Arts et Métiers, explorateur de Madagascar, il a dressé des cartes hydrographique de toute la côte orientale de l'ile. On lui doit : Ports et mouillages de la côte Est de Madagascar, La France Orientale-Madagascar, Carte de Madagascar, Grande Carte de Madagascar , Renseignements utiles sur Madagascar et quelques romans L'Ami Grandfricot, roman de voyage, Mariage de Robinson , Du rire aux larmes[71].
- Charles Joseph Jacquot (1865-1930), né à Bains, sculpteur[72],[73].
- Georges Plaisance (1910-1998), ingénieur forestier et auteur de nombreux ouvrages sur la forêt. Né à Vesoul dans une famille originaire de Bains où il passe toutes ses vacances.
- François Michel (1916-2002), né à Bains en 1916, écrivain, pianiste, auteur de l'Encyclopédie Fasquelle de la musique, de l'Atlas historique français, de Par cœur (Grasset, 1986), livre de mémoires où il évoque son enfance à Bains. Mort à Paris en 2002, repose au cimetière de Bains.

### Bains-les-Bains au cinéma
Certaines scènes du film Indigènes ont été tournées sur l'ancien site industriel du Moulin-au-Bois, à la Manufacture royale de Bains-les-Bains et dans les forêts de Fontenoy-le-Château.

### Héraldique
| Blason | Blasonnement : D'azur à la fontaine d'or jaillissante et rayonnante d'argent, accompagnée en chef d'un B d'or clouté d'argent de cinq pièces à dextre, et d'une abeille d'or à senestre. Commentaires : Le 24 juin 1829, une lettre de la Préfecture remise au maire, le baron Girard, reconnait à Bains-les-Bains le nom de ville en vertu de l'article 663 du code civil. C'est à la suite de cette lettre que furent composées les armoiries de Bains-les-Bains. Ces armoiries sont déjà signalées dans l'ouvrage de Léon Louis, paru en 1887, Le département des Vosges. La fontaine évoque la tradition thermale. L'initiale B est chargée de besants pour représenter des têtes de clous, industrie renommée de Bains-les-Bains et de la vallée du Côney. L'abeille est l'emblème de l'obéissance et du travail, cependant, l'abeille fut l'emblème de Louis XII et de l'Empire. Devons-nous y voir un symbole lisible par tous les courants politiques de l'époque ? |

### Bibliographie

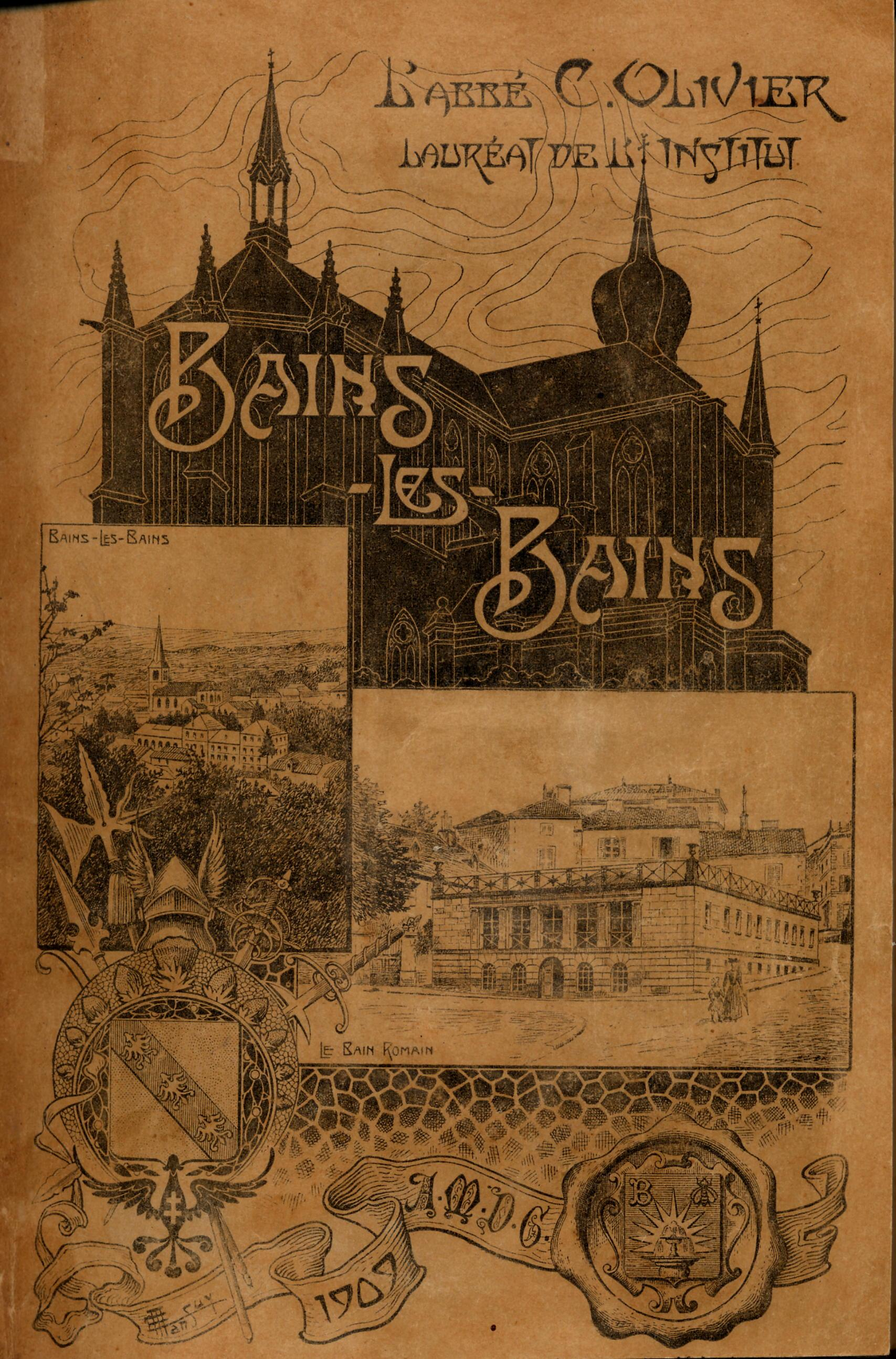
Histoire de Bains-les-Bains, abbé Constant Olivier.

## Pour approfondir